# ICE 1
Die ICE 1 sind die ersten in Serie gebauten Hochgeschwindigkeitszüge in Deutschland und die erste von inzwischen sechs Bauarten von Intercity-Express-Triebzügen. Die seit 1991 im Fahrgastbetrieb mit bis zu 280 km/h eingesetzten Triebzüge werden planmäßig aus zwei Triebköpfen (Baureihe 401) und bis zu 14 Mittelwagen der Baureihen 801 bis 804 gebildet.
Bis Ende 2020 wurden sie vereinzelt mit Triebköpfen des ICE 2 (Baureihe 402) kombiniert.
Die Triebzüge erreichten eine Länge von bis zu 411 Metern und waren damit die längsten ICE-Einheiten. Da die Triebzüge länger als 200 m sind, passen zwei ICE1 nicht an einen 400-m-Bahnsteig. Deshalb war schon bei der Entwicklung der Züge eine Doppeltraktion und Flügelung im späteren Betrieb nicht vorgesehen. Daraus ergibt sich unter anderem, dass die Triebköpfe nur mit einer mechanischen Notkupplung ausgerüstet sind und sich somit weder elektrisch noch steuerungstechnisch untereinander oder mit anderen ICE-Einheiten oder Lokomotiven kuppeln lassen.
Von den 60 in den frühen 1990er Jahren in Betrieb gesetzten Zügen wurde eine Einheit beim Eisenbahnunfall von Eschede am 3. Juni 1998 weitgehend zerstört. Die verbliebenen 59 Einheiten wurden zwischen 2005 und 2008 technisch erneuert und optisch modernisiert.
Nach dem Eisenbahnunfall im Landrückentunnel am 26. April 2008 wurde der Triebzug 111 Nürnberg vorübergehend aufgelöst und die Anzahl der im Einsatz befindlichen Einheiten auf 58 reduziert. 2013 wurde die Einheit 109 Aschaffenburg nach Verschrottung von drei Mittelwagen dauerhaft aufgelöst. Seither stehen insgesamt 58 Triebzüge mit je zwölf Wagen, neun Reservewagen sowie drei Reservetriebköpfe zur Verfügung.
Eine weitere Modernisierung wurde 2019 begonnen und soll bis 2026  dauern. Hierbei handelt es sich um eine sogenannte „Lebensdauerverlängerung“ (LDV), bei der wichtige technische Komponenten erneuert und die Triebzüge auf neun Mittelwagen gekürzt werden, ebenso wird die Ausstattung erneut teilweise modernisiert.

## Geschichte
Die Züge basieren auf dem 1985 in Dienst gestellten ICE-Versuchsträger InterCityExperimental. Im Jahr 1984, noch vor Inbetriebnahme des InterCityExperimental, begann die Projektierung der ICE-Serienzüge. 1985 wurde eine mangels Versuchserfahrungen noch vorläufige Spezifikation mit Eckdaten und einem Rahmenterminplan abgeschlossen. Nach Klärung zahlreicher Details legte die DB am 2. Januar 1986 ein Lastenheft vor. Dieses wurde später als Grundlage für Ausschreibung und Vergabe der Fertigung der Serienzüge verwendet. Im Januar 1987 fragte die DB bei der Industrie die Preise von 20, 40, 60, 80, 100 und 120 Triebköpfen an. Nach längeren Verhandlungen bildete sich im Mai 1987 ein Konsortium unter der Federführung von Siemens. Infolge ausstehender Wirtschaftlichkeitsberechnungen und fehlender Spezifikation der Mittelwagen verzögerte sich die Auftragsvergabe weiter.
Prägt heutzutage die Marke ICE das Bild der Eisenbahn in Deutschland so grundlegend, dass die Entwicklung eigener Hochgeschwindigkeitszüge nachträglich als selbstverständlich empfunden werden könnte, so wären seinerzeit durchaus auch andere Vorgehensweisen denkbar gewesen. So warf der französische Hersteller Alstom den Deutschen vor, mit massiven Investitionen in ICE und Transrapid den europäischen Schienenverkehrsmarkt beherrschen zu wollen, ohne die Überlegenheit des französischen TGV zu akzeptieren. Da die Entwicklung von zwei Hochgeschwindigkeitszügen in Europa zu teuer sei, sollten sich die deutschen Entwickler stattdessen an der Weiterentwicklung der TGV beteiligen. Die Kosten je Sitzplatz seien im TGV günstiger. Die damalige Deutsche Bundesbahn erwiderte, diese Kosten seien im Gegenteil beim ICE niedriger, wenn das (im TGV in dieser Form nicht vorhandene) Bordrestaurant miteinbezogen und die größere Fläche je Sitzplatz (0,97 statt 0,7 Quadratmeter) in Rechnung gestellt werde.

### Design

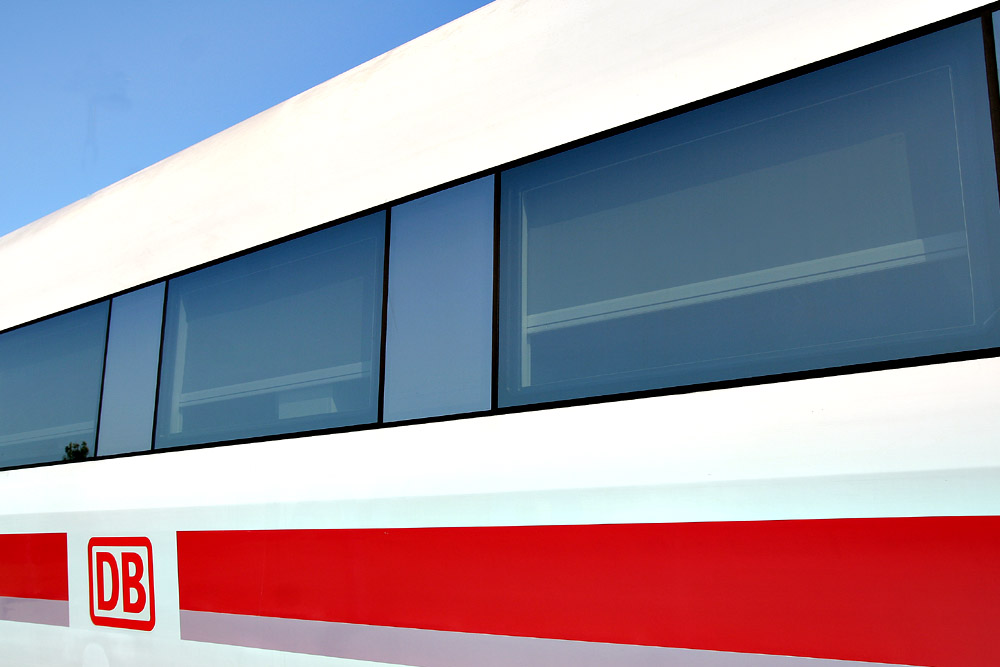
Bis 1998 trugen die ICE 1 einen zweifarbigen Zierstreifen in Orientrot und Pastellviolett gemäß den sogenannten Produktfarben der Deutschen Bundesbahn. Erkennbar sind auch die schmalen Blindfenster zwischen den breiten Aussichtsfenstern.

Das verkehrsrot-lichtgraue Außendesign des InterCityExperimental, u. a. mit dem durchlaufenden Fensterband, wurde nahezu unverändert in die Serie übernommen. Neumeisters Entwurf für die Innenraumgestaltung wurde hingegen nicht verwirklicht. Die Innenausstattung der ersten beiden ICE-Serien entwarf Jens Peters. Das gleiche Team entwickelte Mitte der 1980er Jahre auch das Design der Interregio-Züge.
Insgesamt arbeiteten drei deutsche Designteams an der Gestaltung der ICE 1. Ein Entwurf des Büros Neumeister sah dabei vor, in jedem Wagen eine andere Reiselandschaft zu schaffen, dazu auch ein Kino, mehrere Bistros und Selbstbedienungsbars, ein Restaurant mit Lichtkuppeln, verschiedene Lounge- und Ruhezonen sowie einen VIP-Wagen mit Empfangszimmer, Konferenzraum, Sekretariat und Dusche.
Nicht zuletzt aus aerodynamischen Überlegungen gingen unter anderem die spitze Triebkopfform, die in die Außenwand bündig eingeklebten Fenster der Mittelwagen sowie tiefliegende Seitenschürzen hervor. Dort, wo es konstruktionsbedingt keine Fenster für Reisende gibt, setzen 6 mm dicke Blindfenster das durchlaufende Fensterband fort.
Das äußere Design der Züge ähnelt auf den ersten Blick stark dem der ICE 2. Leicht von anderen ICE-Baureihen zu unterscheiden sind die ICE-1-Triebzüge unter anderem durch das 45 cm über die weiteren Wagen hinausragende Dach des Speisewagens. Auch fehlen dem ICE 1 außen Digitalanzeigen zur Anzeige von Wagennummer und Laufweg, die Wagennummern sind als Aufkleber fest an den Wagen angebracht. Neben den ICE 4 sind es die einzigen ICE-Triebzüge, bei denen die Wagennummern für die Platzreservierung zwischen 1 und 14 liegen (Rest: 21 bis 38). Im Übrigen unterscheiden sich meist auch die Mittelwagendrehgestelle, ferner verfügen die ICE-1-Mittelwagen im Gegensatz zu jenen der ICE 2 über ein schwarzes Gummiprofil an den Stirnseiten.
Ab Mitte 1998 erhielten die Züge den heutigen Anstrich (ein durchlaufender roter Streifen, DB-Logo an der Front) sowie neue Polsterbezüge und Teppiche.

### Beschaffung
Nach langwierigen Diskussionen zwischen Bundesbahnführung und Bundesverkehrsministerium über die Ausstattung, Wagenlänge und -breite sowie der Anzahl der Züge wurde sukzessive eine erste Serie von 41 Triebzügen bestellt.
Der Auftrag zur Entwicklung der ICE-Triebköpfe wurde im März 1986 veröffentlicht, der für die Mittelwagen im Juni. Bis zum Jahresende wurden beide Entwicklungsaufträge vergeben.
Bei einer Feierstunde anlässlich der Ablieferung der ersten Serienlokomotive der Baureihe 120 sagte Verkehrsminister Werner Dollinger in München am 13. Januar 1987: „Hiermit ermächtigte ich den Vorstand der Deutschen Bundesbahn, sofort zehn Exemplare der Serienausführung des ICE bei der Industrie in Auftrag zu geben. Die Finanzierung ist gesichert.“ Zuvor war zeitweilig davon ausgegangen worden, dass die Bundesregierung nicht bereit sei, die für eine sinnvolle Nutzung der auf eine Fahrgeschwindigkeit von 250 km/h ausgelegten Hochgeschwindigkeitsstrecken notwendigen Züge zu finanzieren. Nach damaliger Planung sollten zur Betriebsaufnahme auf den Neubaustrecken im Jahr 1991 insgesamt 40 bis 50 ICE-Einheiten zur Verfügung stehen. Am 1. August 1987 folgte die formale Zustimmung des Bundesverkehrsministers zur Beschaffung von 41 Serien-ICEs sowie den erforderlichen Wartungseinrichtungen. Die Leistung der Triebköpfe wurde für 14 Mittelwagen und eine Geschwindigkeit von 250 km/h dimensioniert, wobei Lauf- und Bremstechnik für 280 km/h ausgelegt wurden.
Per Absichtserklärung („Letter of intent“) bestellte die Bahn im September 1987 zunächst 82 Triebköpfe, im Juli 1988 dann 482 Mittelwagen (andere Quelle: 492 Mittelwagen). Aufgrund noch ausstehender Finanzierungszusagen des Bundes galt zunächst nur die Beschaffung der zehn von Verkehrsminister Dollinger zugesicherten Triebzüge als sicher, während die beteiligten Unternehmen in hohem Maße in Vorleistung für die erwartete, aber noch nicht zugesicherte 41-Triebzug-Serie gingen. Das Bundesverkehrsministerium stimmte am 13. Juli 1988 der Beschaffung der 41 Triebzüge zu. Der formale Akt der Auftragsvergabe an die Konsortien durch das Bundesbahn-Zentralamt folgte am 20. Januar (Triebköpfe) bzw. 20. Februar 1989 (Mittelwagen). Der erste Triebkopf sollte im August 1989, der erste Mittelwagen im April 1990 ausgeliefert werden, die Erprobung der Züge ab Frühjahr 1990 beginnen.
Der Kaufpreis der ersten 41 bestellten Triebzüge lag bei rund 1,8 Milliarden D-Mark; etwa 1,2 Milliarden DM davon entfielen auf die elektrische Ausrüstung. Nach Angaben der Bahn konnte der Kaufpreis im Laufe der Verhandlungen um 300 Millionen Mark heruntergehandelt werden. Ein Triebkopf kostete dabei 8,7 Mio DM, ein Speisewagen 4 Mio DM, ein Servicewagen 3 Mio DM und die Wagen der ersten und zweiten Klasse jeweils 2,7 Mio DM (Preisstand: ca. 1990).
Ende Juli 1990 bestellte die Bundesbahn 19 weitere Garnituren mit je zwei Triebköpfen und zwölf Mittelwagen (davon ein Servicewagen) im Gesamtumfang von rund einer Milliarde D-Mark. Diese 19 ICE-1-Züge verfügen über eine Zulassung für den Verkehr in der Schweiz. Sie ermöglichen die ICE-Leistungen über Basel und Bern bis Interlaken beziehungsweise nach Zürich. Die Auslieferung der nachbestellten Züge begann im Herbst 1991. Die Beschaffung von 60 statt (noch Mitte der 1980er Jahre geplanten) 55 Triebzügen wurde durch die Verlängerung der ICE-Linie 6 von Hannover nach Hamburg bzw. Bremen notwendig.
In den späten 1980er und frühen 1990er Jahren wurde eine Weiterentwicklung der ICE 1 zu einem als ICE-M projektierten Mehrsystem-Triebzug geplant. Während dieses Konzept später mit den ICE 3M umgesetzt wurde, kamen Überlegungen für besonders schnelle Stückgut-Güterzüge auf ICE-1-Basis (sogenannte ICE-G) nicht über die Projektierung hinaus.

#### Triebköpfe
Die Produktion der Serientriebköpfe begann im Herbst 1988, zunächst gestützt auf die Absichtserklärung, der eigentliche Liefervertrag wurde wesentlich später rechtskräftig. Die ersten 82 Triebköpfe erhielten die Betriebsnummern 401 001 bis 020, 051 bis 071, 501 bis 520 sowie 551 bis 571.
Bevor die Herstellung der Triebköpfe im Herbst 1988 begann, waren bereits die Drehgestelle und weitere Teile in Produktion gegangen. Die Wagenkastenrohbauten entstanden bei Krauss-Maffei in München. Den weiteren Ausbau teilten sich zu je einem Drittel Krauss-Maffei, Krupp Maschinentechnik (Essen) und Thyssen-Henschel (Kassel). Ein Konsortium aus ABB (BBC), AEG und Siemens lieferte die elektrische Ausrüstung.
Mit dem 401 001 wurde Anfang Dezember 1988 bei Krauss-Maffei in Allach der erste Triebkopf im Rohbau fertiggestellt. Der erste Serientriebkopf wurde am 26. September 1989 bei Krauss-Maffei in München an die Bundesbahn übergeben. Zahlreiche Ehrengäste, darunter Bundesverkehrsminister Friedrich Zimmermann, Bundesforschungsminister Heinz Riesenhuber und DB-Vorstandsvorsitzender Reiner Gohlke, wohnten der Zeremonie bei. Die Auslieferung der 41 Triebzüge sollte bis April 1991 abgeschlossen sein. (Noch zu Beginn des Jahres 1989 war eine Auslieferung aller Züge bis September 1991 vorgesehen.) Mit der Übergabe des ersten Serienfahrzeuges begann die Inbetriebsetzung der Fahrzeuge. Die Triebköpfe wurden dabei nach ihrer Fertigstellung von einer Lokomotive ins Ausbesserungswerk Opladen gefahren. Dort wurden sie in 60 Arbeitstagen in Betrieb gesetzt. Neben der intensiven Prüfung der Systeme wurden dabei auch elektronische Komponenten eingebaut.
Pro Woche wurde ein Triebkopf an die DB übergeben. Nach anfänglichen Lieferverzögerungen lag die Auslieferung der Triebköpfe im Frühjahr 1990 wieder im Zeitplan. Bis Ende Mai 1990 waren 35 Triebköpfe ausgeliefert worden. Im Frühjahr 1990 standen mit den 401 015 und 515 auch die ersten beiden Triebköpfe zur Verfügung, die über einen Stromabnehmer für den Schweiz-Verkehr verfügten. Bis Ende 1990 war mehr als die Hälfte der 82 Triebköpfe der ersten Serie der Bundesbahn übergeben worden.
Mit der Ausstellung des Triebkopfes 401 555 und eines Mittelwagens auf der Technogerma in Seoul wurde zwischen dem 27. Februar und 9. März 1991 erstmals ein ICE außerhalb Europas gezeigt. Die beiden Fahrzeuge wurden für den Transport auf ein Schiff verladen. Die Fahrzeuge wurden im Rahmen eines Strecken- und Fahrzeugangebots auf ICE-Basis für die damals geplante Schnellfahrstrecke Seoul–Busan gezeigt.

#### Mittelwagen
Zwischen August und Oktober 1986 fanden Vertrags- und Preisgespräche zu den Mittelwagen statt. Auf Basis einer Absichtserklärung der DB von November 1986 leitete die Fahrzeugindustrie im Dezember 1986 die Entwicklung der Mittelwagen ein. Grundlage der Anpassungsentwicklung waren die Wagen des Intercity-Experimental. Ende 1987 wurden die Aufträge zum Bau der Wagen vergeben. Die ersten Wagen sollten im November 1989 ausgeliefert werden.
Die Mittelwagen wurden unter der Federführung von LHB (Salzgitter) bei Duewag (Krefeld-Uerdingen), Waggon Union (Berlin), MHB und MBB Verkehrstechnik (Donauwörth) entwickelt und gebaut. Auch MAN und weitere kleinere Zulieferbetriebe waren an der Entstehung der Wagen beteiligt. Die Fertigungsvorbereitungen begannen Mitte 1988, die Produktion begann fast ein Jahr später. Die Wagenkästen wurden in Leichtbauweise mit Großstrangprofilen aus einer Aluminium-Silicium-Legierung gefertigt, die Unterplatte wurde als Hohlkammerprofil ausgeführt.
Die ersten Wagen (Baureihe 802) wurden ab 2. Juli 1990 bei MBB in Donauwörth ausgeliefert. Am 13. August wurden mit einem Wagen der Baureihe 801 sowie zwei Wagen der Reihe 803 die ersten Erste-Klasse- und Servicewagen bei Duewag in Krefeld-Uerdingen ausgeliefert. Die ersten Speisewagen folgten im Herbst desselben Jahres. Offiziell vorgestellt wurden die ersten drei Wagenbaureihen von Industrie und Bahn am 11. September 1990.

### Inbetriebsetzung
Die Inbetriebsetzung der Triebköpfe erfolgte in mehreren Stufen: Zunächst erfolgte ein Trockentest der Komponenten in der Werkshalle, wo anschließend erstmals die Fahrleitungsspannung von 15 kV angelegt wurde und die beiden Drehgestelle hintereinander in Betrieb genommen wurden. Anschließend folgten Mess- und Einstellungsfahrten bis 140 km/h, an deren Ende die vorläufige Zulassung stand. Anschließend folgten Schnellfahrten mit 200 km/h.
Da die ICE-1-Mittelwagen zur Inbetriebnahme der ersten ICE-1-Triebköpfe Ende 1989/1990 noch nicht verfügbar waren, wurden die Triebköpfe zur Inbetriebsetzung mit ausgemusterten, für 200 km/h zugelassenen Liege- und Schnellzugwagen (Gattung yl), gekuppelt. Diese erhielten an den Enden eine spezielle Mittelpufferkupplung zur Verbindung mit den Triebköpfen. Als Angstlok sowie für Rückwärtsfahrten wurde zumeist eine Lokomotive der Baureihe 110 eingesetzt. Für Bremsversuche wurde die Lokomotive manchmal (beidseitig über einen Zwischenwagen) zwischen zwei ICE-1-Triebköpfe eingereiht. Die Probefahrten gingen zumeist vom Ausbesserungswerk Opladen aus und führten über Strecken der näheren Umgebung. Für die Schnellfahrten (bis 200 km/h) wurden die Bahnstrecken Richtung Bielefeld sowie Bremen genutzt. Aufgrund des großen Zeitdrucks des Testprogramms wurden ab Ende März 1990 sogar einige Triebköpfe ohne Bundesbahnabnahme eingesetzt, um dringende Testfahrten zu absolvieren. Bei größeren Testfahrten ersetzten zwei „Dummy-Garnituren“ aus elf ausgemusterten Liegewagen bzw. zehn IC-Abteilwagen (Gattung Bm 235) die noch nicht verfügbaren Mittelwagen.
Die ersten Triebköpfe wurden über die zahllosen Testfahrten hinaus für eine Vielzahl von Zwecken eingesetzt. So wurde der 401 006 im April 1990 für drei Wochen als Anschauungsobjekt zur Bundesbahnschule nach München-Aubing gebracht, ab Ende desselben Monats wurde der 401 005 im Bahnbetriebswerk Hamburg-Eidelstedt zur Abstimmung des neuen Werkes auf die Züge eingesetzt. Ab dem 22. Mai dienten die 401 504 und 008 in Nürnberg der Ausbildung von Lokführern für die anstehenden Abnahmefahrten. Mit der gleichen Fahrt wurde der 401 503 nach Nürnberg überführt, der dort probehalber zerlegt wurde. Anfang Juni 1990 wurde der 401 010 zur Klimakammer des Österreichischen Forschungs- und Prüfzentrums Arsenal in Wien überführt.
Ende Juni 1990 begannen im Abschnitt Fulda–Würzburg der Schnellfahrstrecke Hannover–Würzburg die ersten Test- und Einstellfahrten. Die miteinander gekuppelten ICE-1-Triebköpfe 401 001 und 501 wurden dazu vorübergehend mit einer Hochspannungsdachleitung verbunden. Daran schlossen sich drei Messwagen und eine Bremslok an. In Stufen wurde die Geschwindigkeit auf zunächst 280 km/h erhöht. Nachdem die ersten Mittelwagen verfügbar waren, absolvierten die ersten aus regulären Fahrzeugen gebildeten ICE-1-Züge auf demselben Streckenabschnitt ein Testprogramm, bei dem Geschwindigkeiten von bis zu 310 km/h erreicht wurden.

### Besonderheiten der ICE 1

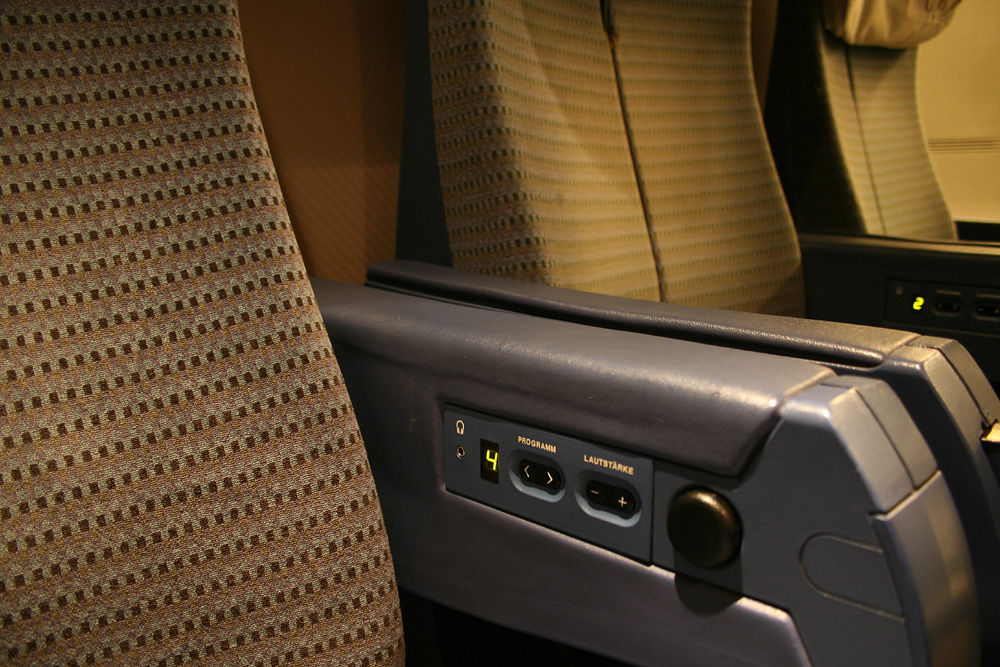
Verstellung der Rückenlehne (großer, schwarzer Knopf) und Audiosystem an einem Sitzplatz in einem noch nicht umgebauten ICE 1.

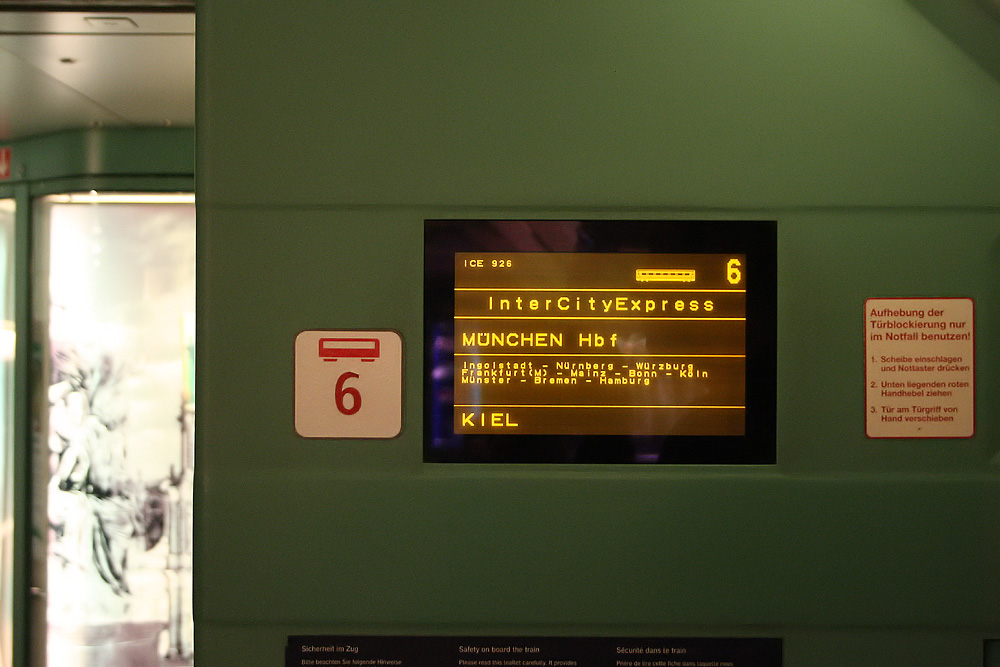
Bildschirm des FIS im Eingangsbereich. Die Monitore zeigen während der Fahrt im Wechsel die Unterwegshalte und die aktuelle Geschwindigkeit an. Vor Ankunft an einem Bahnhof wird der nächste Halt angekündigt.

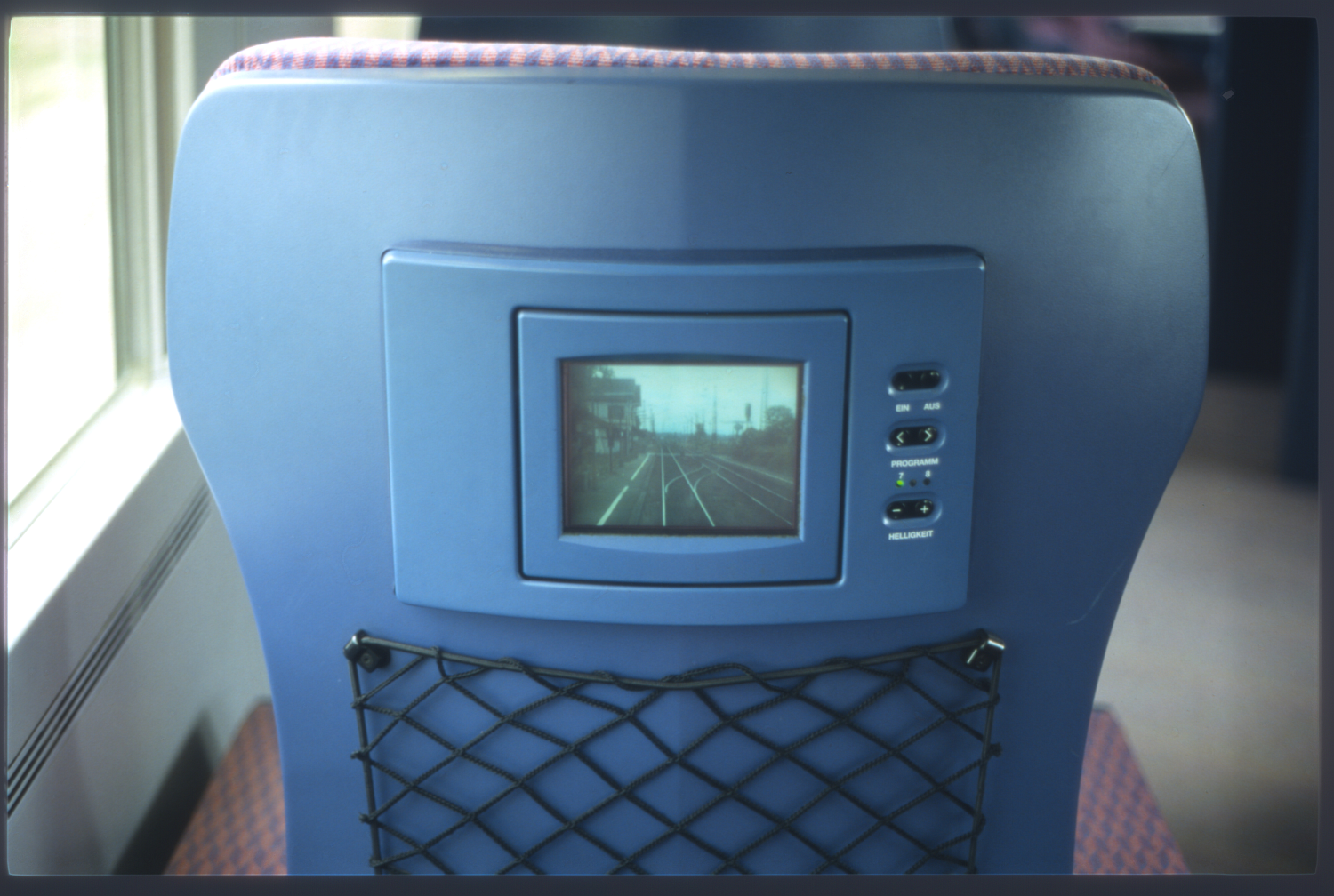
Videosystem mit LCD-Monitor in der Rückenlehne des Vordersitzes

Gegenüber den Intercity zeichneten die neuen Züge zahlreiche Besonderheiten aus. Neben der hohen Fahrgeschwindigkeit (280 gegenüber 200 km/h) wurde auch der Komfort deutlich verbessert. So wurde die Wagenbreite gegenüber den damals modernsten IC-Wagen um 20 Zentimeter vergrößert, der Sitzabstand um 8 cm, gleichzeitig die Zahl der Sitzplätze in den Wagen der zweiten Klasse bei gleicher Wagenlänge von 88 auf 66 reduziert.
Alle Wagen verfügen über eine Klimaanlage, die Wagenübergänge sind offen gestaltet. Der Sitzabstand lag mit 102 (zweite Klasse) bzw. 111 cm (erste Klasse) so hoch wie in keinem der späteren ICE-Züge. Die Einstiegstüren waren besonders breit und mit selbsttätig ausklappenden Trittstufen ausgeführt, um den Einstieg möglichst komfortabel zu gestalten. Die Sitze waren dreifach verstellbar: Neben der verstellbaren Rückenlehne konnte das Kopfkissen in der Höhe ebenso variiert werden wie das Sitzkissen in der Tiefe. Mit den verschiedenen Stellungen von Sitz- und Kopfpolster, Rückenlehne, Klapptisch sowie verschiedenen Farben und Polsterformen gab es 152 verschiedene Möglichkeiten zu sitzen. Die Glastüren zwischen Großraum- und Abteil- bzw. Einstiegsbereich öffneten per Sensor automatisch. Alle Gänge sind breit genug für Rollstühle mit ISO-Abmessungen, einschließlich der Zugänge zum Restaurant. Die ICE 1 waren auch die ersten deutschen Serienzüge, in denen Raucher und Nichtraucher wagenweise getrennt wurden.
Eine Kopfhörerbuchse für handelsübliche 3,5-Millimeter-Klinkenstecker mit Reglern zur Auswahl von acht Kanälen (drei Radioprogramme, drei Angebote von CD sowie zwei Tonspuren für Videokanäle) war an jedem Sitzplatz vorhanden. Vor einigen Sitzen beider Klassen war auch ein Videosystem mit in der Rückenlehne des Vordersitzes eingelassenen 5-Zoll-LCD-Monitoren installiert. In der zweiten Klasse betraf das jedoch ausschließlich Raucherwagen. In der Mitte der Großraumbereiche stand eine Garderobe zur Verfügung, Abstellflächen für Gepäck waren über, unter sowie zwischen den Sitzplätzen an Tischen eingerichtet worden. An allen Sitzplätzen standen Leselampen zur Verfügung, in den Einstiegsbereichen zeigten Monitore wechselweise den Laufweg und die aktuelle Geschwindigkeit an.
Aufgrund der Konzipierung in den 1980er Jahren gab es in den Mittelwagen bis zur Modernisierung mit Ausnahme des Konferenzabteils im Wagen 9 keine Steckdosen für Reisende.

### Betriebsaufnahmen
Im Probebetrieb verkehrten die ersten ICE-Garnituren ab Herbst 1990, etwa ein Jahr später als ursprünglich geplant. Am 28. Februar 1991 wurde der ICE 1 in Fulda offiziell der Presse vorgestellt. Am 8. März 1991 folgte eine Fahrt für die Presse von Hamburg nach Ulm und zurück.
Mit Inbetriebnahme des ICE-Systems am 2. Juni 1991 verkehrten die ICE-1-Triebzüge auf der ersten ICE-Linie zwischen Hamburg und München über Hannover, Fulda, Frankfurt am Main, Stuttgart und Augsburg. Die Züge nutzten dabei die am gleichen Tag voll in Betrieb genommenen ersten deutschen Neubaustrecken für den Hochgeschwindigkeitsverkehr: Mannheim–Stuttgart und Hannover–Würzburg. Für den Betrieb auf dieser Linie wurden täglich 18 Triebzüge benötigt. Insgesamt standen zur Betriebsaufnahme 25 Triebzüge zur Verfügung.
Die Züge verkehrten anfangs mit 13 Wagen: Auf vier Wagen der ersten Klasse folgte der Speisewagen, ein Wagen mit Sonderabteilen sowie sieben Wagen der zweiten Klasse. Die zulässige Höchstgeschwindigkeit lag zunächst bei 250 km/h. Es war vorgesehen, später eine Ausnahmegenehmigung von den Vorschriften der Eisenbahn-Bau- und Betriebsordnung zu beantragen, um im Verspätungsfall schneller fahren zu können. Für Fahrten über 200 km/h hatte anfangs noch ein zweiter als Triebfahrzeugführer qualifizierter Triebfahrzeugbegleiter im Führerstand anwesend zu sein. Die zu befahrenen Regel- und Umleitungsstrecken der ICE wurden aufgrund der Überbreite der Triebzüge baulich geprüft und stellenweise angepasst. In den ersten Betriebswochen führten Probleme mit den Triebköpfen und den Türen zu Verspätungen. In den Jahren 1991 und 1992 übernahmen weitere ICE-1-Züge sukzessive Leistungen auf der Linie zwischen Hamburg/Bremen und München (über Hannover). Zum Fahrplanwechsel am 31. Mai 1992 wurde die bis dahin als IC-Linie ausgezeichnete Verbindung auch formell auf reinen ICE-Betrieb umgestellt. Ab diesem Zeitpunkt kamen die ICE-1-Triebzüge auch erstmals als ICE Sprinter zum Einsatz.
In den Jahren 1992 und 1993 erfolgte sukzessive die Umstellung der IC-Linie zwischen Hamburg und Basel über Frankfurt und Karlsruhe auf ICE-1-Züge. Ab dem 27. September 1992 wurden dabei zum ersten Mal auch einzelne ICE-1-Züge bis Zürich durchgebunden. Das erste ICE-1-Zugpaar auf dieser Linie war das zunächst freitags und sonntags verkehrende ICE-Zugpaar 670 und 671 zwischen Hamburg und Karlsruhe.
Ab dem 23. Mai 1993 verkehrten einzelne ICE-1-Züge von und nach Berlin (statt Hamburg/Bremen). Mit diesen drei Linien lag der Planbedarf bei 48 Triebzügen. Ab dem 28. Mai 1995 verkehrten einzelne Züge erstmals bis Interlaken, ab dem 24. Mai 1998 außerdem nach Wien.

### Weitere Entwicklung
Ab dem 1. Januar 1994 konnten die ICE-Zugtelefone neben den bis dahin notwendigen, vorausbezahlten Telefonkarten (für 12 oder 50 DM) mit TeleKarten genutzt werden, deren Nutzung auf der Telefonrechnung ausgewiesen wurde. Gespräche mit dem C-Netz-Funktelefon im Konferenzabteil konnten mit einer ausgedruckten Rechnung sofort bar bezahlt oder auf eine C-Netz-Berechtigungskarte verrechnet werden. Am 10. Januar 1994 kuppelte im Rahmen der offiziellen Feier zur Gründung der Deutschen Bahn AG ein ICE-1-Triebkopf feierlich mit der Dampflokomotive 02 0201 der vormaligen Deutschen Reichsbahn im Berliner Ostbahnhof.
Am 12. August 1995 fuhr der chinesische Staats- und Parteichef Jiang Zemin mit einem ICE von Ludwigsburg (bei Stuttgart) nach Rolandseck (bei Bonn). Zu diesem Zweck wurde ein besonderer Triebzug aus zwei Triebköpfen und sechs Mittelwagen zusammengestellt, einer davon umgebaut zum Salonwagen. Der Staatsgast wurde vom Bundesverkehrsminister Wissmann, DB-Personenverkehrsvorstand Daubertshäuser sowie Vorstandsmitgliedern von AEG und Siemens begleitet. Der Zug erreichte eine Höchstgeschwindigkeit von 280 km/h. Bei einer Führerstandsbesichtigung hielt sich der Staats- und Parteichef statt der geplanten 5 rund 30 Minuten an der Spitze des Zuges auf. Die beteiligten Unternehmen hofften, die ICE-Technologie für die 1300 km lange Strecke Peking–Shanghai verkaufen zu können.
Anfang 1998 fanden verschiedene Messfahrten für den geplanten Österreicheinsatz der Triebzüge statt. Zur Vermeidung intolerabler Störströme wurden eine Hochspannungsfilterüberbrückung und ein zusätzlicher Taster ÖBB-Betrieb an der Führerraumrückwand nachgerüstet. Im Frühjahr 1998 wurden die Züge auf einem halben Dutzend Strecken in Österreich zugelassen, sie verkehrten teils als Fahrten mit Lademaßüberschreitung, in Einzelfällen auch mit Begegnungsverbot.
Nachdem Ende März 2000 bei Routineuntersuchungen Anrisse an Schweißnähten von Triebköpfen festgestellt wurden, wurden nach Sonderuntersuchungen bis zu 13 ICE-1-Triebzüge zur Reparatur abgestellt und bis 1. Mai 2000 durch ICE-T-Triebzüge ersetzt.
Zum 1. September 2007 wurde ein völliges Rauchverbot in allen Züge der Deutschen Bahn ausgesprochen. Geraucht werden durfte in den ICE-1 zuletzt nur noch in den beiden an die Triebköpfe angrenzenden Wagen 1 (zweite Klasse) und 14 (erste Klasse). Bis zum 30. September 2006 war das Rauchen im Bistrobereich des Speisewagens erlaubt, der Restaurantbereich war stets rauchfrei. Bereits Ende 2005 wurde im Zuge des Redesigns der Raucherbereich der ersten Klasse vom gesamten Wagen 14 auf drei Abteile beschränkt.
Ab 29. Mai 1995 durften die ICE-1-Züge – außerhalb von Tunnelabschnitten – statt der zuvor erlaubten 250 km/h ihre zugelassene Höchstgeschwindigkeit von 280 km/h ausfahren. Dieses war eine der Maßnahmen, um die Reisezeit auf der ICE-Linie 3 zwischen Hamburg und Basel um insgesamt 17 Minuten zu reduzieren und damit schlanke Anschlüsse in den SBB-Taktknoten Basel und Zürich zu ermöglichen. Ursprünglich war vorgesehen, die dafür nötige Reisezeitverkürzung durch Verzicht auf den Halt in Göttingen zu erreichen. Nach Protesten in der betroffenen Region einigten sich Bahn und örtliche Behörden Mitte Juli 1994 darauf, den Halt der Linie 3 in Göttingen zu erhalten und stattdessen die fahrplanmäßige Höchstgeschwindigkeit auf 280 km/h zu erhöhen. Diese Abweichung von der in § 40 Abs. 2 Nr. 1 der Eisenbahn-Bau- und Betriebsordnung festgelegten allgemeinen Höchstgeschwindigkeit von 250 km/h ging auf eine Ausnahmezulassung des Bundesverkehrsministeriums vom 24. März 1995 zurück, die auf Antrag der Deutschen Bahn ausgesprochen und seither mehrfach erneuert wurde.

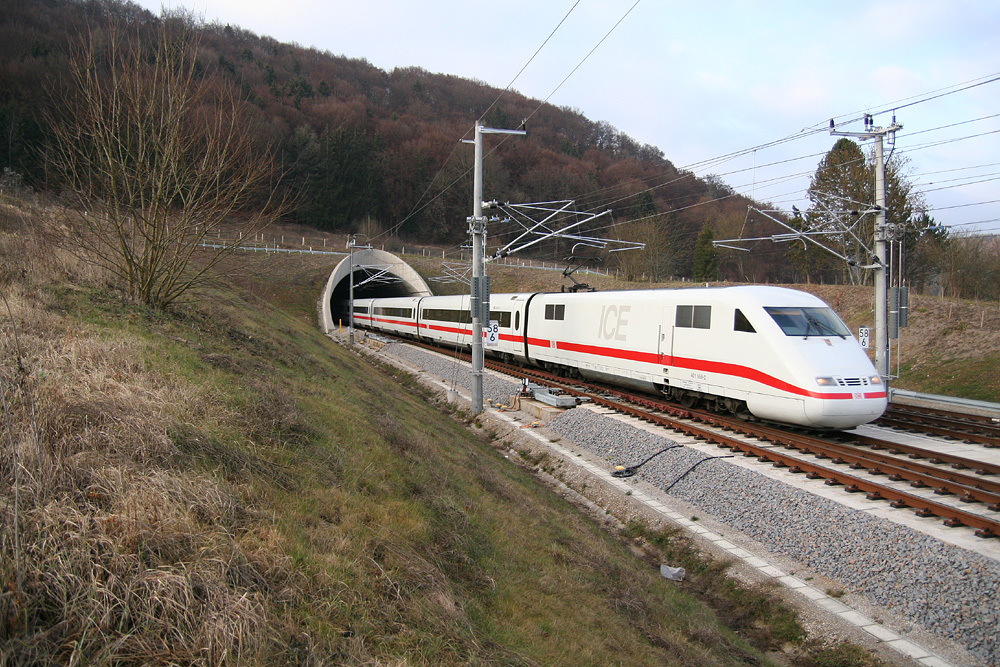
Ein ICE 1 verlässt den Schellenbergtunnel auf der Schnellfahrstrecke Nürnberg–Ingolstadt. Nach der Betriebsaufnahme im Dezember 2006 durften nur einzelne ICE-1-Züge auf dieser Strecke mit 280 km/h verkehren. Inzwischen ist dies für alle ICE-1-Züge zugelassen.

1998 wurde die zulässige Höchstgeschwindigkeit wieder auf 250 km/h herabgesetzt. Seit Mitte 2006 verkehren auf der Schnellfahrstrecke Nürnberg–Ingolstadt und seit 2008 auch zwischen Hannover und Würzburg wieder einzelne ICE-1-Züge mit 280 km/h. Zum Fahrplanwechsel am 13. Dezember 2009 wurde die fahrplanmäßig zulässige Geschwindigkeit auf der Neubaustrecke Nürnberg–Ingolstadt sowie auf Teilabschnitten der Schnellfahrstrecken Hannover–Würzburg und Mannheim–Stuttgart generell wieder auf 280 km/h angehoben.
Die Zugbildung änderte sich im Laufe der Zeit immer wieder: So waren im Winterfahrplan 1992/93 (nach Planungsstand von August 1991) 25 ICE-1-Triebzüge mit je 13 Wagen unterwegs, 20 weitere nur mit 11 Wagen. Im Sommerfahrplan 1994 verkehrten 22 ICE-1-Triebzüge mit 10 Wagen, 20 mit 12 und 18 mit je 13 Wagen. Durch Nachbeschaffungen wurde die durchschnittliche Zahl an Wagen ab 1997 von 11,6 auf 12 angehoben. Bevor die Zugkonfiguration im Zuge des Redesigns (2005 bis 2008, siehe unten) vereinheitlicht wurde, verkehrten die ICE-1-Züge in zwei verschiedenen Zusammenstellungen:
- Die im innerdeutschen Verkehr eingesetzten Züge verkehrten mit drei Wagen der ersten (11, 12 und 14) sowie sieben Wagen der zweiten Klasse (Nummern 1 bis 7). Der Speisewagen trug dabei stets die Ordnungsnummer 10, der Servicewagen die Nummer 9. Als Wagen 7 kamen dabei teils Zweite-Klasse-Wagen der ICE-1-Bauart, mitunter auch ab 1995 gebaute Zweite-Klasse-Wagen der ICE 2, sogenannte k-Wagen der Unterbauart 802.9, zum Einsatz. Bei diesen Zügen wurde auf den Erste-Klasse-Wagen 13 verzichtet, dieser war ursprünglich einer von zwei Raucherwagen der ersten Klasse, im Gegensatz zum Wagen 14 jedoch ohne Sondereinrichtungen (Telefon, Video).[63]
- Die Züge, die im Verkehr mit der Schweiz eingesetzt wurden, wurden aus vier Mittelwagen der ersten (11 bis 14) und sechs der zweiten Klasse (1 bis 6, ohne Wagen 7) sowie Service- und Speisewagen (Nr 9, 10) gebildet.

Bis zum Jahreswechsel 2004/2005 hatte die ICE-1-Flotte rund 380 Millionen Kilometer zurückgelegt, einzelne Triebzüge bis zu 7 Millionen Kilometer.
Nachdem das Eisenbahn-Bundesamt die Kontrollintervalle für Radsätze auf 20 000 km begrenzen wollte, halbierte die Deutsche Bahn die Intervalle freiwillig von bislang 570 000 km auf 250 000 bis 300 000 km. Im Februar 2011 halbierte die Deutsche Bahn das Intervall nach eigenen Angaben nochmals.
Aufgrund eines Mangels an schweiztauglichen ICE 1 kam es Ende 2015 zu Einschränkungen im Verkehr zwischen Deutschland und der Schweiz.
Aufgrund von Rissen in Befestigungen von Bremshohlwellen war die Verfügbarkeit der ICE-1-Triebzüge ab Anfang 2016 eingeschränkt. Die Ersatzteilbeschaffung verzögert sich, nachdem die zuständige Gießerei zunächst keine Aufträge der DB mehr erhalten hatte, die DB auf ein Kaufangebot für die Gussformen nicht reagierte und diese Formen schließlich verschrottet wurden.

Nach einem ETCS-Softwareupdate konnten die ICE-1-Züge ab dem 3. November 2019 vorübergehend nicht mehr auf der Schnellfahrstrecke zwischen Halle/Leipzig und Nürnberg eingesetzt werden. Etwa 20 Zugfahrten pro Tag waren davon betroffen und wurden über die konventionell signalisierten Altstrecken umgeleitet. Als Ursache gilt der GPS-End-of-Week-Rollover, durch den die Fahrzeuggeräte sich im Jahr 2000 glaubten und aufgrund eines Verschlüsselungsproblems keine Anmeldung beim RBC mehr möglich war. Das Problem war am 7. November 2019 auf allen Einheiten behoben. Dabei wurde zunächst die Zeit händisch eingegeben.

### Betriebsversuche
Ab Mitte 1993 wurde in einem auf zwei Jahre angelegten Betriebsversuch ein neuentwickeltes, luftgefedertes Drehgestell in einem Erste-Klasse-Wagen (801 088) in einem fahrplanmäßig verkehrenden ICE erprobt. Das erste für eine Geschwindigkeit von 300 km/h zugelassene ICE-Drehgestell sollte im Rahmen des Versuches zur Serienreife für die zweite ICE-Generation geführt werden.
Ab 1995 verkehrten zwei ICE-1-Garnituren als so genannte Ideenzüge zwischen Hamburg und Basel bzw. Stuttgart. In den Zügen wurden unter anderem Handyverstärker, die Verwendung von Mehrwegflaschen im Speisewagen und Konzepte zum Internetzugang im Zug erprobt. Die Züge verkehrten später als reguläre ICE-Züge ohne Erprobungen. Im Zuge der Modernisierung (Redesign) wurde die Sonderausstattung weitgehend entfernt.
Im ICE-1-Zuglauf Ernst Barlach, der morgens von Hamburg nach München verkehrte, wurden zwischen Anfang 1995 und März 1995 an Samstagen je ein Abteil in den Wagen 1 und 7 für die Mitnahme von Skiern gesperrt. Je Abteil standen Halterungen für 28 Paar Ski zur Verfügung. Die kostenlosen Plätze konnten nicht reserviert werden. Zwischen dem 13. Januar und 23. März 1996 wurde der Service in einem Abteil im Wagen 5 des ICE-Zugpaares 585/588 zwischen Garmisch-Partenkirchen und Hamburg angeboten. Auch in einem Zugpaar zwischen Berlin Zoo und Interlaken wurde zwischen Mitte Dezember 1995 und Mitte April 1996 an bestimmten Reisetagen ein derartiges Abteil für Skier reserviert. In beiden Abteilen konnten jeweils 28 Paar Ski untergebracht werden.
Um 1995 wurde in den Wagen 802 406 und 452 (damals Triebzug 76) neuartige Klimaanlagen, die Luft als Prozessgas verwendeten und damit ohne Kältemittel auskamen, erprobt. Diese Anlagen wurden schließlich in den ICE 3 serienmäßig eingebaut.
Zur Erprobung des Konzepts des verteilten Antriebs verkehrte Ende der 1990er Jahre der ICE-1-Triebzug 113 mit Triebköpfen der Reihe 402 und einem neuen, angetriebenen Mittelwagen als ICE D.
Mitte 2018 wurde eine Einheit aus neun Mittelwagen und zwei Triebköpfen für Torsionsmessfahrten genutzt.
Mit einem am 19. März 2019 zwischen dem Deutschen Zentrum für Luft- und Raumfahrt und DB Systemtechnik geschlossenen Vertrag eine Zusammenarbeit beim „Demonstrator für Innovation im Reisendenkomfort und Klimatisierung“ vereinbart. Ein ICE-1-Mittelwagen der Baureihe 802 soll im Frühjahr 2020 auf dem Gelände von DB Systemtechnik in Minden in Betrieb gehen, um u. a. Verbesserungen im Bereich der Akustik und der Reduzierung des Energiebedarfs der Klimaanlagen zu erproben.

### Regelbetrieb
Die Deutsche Bahn ist das einzige Eisenbahnverkehrsunternehmen, welches ICE-1-Triebwagenzüge im Bestand hat. Sie besitzt heute 58 Einheiten mit jeweils zwölf Mittelwagen. Mit rund 700 Sitzplätzen auf einer Zuglänge von rund 360 Metern waren die ICE-1-Züge lange die längsten ICE-Einheiten. (Andere ICE-Triebzüge erreichen diese Länge nur durch das Kuppeln zweier – selten auch dreier – Zugteile.) Erst die ICE-4-Züge mit 13 Wagen übertrafen diesen Wert, ihre Gesamtlänge beträgt 374 m.
Die Triebzüge werden im Taktverkehr auf vier nachfragestarken Nord-Süd-Linien eingesetzt (Stand: Jahresfahrplan 2008):
1. von Hamburg-Altona über Hannover – Göttingen – Kassel-Wilhelmshöhe – Frankfurt (Main) – Mannheim – Karlsruhe – Baden-Baden – Freiburg nach Basel (ICE-Linie 20) oder unmittelbar nach Stuttgart (ICE-Linie 22),
2. von Berlin über Wolfsburg – Braunschweig – Hildesheim – Göttingen – Kassel-Wilhelmshöhe – Fulda – Hanau – Frankfurt (Main) – Mannheim – Karlsruhe – Offenburg nach Basel (ICE-Linie 12) oder – Stuttgart – Ulm – Augsburg – München (ICE-Linie 11),
3. von Hamburg-Altona über Hannover – Göttingen – Kassel-Wilhelmshöhe – Würzburg – Nürnberg – Ingolstadt nach München (Linie 25),
4. zwischen Hamburg-Altona und Berlin (Teil der ICE-Linie 28).

Darüber hinaus werden auf weiteren Linien einzelne Zugpaare mit ICE 1 gefahren. Bis zu seiner Ablösung durch ICE T im Dezember 2007 verkehrten ICE 1 auch von Deutschland aus nach Innsbruck und Wien sowie zwischen diesen beiden Städten.
Aufgrund ihrer Dauer-Lademaßüberschreitung bilden die Züge neben den ICE 2 und den Metropolitan betrieblich die Gruppe der ICE A.
Während der COVID-19-Pandemie in Deutschland wurde zeitweise ein Großteil der Flotte aufgrund geringer Nachfrage vorübergehend abgestellt und teilweise durch kürzere ICE 2 ersetzt.
Die 58 Garnituren sind im Bahnbetriebswerk Hamburg-Eidelstedt beheimatet.

### 1. Umbau (Redesign)

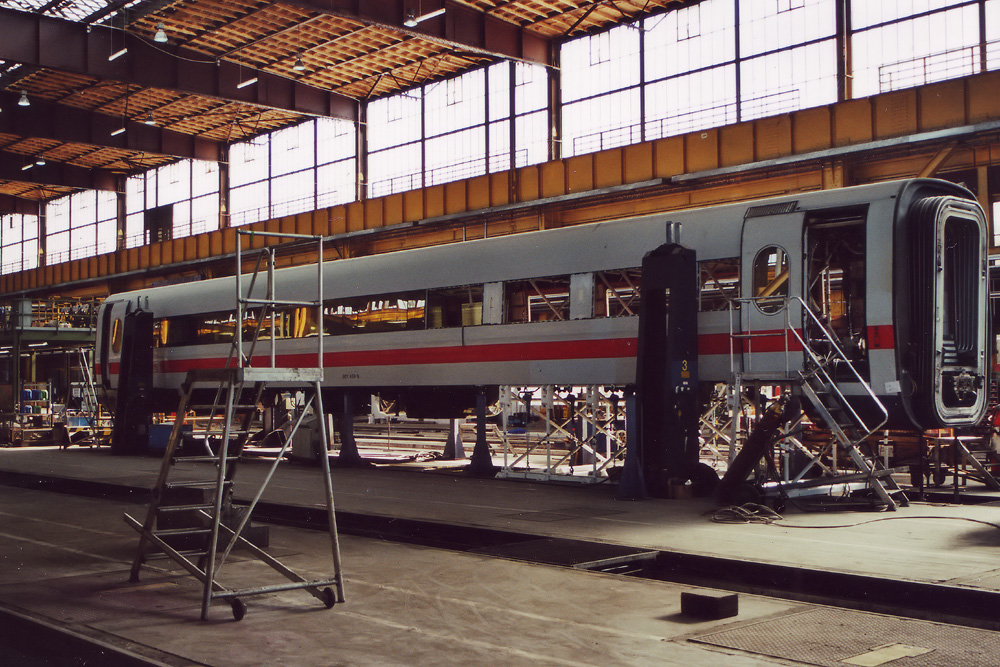
Erprobungsträger für den Umbau eines ICE-1-Mittelwagens im AW Nürnberg (2005)

Jeder der ICE-1-Triebzüge hatte bis Sommer 2005 zwischen 6,5 und 7,9 Millionen Laufkilometer zurückgelegt und war bis zu 14 Betriebsjahre im Einsatz. Seit Sommer 2005 erfolgte ihre Modernisierung (von der Deutschen Bahn mit dem Arbeitstitel „Redesign“ bezeichnet). Bis zum Fahrplanwechsel im Dezember 2008 wurden alle ICE-1-Einheiten im DB-Ausbesserungswerk Nürnberg für weitere 10 bis 15 Betriebsjahre ertüchtigt.
Anfang 2004 gab die Deutsche Bahn das Redesign-Konzept bekannt. Demnach sollten die Arbeiten Ende 2004 begonnen und Mitte 2007 abgeschlossen werden. Vorausgegangen waren längere Überlegungen, die Züge in Design und Innenausstattung an die ICE-3-Züge anzupassen.
Die Triebzüge wurden dafür planmäßig für fünf Wochen (25 Arbeitstage) aus dem Verkehr genommen und generalüberholt. Die Kosten für die Modernisierung eines einzigen ICE-1-Zuges beliefen sich auf etwa drei Millionen Euro, einen Bruchteil dessen, was die Anschaffung von Neufahrzeugen gekostet hätte. Die Deutsche Bahn investierte in das Projekt rund 180 Millionen Euro.
Etwa 80 Prozent des Materials wurden wiederverwendet, u. a. 16 000 t Stahl sowie 1200 t Kupfer aus den Fahrmotoren der Triebköpfe. Die finanziellen Einsparungen gegenüber einer Neubeschaffung liegen bei etwa 1,3 Milliarden Euro, zusätzlich wurden etwa 35 000 t Kohlendioxid-Emissionen und ca. 500 000 t Bergbau- und Industrieabfälle vermieden.
Nach mehrwöchigen Testfahrten wurde der erste ICE 1 im Redesign (Triebzug 111 „Nürnberg“) am 5. August 2005 erstmals planmäßig eingesetzt. Bis März 2006 waren elf Triebzüge modernisiert, im Februar 2007 die Hälfte der Flotte (30 Triebzüge), bis Juni 2007 37 der 59 Einheiten. Im Jahr 2005 wurden neun Züge umgebaut, 2006 und 2007 jeweils 20 Züge. Während bis Ende 2007 jeweils zwei Züge parallel modernisiert wurden, wurden die restlichen zehn Züge im Jahr 2008 einzeln umgebaut. Bis April 2008 waren 54 der verbliebenen 59 Triebzügen modernisiert. Am Abend des 14. September 2008 endete die letzte reguläre Fahrt eines nicht modernisierten ICE-1-Triebzuges (Tz 157). Die Modernisierung des letzten Zuges wurde Ende Oktober 2008 abgeschlossen.
Durch die Modernisierungen wurde das Ausbesserungswerk Nürnberg weitgehend ausgelastet und 320 Arbeitsplätze gesichert.
In jedem der 708 Mittelwagen wurden rund 3500 Einzelteile ausgebaut, aufgearbeitet bzw. ersetzt und wieder eingebaut. Dabei wurden allein 42 000 Sitze, 40 000 Quadratmeter Bodenbelag, 5000 Tische, 42 000 Reservierungsanzeigen sowie 11 000 Sonnenrollos eingebaut beziehungsweise getauscht. Die Innenraumgestaltung wurde dabei weitgehend dem Design der neueren ICE-Fahrzeuge (ICE 3, ICE T und ICE TD) angepasst.

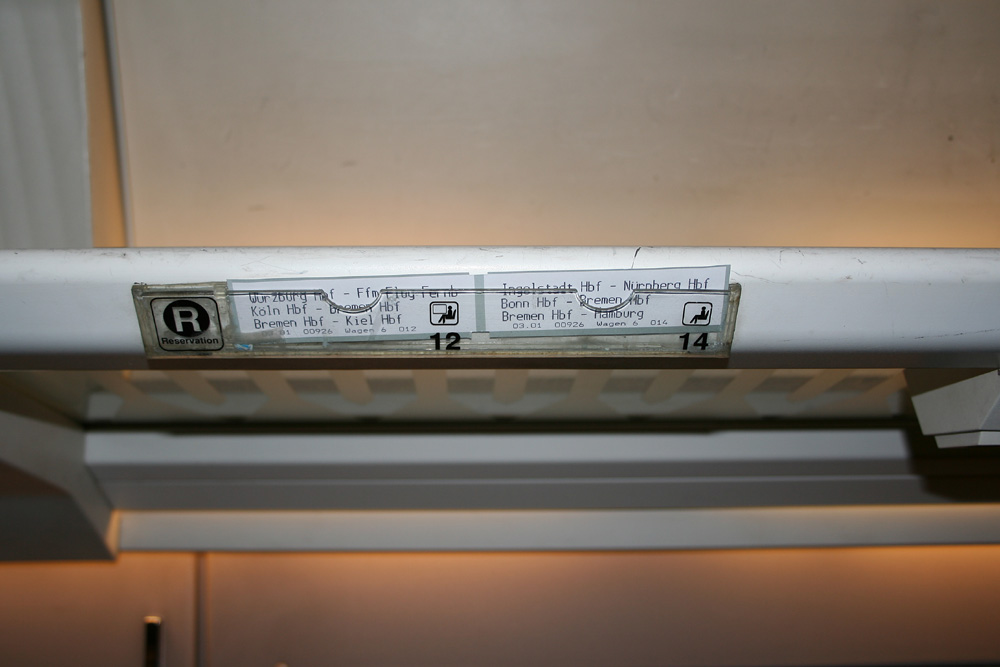
Die gesteckten Reservierungszettel wurden im Zuge des Umbaus durch Displays abgelöst.

In den Fahrgasträumen wurden zahlreiche Änderungen vorgenommen:
- neue Farbgebung, hellere Beleuchtung
- die Verkleidungen der Wagen wurden, ähnlich der zweiten Bauserie der ICE 3, mit einem Teakholzdesign gestaltet.[6]
- Reduzierung des Sitzabstandes auf 920 mm (zweite Klasse) bzw. 1010 mm (erste Klasse).[91] Dadurch sind rund 60 zusätzliche Sitzplätze im Zug vorhanden: insgesamt 197 in der ersten und 497 in der zweiten Klasse. Aufgrund des unveränderten Fensterbandes entstanden durch diese Maßnahmen Wandfensterplätze – Fensterplätze in Sitzreihen, auf deren Höhe kein oder nur ein Teil eines Fensters liegt.
- Steckdosen am Platz und Gepäckracks in der Wagenmitte. Zur Versorgung der Steckdosen wurden pro Wagen vier neue Stromkreise aufgebaut.[6]
- Das Fahrgastinformationssystem wurde modernisiert und dabei auch um elektronische Reservierungsanzeigen an allen Sitzplätzen ergänzt.
- Modernisiertes Bordrestaurant (rote Ledersitze) mit Bordbistro. Das Design der neu gestalteten Speisewagen wurde der ersten Bauserie der ICE T angenähert.[6] Da Stühle durch feststehende Bänke ersetzt wurden, ist das Restaurant nun nicht mehr barrierefrei.
- Das barrierefreie WC wurde mit einem Notrufknopf, die Rollstuhlstellplätze mit einem Servicerufknopf ausgerüstet.[6] Die Zahl der Rollstuhlstellplätze wurde von zwei auf drei pro Zug erhöht.[92]

Im Zuge der Modernisierung entfielen das Audio- und Videosystem, die Telefonzellen, die Fußstützen in der zweiten Klasse, das Informationsterminal für Fahrplanauskünfte und die Serviceruftasten in der ersten Klasse. Ferner sind die Rückenlehnen der Sitze in den Abteilen der zweiten Klasse nicht mehr verstellbar, in den Großräumen beider Klassen nur noch in reduziertem Umfang. Weiterhin möglich ist, das Sitzkissen in beiden Klassen etwa fünf Zentimeter nach vorne zu stellen.
| 1. Klasse | 2. Klasse | Datum      |
| --------- | --------- | ---------- |
| 801 404-5 | 802 701-3 | 10.02.2006 |
| 801 426-8 | 802 702-1 | 05.05.2006 |
| 801 422-7 | 802 703-9 | 26.05.2006 |
| 801 415-1 | 802 704-6 | 09.06.2006 |
| 801 413-6 | 802 705-4 | 14.07.2006 |
| 801 424-3 | 802 706-2 | 22.12.2006 |
| 801 439-1 | 802 707-0 | 19.01.2007 |
| 801 406-0 | 802 708-8 | 23.02.2007 |
| 801 419-3 | 802 709-6 | 29.06.2007 |
| 801 418-5 | 802 710-4 | 03.08.2007 |
| 801 402-9 | 802 711-2 | 07.09.2007 |
| 801 432-6 | 802 712-0 | 16.11.2007 |
| 801 440-9 | 802 713-8 | 21.12.2007 |
| 801 420-1 | 802 714-6 | 29.02.2008 |
| 801 421-9 | 802 715-3 | 04.04.2008 |
| 801 097-7 | 802 716-1 | 09.05.2008 |
| 801 021-7 | 802 717-9 | 13.06.2008 |
| 801 437-5 | 802 718-7 | 12.08.2011 |

Während des Redesigns wurden 18 Mittelwagen der ersten Klasse in die zweite Klasse umgebaut und erhielten neue Wagennummern als Baureihe 802.7, im Gegenzug wurden die Servicewagen der Baureihe 803 von der zweiten in die erste Klasse hochgestuft und als Baureihe 803.1 bezeichnet.
Die Drehgestellrahmen der Triebdrehgestelle in den Triebköpfen wurden erneuert sowie eine neue Energieversorgung der Klimaanlage installiert. Darüber hinaus erfolgen kleinere Maßnahmen, beispielsweise eine Diagnose der Führerbremsventile (ggf. mit Austausch), Einbau neuer Relais in Sicherheitsschleifen und kleinere Änderungen an der Fahrzeugsoftware. Mit dem Umbau erhalten die Züge darüber hinaus einen einheitlichen Aufbau. Während der Umbauphase waren diejenigen Sitzplätze, die nicht einheitlich in umgerüsteten und nicht umgerüsteten Zügen vorhanden waren, nicht reservierbar.
Das Redesign der ICE 1 wurde 2008 mit dem Brunel Award, einem Preis für Eisenbahndesign, ausgezeichnet.

### Weitere Modernisierungen
Die Deutsche Bahn schrieb im Oktober 2007 die Umrüstung von zwei Triebköpfen auf IGBT- an Stelle von Thyristor-Stromrichtern aus. Die Firma ABB erhielt im September 2008 den Zuschlag und entwickelte daraufhin in 13 Monaten einen Prototyp zur Erprobung. Die IGBT-Technologie wurde im Jahr 2010 im Triebzug 111 erprobt. Laut Herstellerangaben kann durch den Einsatz der neuen Traktionsstromrichter der Energiebedarf um rund 15 % gesenkt werden, sodass sich pro Zug jährlich Energiekosten von rund 100 000 Euro einsparen lassen. Nach der Umrüstung sollen 60 Prozent weniger Antriebsstörungen auftreten.
Neben den gesenkten Energiekosten wurde der Platzbedarf und das Gewicht von 300 auf 35 kg je Stromrichter reduziert. Nach Abschluss der Erprobung wurde ABB damit beauftragt, 18 weitere ICE-1-Triebzüge mit IGBT-Stromrichtern auszurüsten. Bis Anfang 2015 schloss die ABB Schweiz AG den Auftrag für die 38 Thyristor- sowie zwei GTO-Triebköpfe ab. Es wurden insgesamt 40 Triebköpfe dieser Baureihe, 001 bis 005, 007 bis 019, 061, 501 bis 520 sowie 555, mit je zwei neuen Traktionsstromrichtereinheiten ausgerüstet. Eine Stromrichtereinheit, aufgestellt auf einen Adapterrahmen, enthält folgende Hauptbaugruppen: zwei Netzstromrichter, den Zwischenkreis mit Saugkreis, einen Dreipunkt-Motorstromrichter für zwei einzeln schaltbare Antriebsmotoren, den Momentan-Überspannungsbegrenzer mit Entladefunktion, den Antifrogen-N-Wassergemisch Kühlkreislauf sowie die Steuereinheit. Unverändert blieben die Fahrmotoren, der Haupttrafo sowie die Saugkreisdrosseln. Funktional entfallen sind der Netzfilter und die vier Motorvordrosseln.
Eine Umrüstung der übrigen 39 Züge mit IGBT-Stromrichtern war zunächst nicht vorgesehen. Ersatzteile sollten aus einer GTO-IGBT-Umrüstung der ICE-2-Flotte gewonnen werden. 2021 erhielt ABB den Auftrag zur Ausrüstung von 76 Triebköpfen mit IGBT-Stromrichtern. Die Modernisierung in den Talbot-Werken wurde im September 2023 wie erwartet abgeschlossen.

### Zweites Redesign
2014 wurden Überlegungen der Deutschen Bahn bekannt, die Lebensdauer der ICE-1-Triebzüge mit einem zweiten Redesign auf 40 Jahre zu verlängern.
Seit 2020 werden die ICE-1-Triebzüge einer Lebensdauerverlängerung (LDV), einem zweiten Redesign, für eine Lebensdauer bis 2030 unterzogen.
Dabei werden die Triebzüge von zwölf auf neun Wagen verkürzt. Der Servicewagen 803.1 wird wieder deklassiert und neu als 803.2 als sechster Wagen der zweiten Klasse, vor dem Bordrestaurant, d. h. an seine ursprüngliche Stelle, eingereiht. Das Bordrestaurant, der sogenannte Buckelspeisewagen, bleibt erhalten. Es werden ein Wagen erster Klasse und zwei Wagen zweiter Klasse aus dem Zugverband entfernt.
320 Millionen Euro sollen in die Modernisierung der ICE 1 investiert werden, um die Züge mindestens noch bis 2030 einsetzen zu können. Dabei soll u. a. eine Revision der Antriebstechnik vorgenommen, ein neues Fahrgastinformationssystem installiert, mehr Gepäckstauraum, neue Sitzbezüge und neue Teppichböden eingebaut werden. Es sollen 503 Sitzplätze zur Verfügung stehen, davon 110 in der ersten Klasse.
Die Wagen erhalten im Innenraum Gondeln für die Fahrgastinformation und außen im Fensterband eingebettete Anzeigen für den Zuglauf analog zu der restlichen ICE-Flotte. Der einzelne Sitz am Übergang zwischen Abteil- in den Großraumbereich der zweiten Klasse wird zugunsten eines Gepäckstauraumes entfernt.

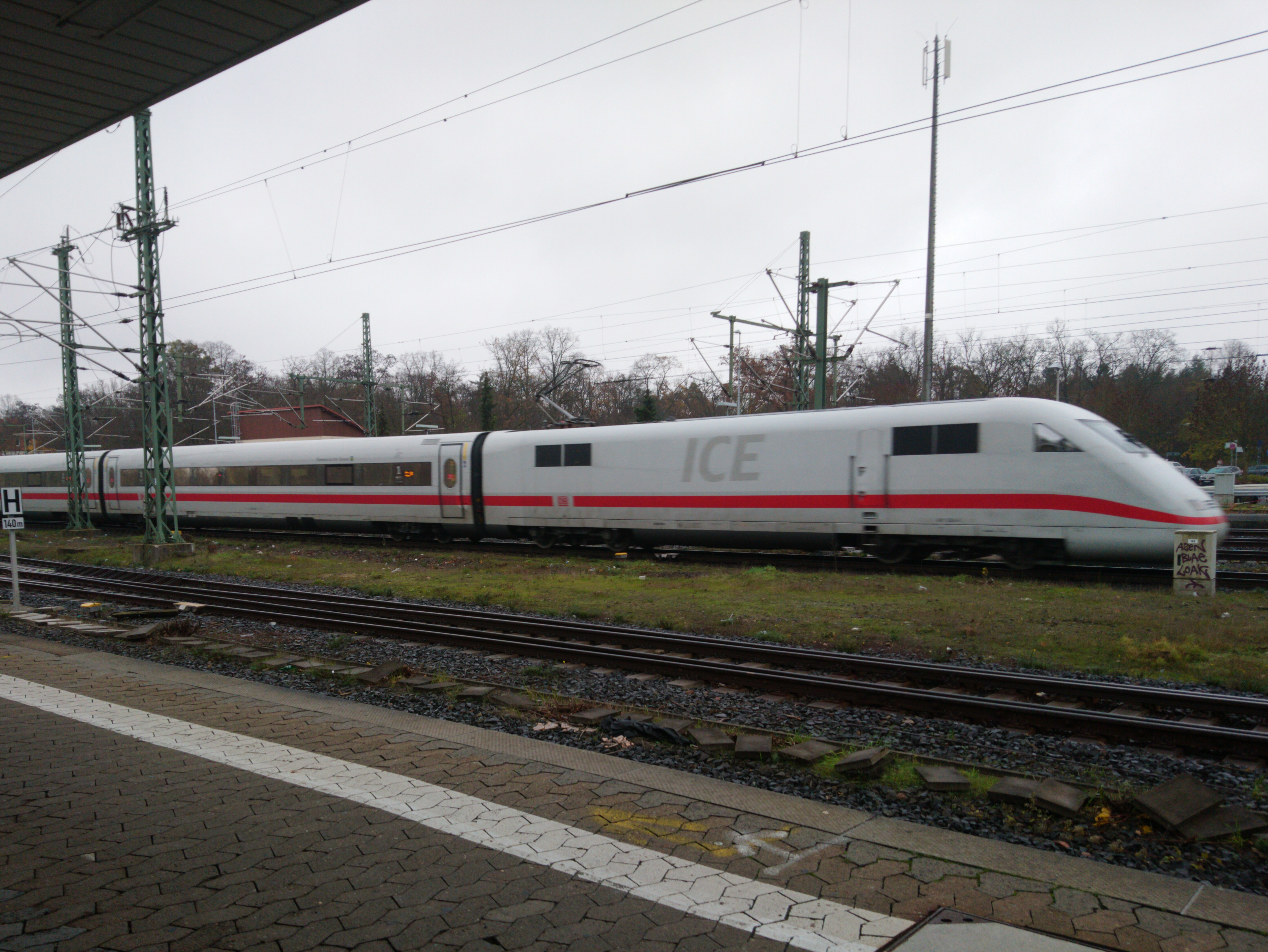
ICE 1 im zweiten Redesign erkennbar an der Anzeige des Zuglaufs im Fensterband

Im Frühjahr 2019 begann der Umbau eines Musterzuges. Dieser Prototyp verließ am 30. April 2020 das Werk Nürnberg und wird seit Ende Juni 2020 im Fahrgastbetrieb eingesetzt. Die drei ausgereihten Mittelwagen dienen seither als Reserve und Ersatzteilspender.
Ab Herbst 2019 sollten insgesamt fünf Vorserienumbauten beginnen, die übrigen Züge sollten dann bis 2023 in jeweils zwei Monaten modernisiert werden. Hauptuntersuchungen (IS 600 oder 700) werden bei Bedarf im Zuge der Modernisierung mit erledigt. Die Modernisierung erfolgt in den Werken Neumünster (Klimatechnik), Uerdingen (ein Triebkopf, ein Mittelwagen der Baureihe 803), Nürnberg (ein Triebkopf, übrige Mittelwagen) und München (Elektronik-Instandsetzung). Beauftragt ist bislang (Stand: Mai 2019) die Modernisierung von 48 Triebzügen, die übrigen 10 sollen optional zu einem späteren Zeitpunkt überarbeitet werden. Insgesamt sind 320 Millionen Euro veranschlagt. Mitte Juni 2021 waren fünf Triebzüge umgebaut, fünf Züge weniger als bis dahin geplant.

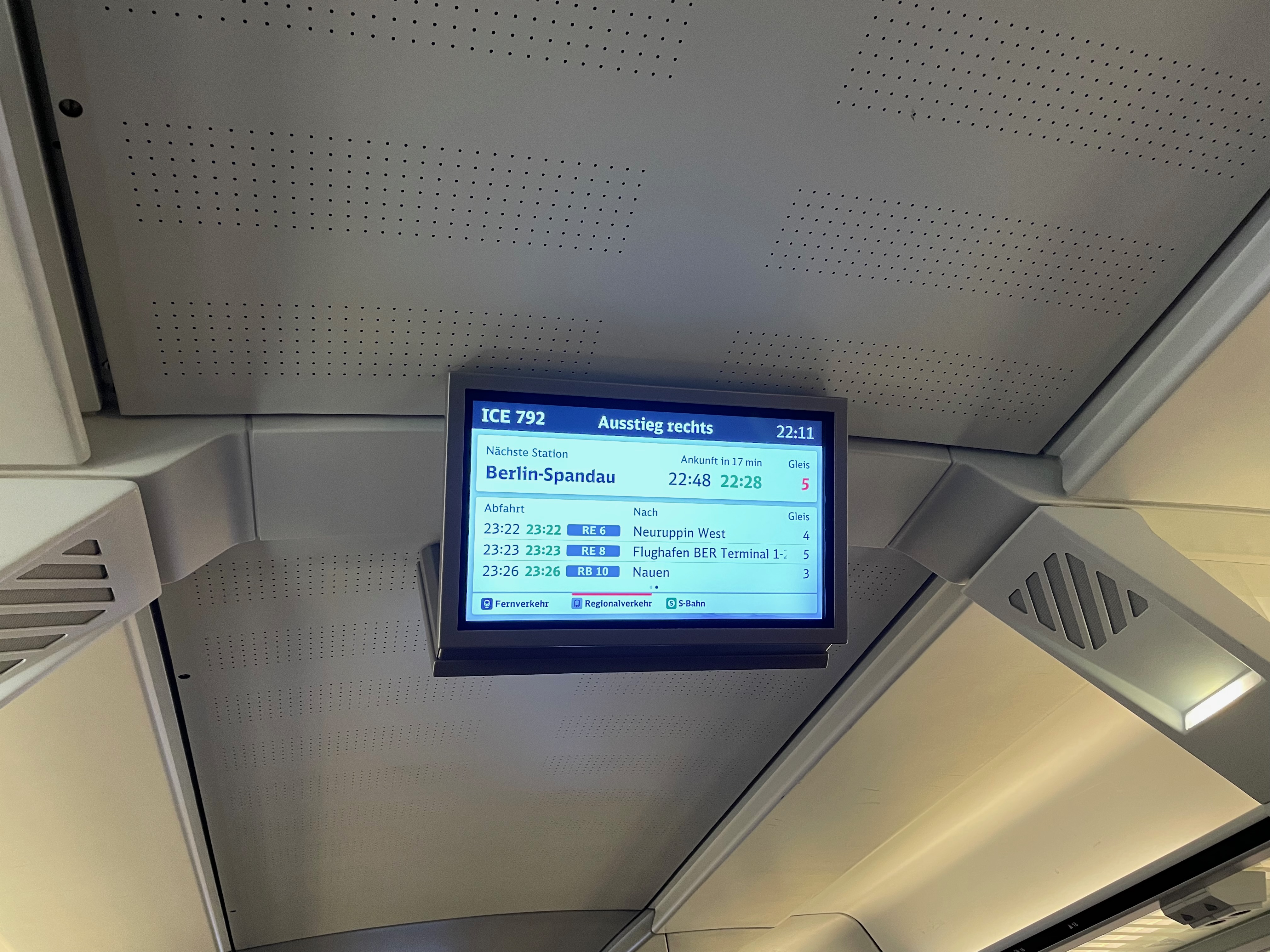
Deckengondel mit Monitor für die Fahrgastinformation, analog zum ICE 4

Etliche Mittelwagen wurden aufgrund ihres schlechten Allgemeinzustandes inzwischen verschrottet bzw. zum Verschrotten freigegeben.
Die noch nicht umgerüsteten Triebköpfe sollen ebenfalls mit IGBT-Stromrichtern ausgerüstet werden. Die Umrüstung auf die neuen IGBT-Stromrichter bei den verbliebenen Einheiten wurde im November 2021 an die Firma ABB vergeben und soll bis Ende 2023 abgeschlossen werden.
Die verkürzten Züge sollen auf Taktlinien mit mittlerem Kapazitätsbedarf, als ICE-Sprinter, im touristischen Verkehr sowie als Entlastungszüge zum Einsatz kommen. Vorgesehen sind ab den 2020er Jahren dabei die Taktlinien Berlin–Braunschweig–Frankfurt (Main) Flughafen, Hamburg–Berlin–Halle (Saale)–Nürnberg–München sowie München–Karlsruhe. Im Sprinter-Verkehr sind Einsätze auf den Linien Berlin–Köln, Berlin–Erfurt–Frankfurt (Main), Hamburg–Köln und Hamburg–Frankfurt (Main) vorgesehen. Im touristischen Verkehr sollen die Triebzüge zwischen Köln, Hamburg und Ostseebad Binz bzw. Greifswald verkehren.
Mit dem Stand 31. Mai 2024 sind 34 der 58 noch existierenden Triebzüge modernisiert, acht Triebzüge wurden ohne Modernisierung auf neun Mittelwagen gekürzt und 16 Triebzüge sind noch in einer langen Konfiguration mit zwölf Mittelwagen in Betrieb, wovon einer aufgrund einer Flankenfahrt in Reichertshausen seit August 2023 nicht mehr im Fahrgasteinsatz ist.
Im Zuge der Modernisierung wurden bis 2024 die Wagen der Bauart 802.7 (K-Wagen) und 802.9 (ehemals 1. Klasse) ausgemustert.

### Ersatz durch neue Züge
Unter dem Arbeitstitel ICx schrieb die Deutsche Bahn im Sommer 2008 einen Rahmenvertrag aus, in dessen Rahmen auch die ICE 1 um etwa 2020 ersetzt werden sollten. Die inzwischen als ICE 4 bezeichneten, zwölf- bzw. dreizehnteiligen Züge übernehmen seit Dezember 2017 sukzessive Leistungen der nun auf neun Mittelwagen gekürzten ICE 1, die dafür auf anderen, weniger ausgelasteten Linien eingesetzt werden.

## Aufbau
Die Triebzüge werden planmäßig aus zwei Triebköpfen und zwölf Mittelwagen gebildet. Die Triebköpfe der Nummerngruppen 401.0 und 401.5 sind technisch baugleich und können auch untereinander getauscht werden. Im Regelfall läuft auf der Seite der zweiten Klasse ein 401.0-Triebkopf und auf der Seite der ersten Klasse ein 401.5-Triebkopf. Betrieblich möglich sind Zugkonfigurationen mit neun bis 14 Mittelwagen. Die 14-Wagen-Züge boten (vor dem Umbau) bei einer Zuglänge von 410,70 Metern 192 Fahrgästen in der ersten sowie 567 Reisenden in der zweiten Klasse Sitzplätze. Im Speisewagen der ICE-1-Triebzüge werden 40 Sitzplätze angeboten, im Konferenzabteil vier. Zwei Stellplätze werden für Rollstuhlfahrer vorgehalten. Die Triebzüge sollten grundsätzlich 14 Mittelwagen haben (4 der 1. Klasse, 8 der 2. Klasse sowie je ein Speise- und ein Servicewagen). Nachdem sich im Rahmen der Entwicklung herausgestellt hatte, dass die Wagen deutlich schwerer als geplant wurden und der vorgesehene Fahrplan mit 14 Mittelwagen nicht zuverlässig eingehalten hätte werden können, wurden die Triebzüge verkürzt. Zunächst verkehrten die Züge mit 11 oder 13 Wagen, später wurde dies auf 12 Wagen vereinheitlicht.
Eine betriebliche Trennung der Fahrzeuge außerhalb der Werkstatt ist nicht vorgesehen (Triebzug-Konzept). Die Triebzüge 162 bis 171 waren bis 2007 für den Österreich-Verkehr zugelassen, die Triebzüge 172 bis 190 bis 2020 für den Verkehr in die Schweiz.
| Ordnungsnummer                                 | [TK1]   | [1]     | [2]     | [3]         | [4]         | [5]         | [6]                     | [7]               | [8]   | [9]     | [10]    | [11]        | [12]        | [13]  | [14]    | [TK2]   |
| ---------------------------------------------- | ------- | ------- | ------- | ----------- | ----------- | ----------- | ----------------------- | ----------------- | ----- | ------- | ------- | ----------- | ----------- | ----- | ------- | ------- |
| 1. Bauserie (11 Wagen)                         | 401.0   | 802.8   | 802.6   | 802.0 802.3 | 802.0 802.3 | 802.0 802.3 | 802.0 802.3             | -                 | -     | 803.0   | 804.0   | 801.0       | 801.4       | -     | 801.8   | 401.5   |
| 1. Bauserie (12 Wagen)                         | 401.0   | 802.8   | 802.6   | 802.0 802.3 | 802.0 802.3 | 802.0 802.3 | 802.0 802.3             | 802.0 802.3       | -     | 803.0   | 804.0   | 801.0       | 801.4       | -     | 801.8   | 401.5   |
| 1. Bauserie (13 Wagen)                         | 401.0   | 802.8   | 802.6   | 802.0 802.3 | 802.0 802.3 | 802.0 802.3 | 802.0 802.3             | 802.0 802.3       | -     | 803.0   | 804.0   | 801.0       | 801.4       | 801.4 | 801.8   | 401.5   |
| 2. Bauserie (11 Wagen)                         | 401.0   | 802.8   | 802.6   | 802.0 802.3 | 802.0 802.3 | 802.0 802.3 | 802.9                   | -                 | -     | 803.0   | 804.0   | 801.0       | 801.4       | -     | 801.8   | 401.5   |
| 2. Bauserie (12 Wagen)                         | 401.0   | 802.8   | 802.6   | 802.0 802.3 | 802.0 802.3 | 802.0 802.3 | 802.9                   | 802.0 802.3       | -     | 803.0   | 804.0   | 801.0       | 801.4       | -     | 801.8   | 401.5   |
| 2. Bauserie (Schweiz)                          | 401.0   | 802.8   | 802.6   | 802.0 802.3 | 802.0 802.3 | 802.0 802.3 | 802.9                   | -                 | -     | 803.0   | 804.0   | 801.0       | 801.4       | 801.4 | 801.8   | 401.5   |
| 2. Bauserie (13 Wagen)                         | 401.0   | 802.8   | 802.6   | 802.0 802.3 | 802.0 802.3 | 802.0 802.3 | 802.9                   | 802.0 802.3       | -     | 803.0   | 804.0   | 801.0       | 801.4       | 801.4 | 801.8   | 401.5   |
| 1. Redesign (12 Wagen)                         | 401.0   | 802.8   | 802.6   | 802.0 802.3 | 802.0 802.3 | 802.0 802.3 | 802.0 802.3 802.7 802.9 | 802.0 802.3       | 804.0 | 803.1   | -       | 801.0       | 801.4       | -     | 801.8   | 401.5   |
| 1. Redesign (9 Wagen)                          | 401.0   | 802.8   | 802.6   | 802.0 802.3 | 802.0 802.3 | -           | -                       | 802.0 802.3 802.8 | 804.0 | 803.1   | -       | 801.0 801.4 | 801.4 801.8 | -     | -       | 401.5   |
| 2. Redesign (9 Wagen)                          | 401.0   | 802.x   | 802.x   | 802.x       | 802.x       | 802.x       | 803.1                   | 804.0             | -     | -       | -       | 801.6       | 801.8       | -     | -       | 401.5   |
| Sonderzug (Berlin-Lichtenberg) November 1990   | 401 004 | 802 301 | -       | -           | -           | -           | -                       | -                 | -     | 803 003 | -       | -           | -           | -     | -       | 401 504 |
| Sonderzug „Elisabeth“ Oktober 1992¹            | 401 073 | 801.8   | 801.0   | 804.0       | -           | 802.6 802.8 | 802.0 802.3             | -                 | -     | 803.0   | 804.0   | 801.0       | -           | -     | 801.8   | 401 573 |
| Sonderzug „ICE Train North America Tour“ 1993² | 401 084 | 802 855 | 802 657 | 802 438     | -           | -           | -                       | -                 | -     | 803 056 | 804 051 | -           | -           | -     | 801 856 | 401 584 |
| Sonderzug „Lötschbergtunnel“ 20073             | 401 089 | 802.8   | 802.6   | 802.3       | 802.0       | -           | -                       | -                 | -     | 803.1   | -       | -           | -           | -     | 801.8   | 401 589 |

Der Großteil der zwischen 1991 und 1994 in Dienst gestellten ICE-1-Wagen war, analog dem Sitzplatzangebot in den kurz vorher gebauten InterCity-Wagen der Gattung Bvmz, in Abteil-, Vis-à-Vis- und Reihensitzmodule aufgeteilt. Raucherzonen waren in den Endwagen eingerichtet, die Wagen waren teilweise als Ruhezonen und (später nachgerüstet) Zonen mit verbessertem Handyempfang eingeteilt. Die für die meisten Sitze im Großraumbereich vorgesehene Möglichkeit, sie in Fahrtrichtung zu drehen, wurde in der Praxis nie genutzt.
Die ICE-1-Züge wurden zwischen 2005 und November 2008 sukzessive modernisiert (so genanntes „Redesign“). Aufbau und Innenausstattung der Züge erfuhren dabei erhebliche Veränderungen. Durch die Modernisierung wurde die Zugbildung der Züge weitgehend vereinheitlicht (siehe dazu auch Abschnitt Umbau). Die Züge sind nun einheitlich aus zwei Triebköpfen und zwölf Mittelwagen gebildet. Dabei folgen auf vier Mittelwagen der ersten Klasse inklusive Servicewagen mit Zugbegleiterabteil (Wagennummern 9, 11, 12, 14) ein Speisewagen (8) sowie sieben Mittelwagen der zweiten Klasse (1 bis 7). Alle Personenwagen sind seit der Einführung des bundesweiten Rauchverbotes im öffentlichen Verkehr Nichtraucherwagen, die Wagen 1, 3, 5, 9, 11 und 14 mit Handyverstärkern ausgerüstet.
Seit 2020 werden die Triebzüge einer Lebensdauerverlängerung (LDV), einem zweiten Redesign, unterzogen. Dabei werden sie von zwölf auf neun Mittelwagen gekürzt, wobei jeweils zwei Wagen der zweiten und ein Wagen der ersten Klasse aus dem Zugverband ausgereiht werden. Im Gegenzug wird der Service-Wagen wieder zur 2. Klasse umgebaut und dessen Position mit dem Bordrestaurant getauscht. Da im Dezember 2021 für den Fahrplanwechsel noch nicht genügend neunteilige LDV-Züge zur Verfügung standen, wurden aufgrund betrieblicher Erfordernisse weitere Züge aus dem ersten Redesign auf neun Mittelwagen gekürzt. Sie sind daran zu erkennen, dass der Service-Wagen weiterhin der 1. Klasse zugeordnet ist und statt der Wagen 8 und 9 die Wagen 5 und 6 im Zugverband fehlen.

### Sonderkonfigurationen

#### Sonderzug 1990 – erste Garnitur
Im November 1990 wurde zu Werbezwecke für osteuropäische Eisenbahnen eine ICE-1-Garnitur im Bahnhof Berlin-Lichtenberg zur Besichtigung ausgestellt. Das war die erste für die Öffentlichkeit bestimmte Zugkonfiguration. Sie bestand aus zwei Triebköpfen, einem Wagen zweiter Klasse und einem Servicewagen.

#### Sonderzug „Elisabeth“

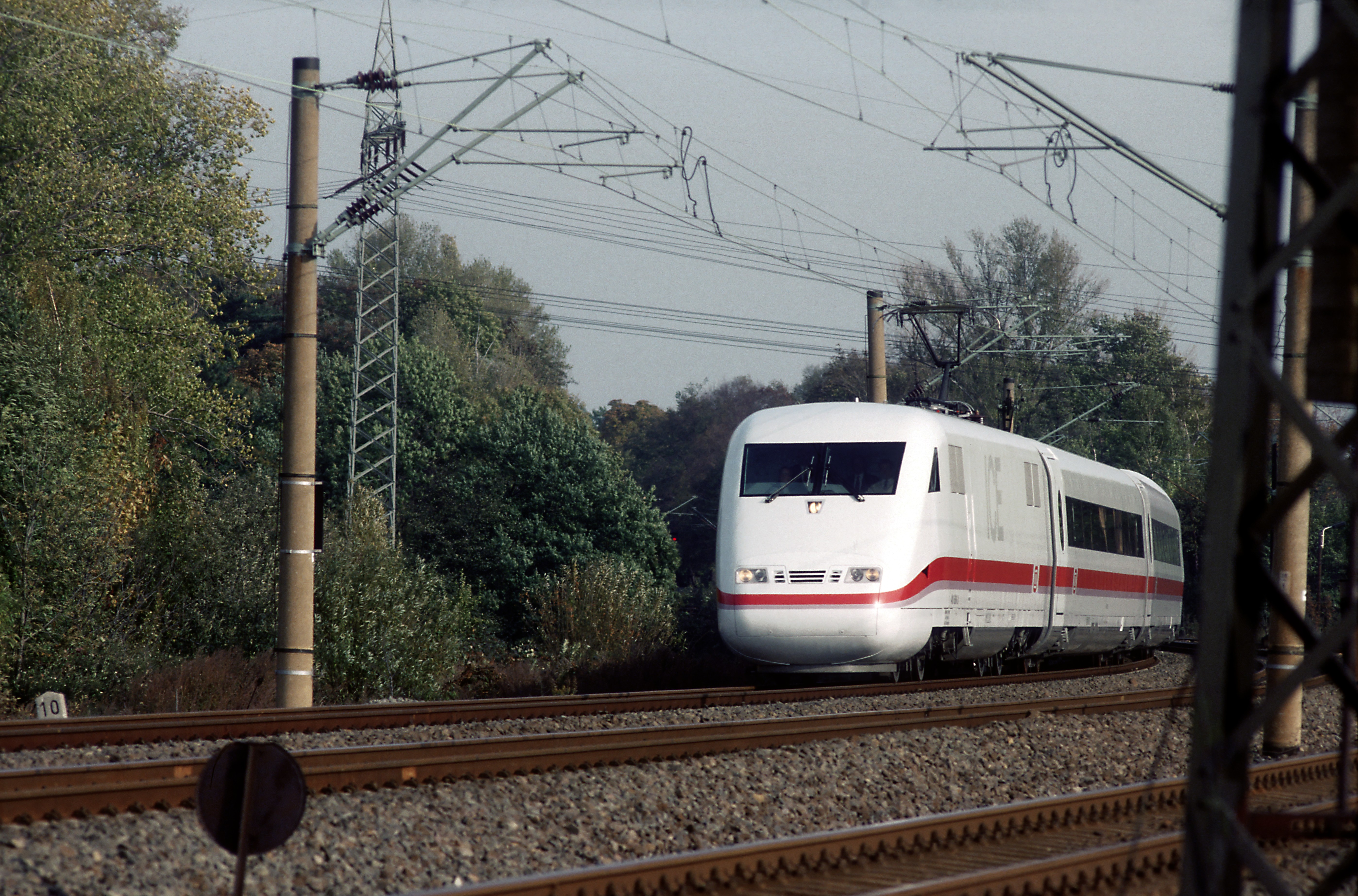
Staatsfahrt für Elisabeth II. bei Borsdorf (Sachs) am Posten 4 (Dresden–Leipzig)

Zum Besuch von Königin Elisabeth II. am 23. Oktober 1992 in Dresden wurde eine ICE-1-Sonderkonfiguration zusammengestellt. Diese bestand aus dem Rumpfteil des Triebzuges 173 mit zwei Wagen der ersten Klasse (Raucher und Nichtraucher), einem Bordrestaurant, dem Servicewagen für das Zugbegleitpersonal sowie zwei Wagen zweiter Klasse (Raucher und Nichtraucher). Daran angeschlossen war ein zweiter Restaurantwagen sowie zwei Wagen der ersten Klasse aus einem anderen Triebzug. Der zweite Restaurantwagen war als Thronsaal umgerüstet und die beiden zusätzlichen Wagen der ersten Klasse waren für die britischen Ehrengäste und deren Begleiter vorgesehen. Die beiden Triebköpfe 401 073 und 573 wurden deshalb 1995 im Maßstab 1:87 (H0) von Märklin als Modell, mit der Nummer 3750, nachgebaut; dabei erhielt der Modell-Triebkopf 401 073 auf der linken und auf der rechten Stirnseite die Aufschrift Elisabeth.

#### Sonderzug für den japanischen Kaiser Akihito
Im Rahmen eines Staatsbesuchs im September 1993 in Deutschland bereisten der japanischen Kaiser Akihito und seine Frau Michiko das Mittelrheintal zwischen Rolandseck und Bingen mit dem Zug. Hierfür baute die Bundesbahn einen halben ICE-Wagen um. Die Sitze wurden entfernt und ein Ledersofa mit Tischchen längs zur Fahrtrichtung eingebaut, sodass die Gäste während der Fahrt bequem den Rhein betrachten konnten.

#### Präsentationsfahrten in den Vereinigten Staaten
Im Juni 1993 wurde ein achtteiliger ICE-1-Triebzug (Teile des Triebzuges 184) von Bremerhaven aus in die Vereinigten Staaten verschifft. Die achtteilige Garnitur umfasste unter anderem zwei Triebköpfe (401 084 und 584), drei Mittel- und einen Servicewagen der zweiten Klasse, einen Speisewagen sowie einen Wagen der ersten Klasse. Technische Anpassungen waren seit April 1993 durch die Industrie vorgenommen worden, insbesondere für das Bahnstromsystem des Northeast Corridor (11 kV bei 25 Hz) und an den Radsätzen mit dem in Nordamerika geringfügig kleineren Rückflächenabstand von 1353 mm (statt 1360 mm).
Die Garnitur unternahm Präsentationsfahrten zu 25 Großstädten in den Vereinigten Staaten und Kanada und wurde ab 4. Oktober für zwei Monate auf der Linie New York City – Washington, D.C. im Plandienst als Metroliner eingesetzt, auf anderen Strecken wurde er von Diesellokomotiven gezogen.
Siemens und AEG-Westinghouse erhofften sich den Zuschlag für einen Auftrag über 26 Züge durch die Amtrak für einen geplanten 240-km/h-Schnellverkehr auf der Strecke Boston – New York–Washington. Die Triebzüge wären im Rahmen einer Kooperation an den fünf Standorten der Electro-Motive Division von General Motors in den USA hergestellt worden.
Auch weitere Versuche, die ICE-1-Technik ins Ausland zu verkaufen, blieben erfolglos. So boten AEG und Siemens den ICE in den Jahren 1993/1994 in Taiwan an. Dabei sollten 45 Züge im Wert von 3,5 Milliarden D-Mark beschafft werden. Im Sommer 1993 fand dazu auch eine Probefahrt mit dem taiwanischen Verkehrsminister Liu Chao-Shiuan in Deutschland statt.

#### Schweizer Geschwindigkeitsrekord
Am 8. November 2007 stellte der auf rund 200 Meter Länge verkürzte Triebzug 189 während ETCS-Abnahmefahrten im Lötschberg-Basistunnel zwischen Ferden und Lötschen mit 288 km/h einen neuen Geschwindigkeitsrekord für Schienenfahrzeuge in der Schweiz auf. Die Einheit war mit einem modifizierten Stromabnehmer ausgerüstet, wobei in einem der beiden Triebköpfe nur zwei der vier (d. h. insgesamt sechs von acht) Fahrmotoren zur Verfügung standen.

### Triebköpfe (Baureihe 401)
Ein Triebkopf der Baureihe 401 enthält einen Führerstand sowie einen Maschinenraum.
Der Führerstand umfasst unter anderem den Fahrstand mit Führerpult, einen Beimann-Sitz und mehrere, hinter dem Triebfahrzeugführer angebrachte Bedienelemente. Der Maschinenraum nimmt – beidseitig eines Mittelgangs, der von einer Tür am Führerstand zum hinteren (im laufenden Betrieb selten genutzten) Ausgang des Triebkopfes führt – Geräte und Aggregate auf. Der Auf- und Abstieg des Triebfahrzeugführers erfolgt über beidseitig in Längsrichtung angeordnete Ausstiegstüren am führerstandszugewandten Ende des Maschinenraums.
Beide Drehgestelle des Fahrzeuges sind angetrieben. Die Dauerleistung der vier fremdbelüfteten Fahrmotoren liegt bei jeweils 1250 kW, die UIC-Nennleistung je Triebkopf bei 4800 kW, die größte Anfahrzugkraft bei 200 kN. Das Antriebssystem entspricht in seiner Anordnung dem in der DE 2500 und dem InterCityExperimental erprobten Prinzip des Drehstrom-Asynchronmotors, der beim ICE 1 zusammen mit dem Getriebe und der Bremshohlwelle zwischen Drehgestellrahmen und Fahrzeugrahmen aufgehängt ist. Dies stellt eine Vereinfachung des beim InterCityExperimental erprobten Prinzips der Umkoppelbaren Antriebsmasse („UmAn“) dar, bei der die Antriebsmasse über elektronisch gesteuerte Pneumatiken an das Drehgestell (langsame Kurvenfahrt) oder (bei Hochgeschwindigkeitsfahrt) an den Fahrzeugrahmen angekoppelt wird. Die Triebköpfe sind eine direkte Weiterentwicklung der Lokomotivbaureihe 120.
Zu ihrer Einführung galt die Technik der Triebköpfe als außerordentlich fortgeschritten. Allein zehn Rechnersysteme wurden in jedem Kopf untergebracht, am linken und rechten Rand des Führerpults ermöglichen zwei Maschinentechnische Displays, die als DAVID (Diagnose-, Aufrüst- und Vorbereitungsdienst mit integrierter Displaysteuerung) 1 und 2 bezeichnet werden. u. a. die Kontrolle von Betriebszuständen und die Eingabe von Störungen, die per Funk an die Betriebswerke vorgemeldet werden können. Der Triebfahrzeugführer führt einen großen Teil seiner Handlungen, die über das reine Fahren hinausgehen, über eine ihm rücklings zugewandte Anzeige- und Bedientafel (ABT) aus, wobei es sich um eine Palette von Leuchtdrucktastern handelt.
Im Gegensatz zu den Triebköpfen des InterCityExperimental, die etwas höher waren als die angrenzenden Mittelwagen, konnte die Triebkopfhöhe für die ICE-1-Serienzüge an die Höhe der Wagen angepasst werden. Als neues Designmerkmal wurde darüber hinaus ein „Knick“ 1800 Millimeter über der Schienenoberkante eingeführt: Unterhalb dieser Kante ist die Außenwand um 5,2 Grad nach innen geneigt, oberhalb um 2,9 Grad. Eine weitere wesentliche Neuerung gegenüber dem ICE-Vorläuferzug ist die druckdichte Ausführung des Führerstands.
Die Triebköpfe 001 bis 020 und 501 bis 520 erhielten Stromrichter auf Basis von Frequenzthyristoren. In alle nachfolgenden Köpfe (Nummern 051 bis 090 und 551 bis 590) wurden Stromrichter mit GTO-Thyristoren eingebaut, die für die charakteristische „Melodie“ beim Anfahren sorgen. Die Masse eines Triebkopfes mit konventionellen Stromrichtern liegt bei ca. 80,4 Tonnen, Triebköpfe mit GTO-Thyristoren sind mit rund 78 t zweieinhalb Tonnen leichter.
Die Leistung der Stromrichter liegt bei 7,6 MVA. Die Transformatoren haben eine Nennleistung von 5,2 MVA, davon 4,5 MVA für Traktionszwecke und 700 kVA für Heizung, Klimaanlage und Hilfsbetriebe. Der Raddurchmesser liegt zwischen 1040 mm (neu) und 950 mm (abgenutzt).
Die Triebköpfe verfügen an den Führerstandsenden über je eine Scharfenbergkupplung, die von einer Abdeckklappe verdeckt ist und ausschließlich als Schleppkupplung oder im Rangierdienst genutzt wird. Im Gegensatz zu den übrigen ICE-Baureihen sind diese Kupplungen ohne Kontaktaufsatz im planmäßigen Betrieb nicht verwendbar. Für die Verbindung der Hauptluftleitung gibt es auf beiden Seiten eine Schlauchkupplung.
Die Triebköpfe der ICE-2-Einheiten (Baureihe 402) sind mit den ICE-1-Mittelwagen verwendbar und werden bei Engpässen auch zusammen mit ICE-1-Zügen eingesetzt. Im Zuge der Bestellung der ICE 2-Züge wurden neben den anderen 44 Triebköpfen, die in ICE 2-Zügen eingesetzt sind, auch zwei Triebköpfe als Reserve bestellt; sie erhielten die Betriebsnummern 402 045 und 046.
Die für den Verkehr in der Schweiz vorgesehenen Triebköpfe sind mit einem zweiten Stromabnehmer mit einer schmaleren Palette nach Schweizer Norm und dem Schweizer Zugbeeinflussungssystem Integra-Signum ausgestattet. Die übrigen ICE-1-Triebköpfe sind für den Einbau eines zweiten Stromabnehmers vorbereitet.

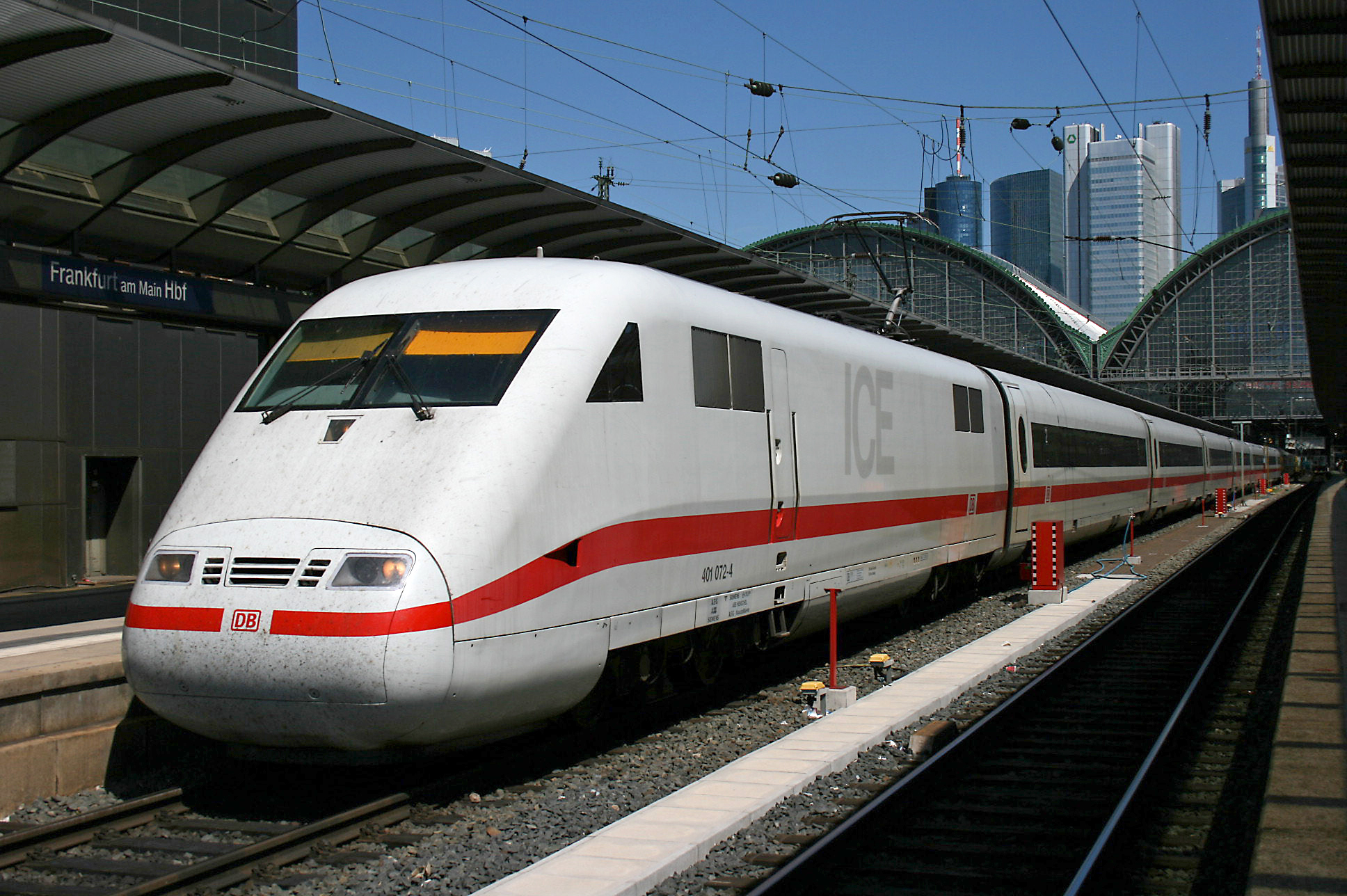
ICE-Triebkopf 401 072 in Frankfurt am Main
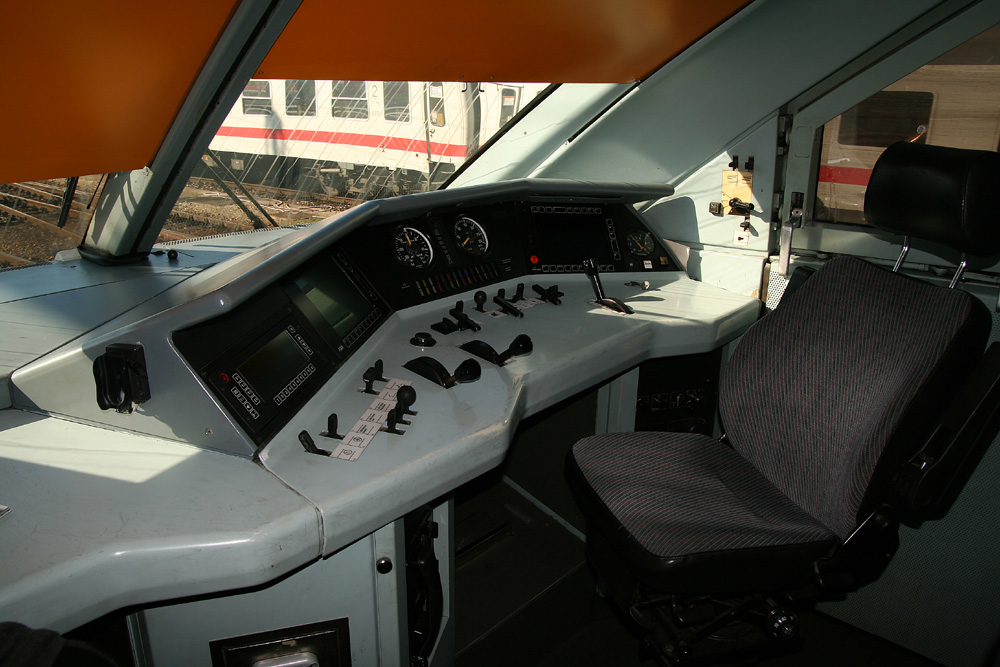
Führerstand eines Triebkopfs der Baureihe 401
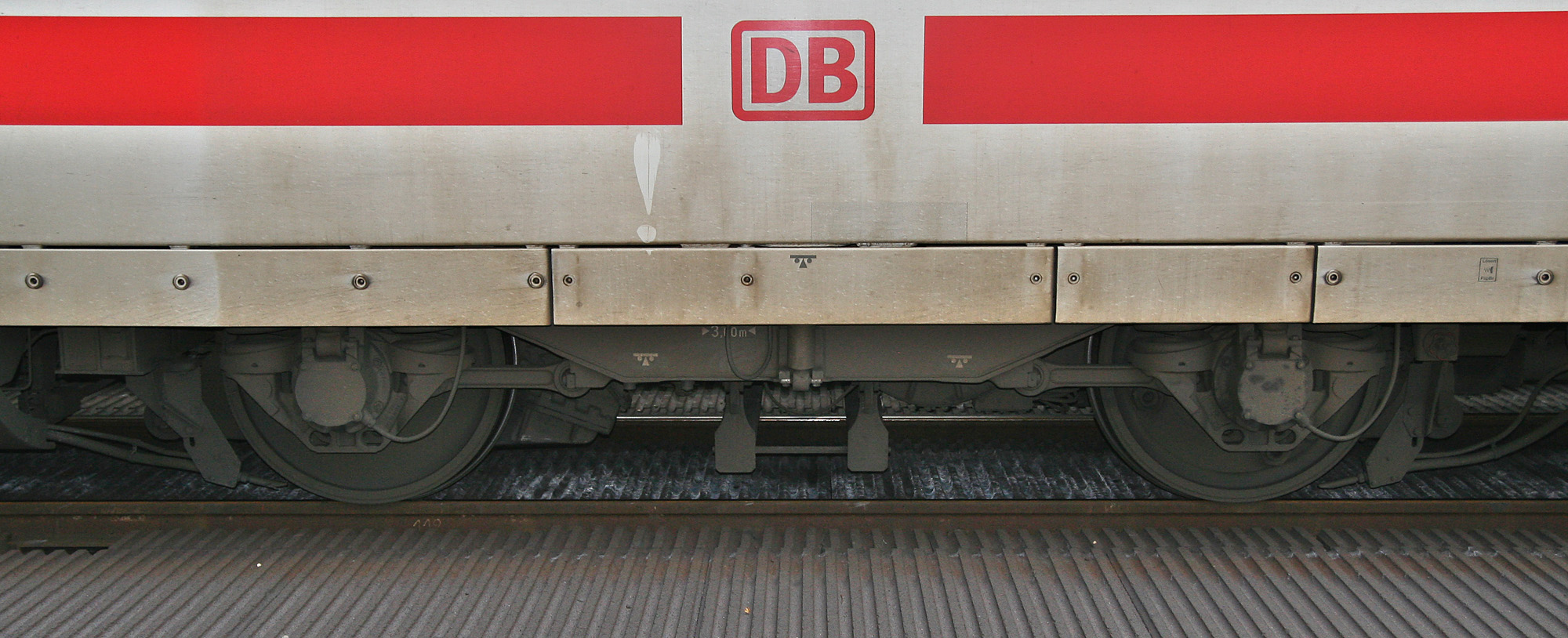
Nahaufnahme eines Drehgestells des ICE-1-Triebkopfs
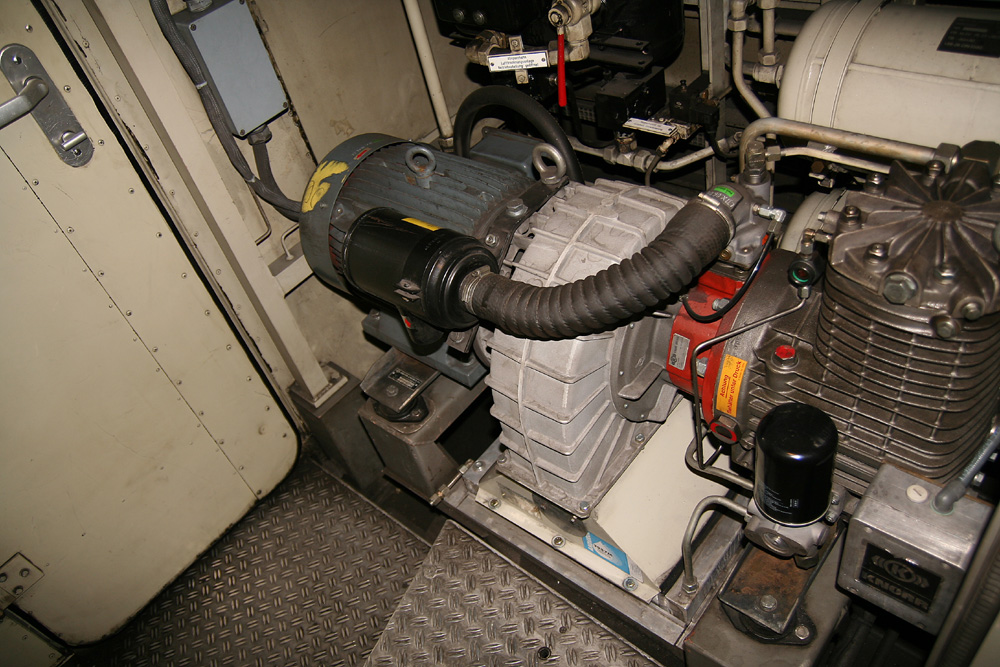
Luftpresser im Maschinenraum des Triebkopfes
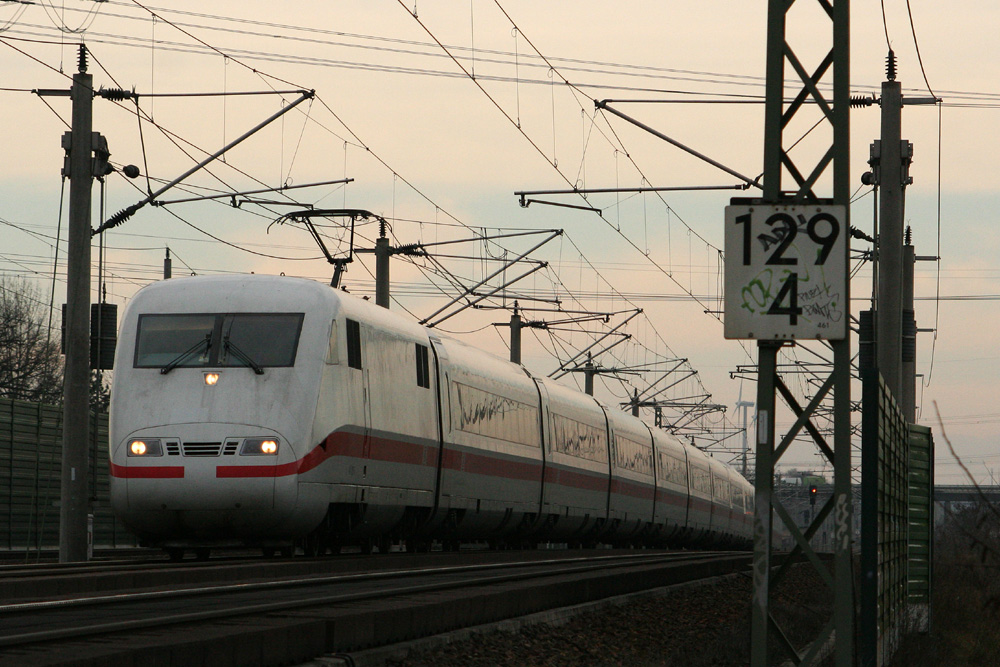
Triebköpfe und Mittelwagen mit charakteristischem „Knick“, 1,8 Meter über Schienenoberkante
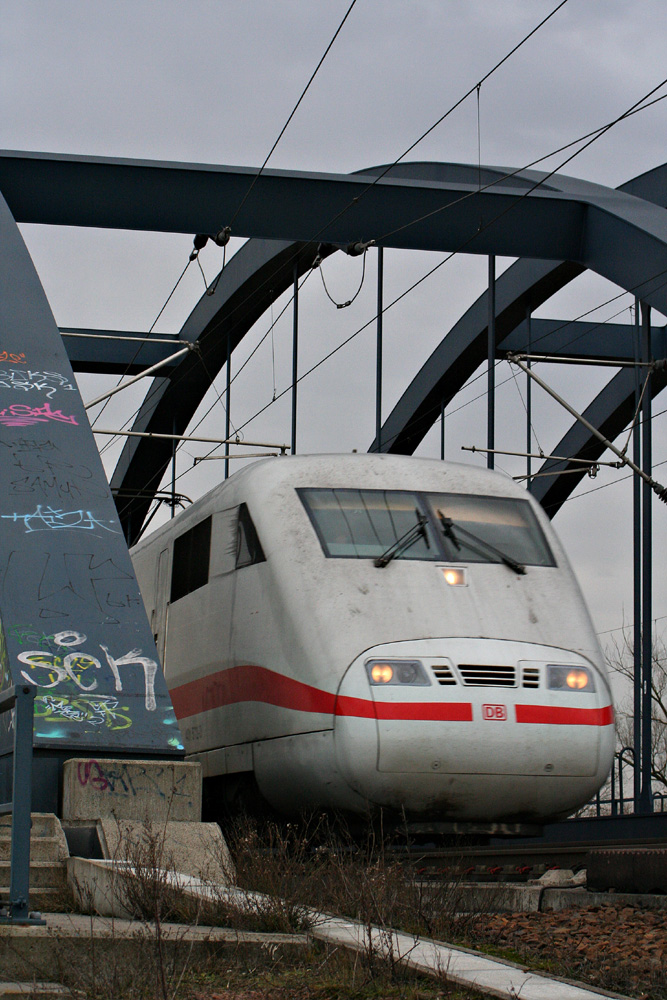
Aerodynamische Bugpartie, im unteren Bereich ist die Klappe der Kupplung zu erkennen.
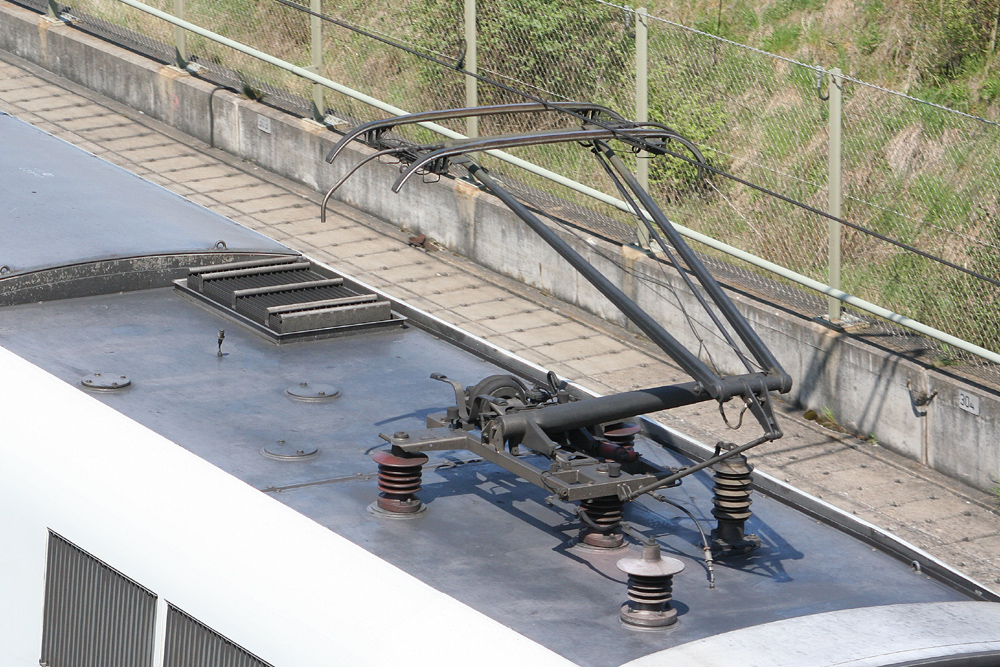
Stromabnehmer eines ICE-1-Triebkopfes
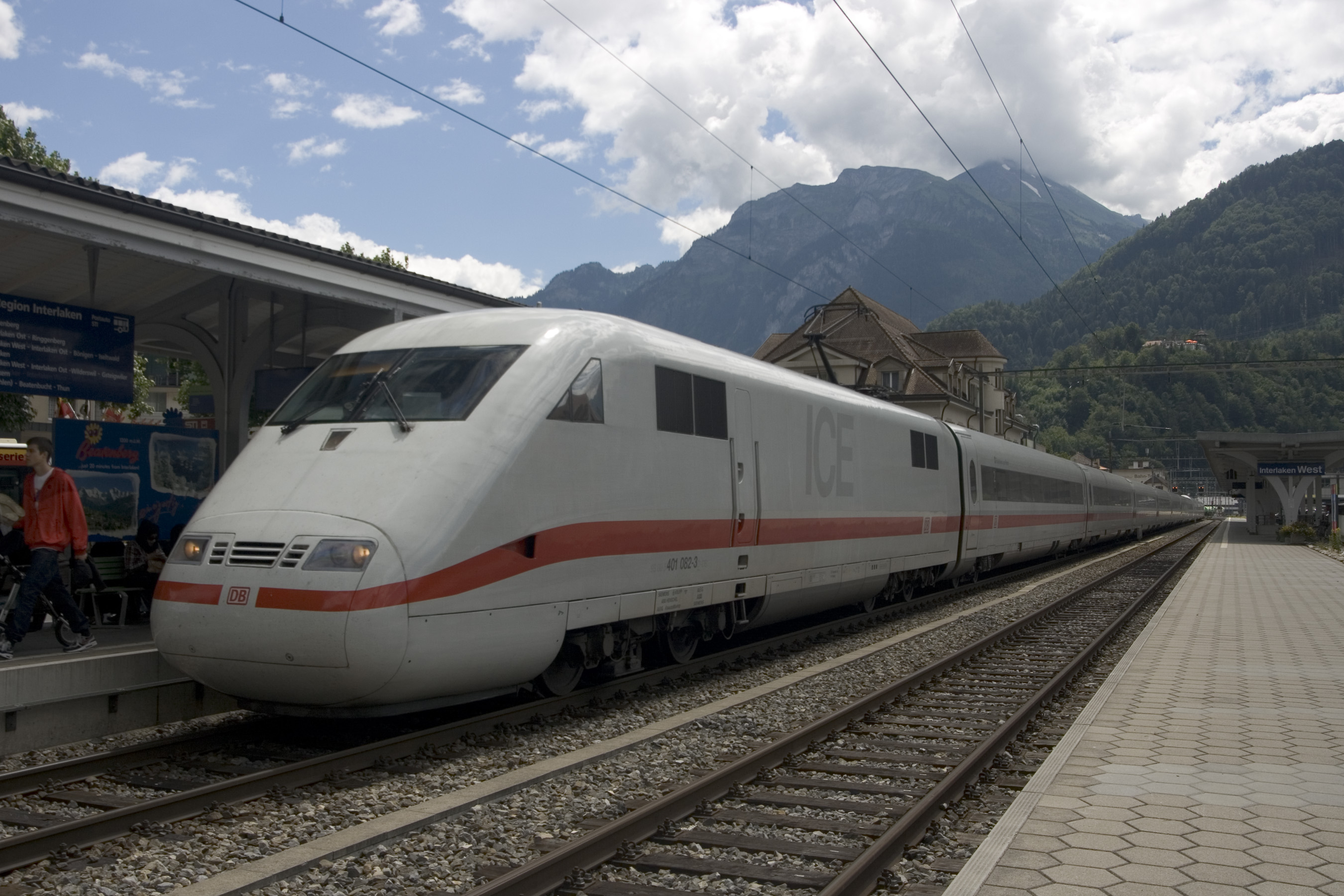
ICE-1 in Interlaken mit Stromabnehmer für die Schweiz
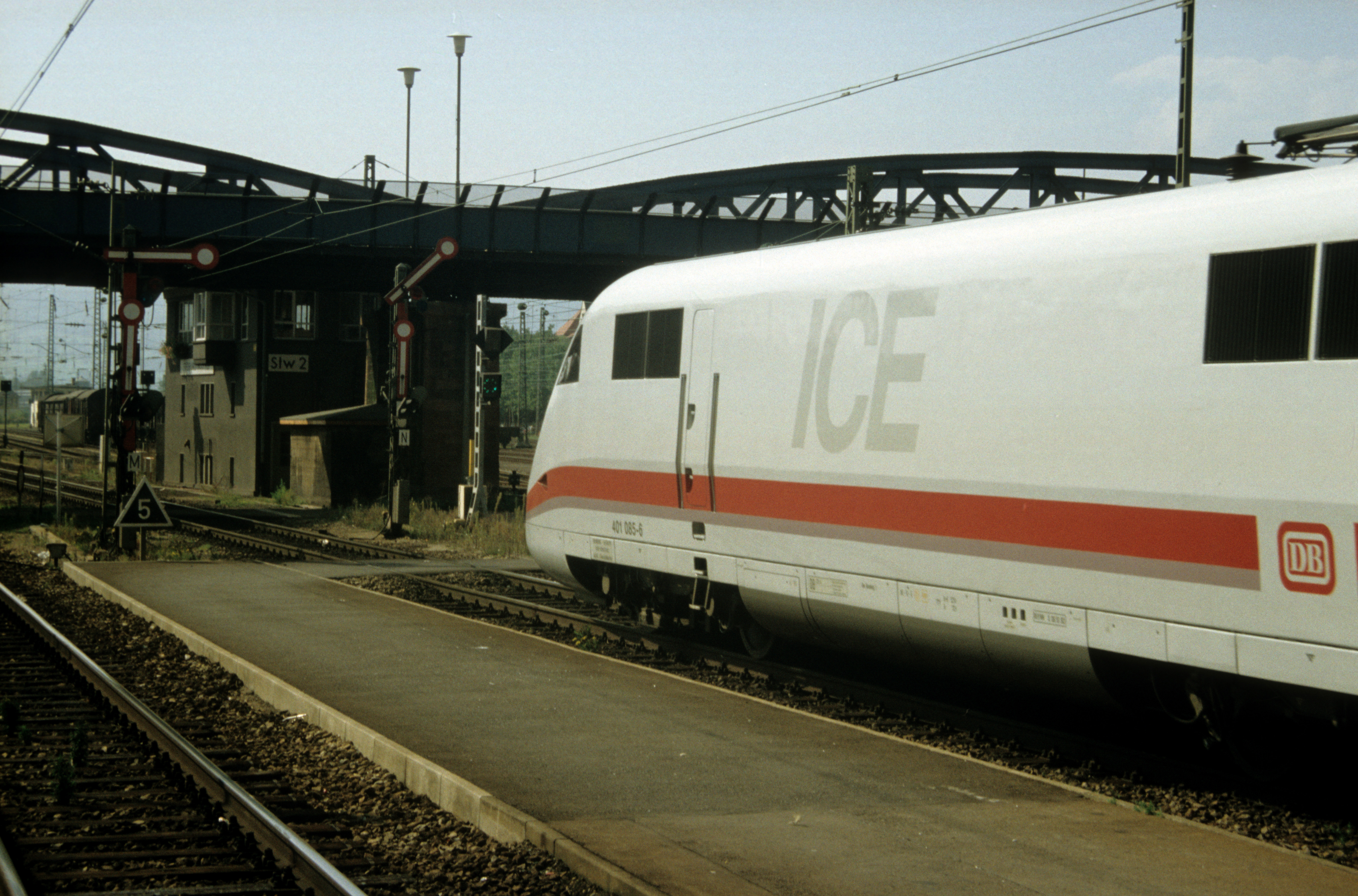
ICE-1 in originaler Farbgebung

### Erste-Klasse-Wagen (Baureihe 801)
Die Wagen verfügten bei ihrer Auslieferung über zwei Großraumbereiche mit 2+1-Bestuhlung sowie drei geschlossene Abteile mit je fünf Sitzplätzen. Insgesamt standen 48 Sitzplätze in diesen Wagen zur Verfügung. An die Abteile schloss sich zum Wagenübergang hin eine Toilette an. Im Bereich zum Wagenübergang befanden sich auch drei Schauvitrinen, Schließfächer und verschiedene Mülleimer. Die beiden Großraumbereiche wurden durch einen Garderobenbereich getrennt. Der Sitzabstand (Reihenbestuhlung) lag bei 1114 Millimetern, die Breite des Mittelgangs bei 636 Millimetern. Die Sitzbreite betrug 500 Millimetern.
Im Zuge der ersten ICE-1-Serie (41 Triebzüge) wurden 105 Wagen dieser Gattung bestellt.

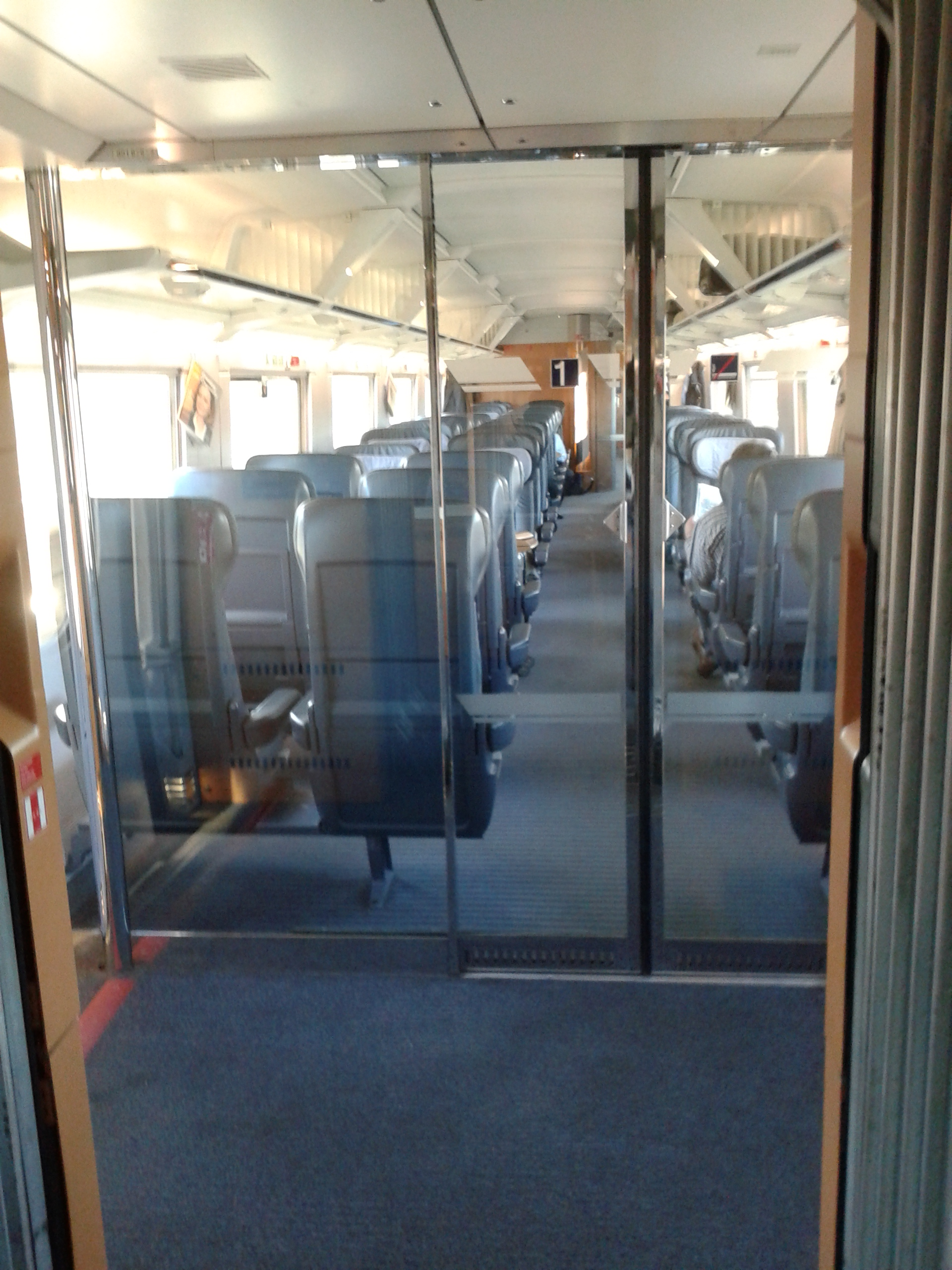
Blick vom Wagenübergang in den Großraum
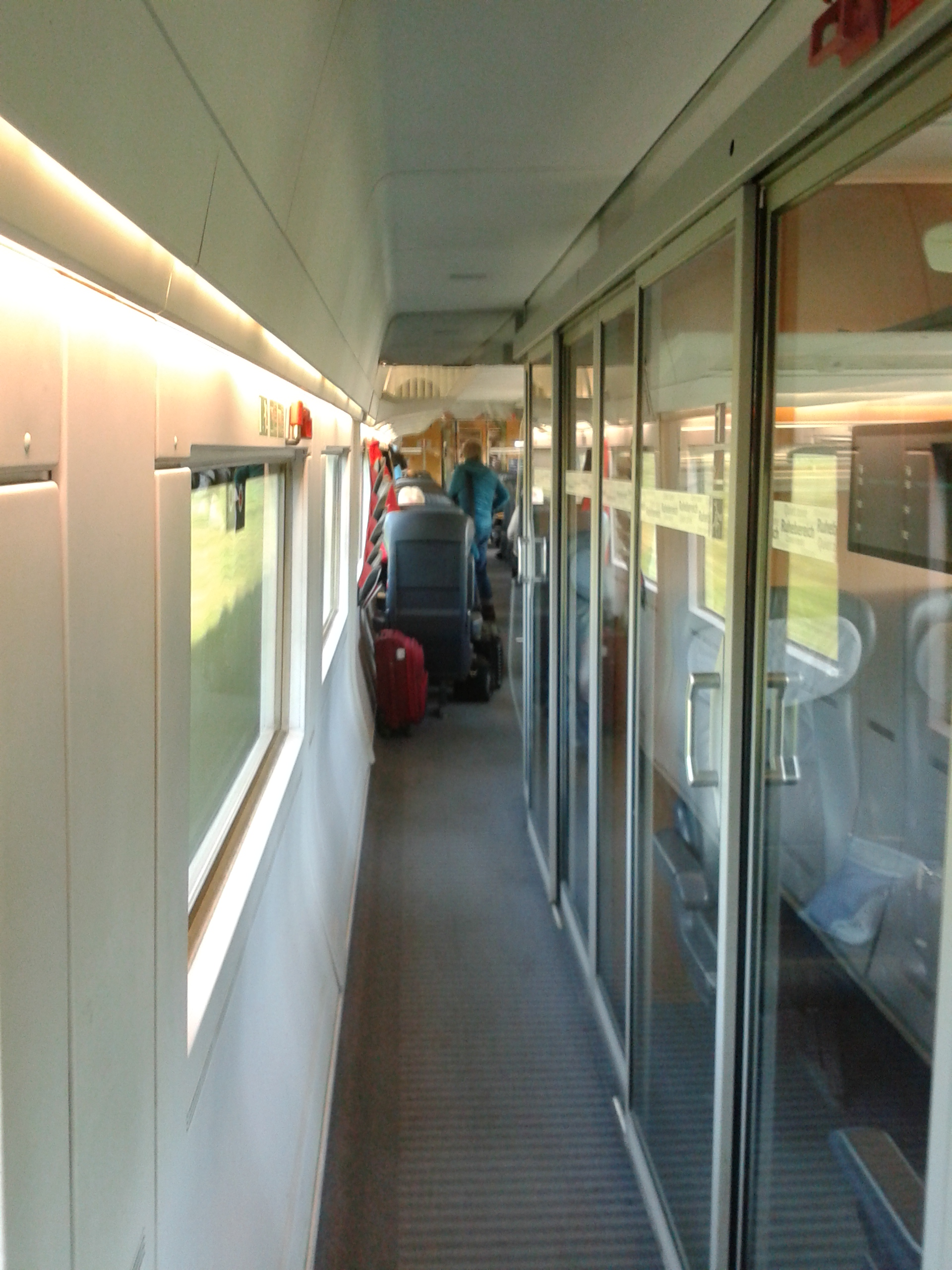
Abteile erster Klasse im Ruhebereich

### Erste-Klasse-Wagen mit Sondereinrichtungen (Baureihe 801.8)
Die Wagen gleichen denen der Baureihe 801, verfügten bei ihrer Inbetriebnahme jedoch über ein C-Netz-Telefon, das zwischen der Toilette und dem ersten Abteil angeordnet war.
Zwischen Telefonzelle und Toilette wiederum war ein Kommunikationsterminal mit Tastatur angebracht, welches aus dem Gang heraus bedient werden konnte. Es konnten die BTX-Seiten der Bahn aufgerufen werden, die lokal zwischengespeichert wurden. Auch Nachrichten, beispielsweise Beschwerden oder Bestellungen im Fan-Shop der Bahn, konnten abgesetzt werden.

Im Zuge der ersten ICE-1-Serie wurden 41 Wagen dieser Gattung bestellt.

### Zweite-Klasse-Wagen (Baureihe 802)
Die Wagen nehmen einen Großraumbereich in 2+2-Bestuhlung, vier Abteile (je sechs Sitzplätze) sowie zwei Toiletten auf. Vor der Modernisierung der ICE-1-Züge fanden bis zu 66 Reisende hier einen Sitzplatz. Ein Teil des Großraumbereichs war mit sechs Tischen ausgerüstet, um die 22 (4×4, 2×3) Sitzplätze angeordnet waren, die andere Hälfte des Großraums wies überwiegend Reihenbestuhlung auf. Die beiden Hälften des Großraumbereiches wurden durch Garderoben getrennt. Nach der Modernisierung blieben vier Tische mit jeweils vier Sitzplätzen, statt der Garderoben wurde ein Gepäckregal für schweres Gepäck eingebaut.
Der Sitzabstand im Bereich der Reihensitze lag ursprünglich bei 102,5 Zentimetern, die Rückenlehnen der zweiten Klasse ließen sich um 40 Grad verstellen. In jedem Wagen kam eine von drei verschiedenen Farbkombinationen von Bodenbelag und Polsterstoffen zum Einsatz. Die Sitze wiesen eine Breite von 480 mm auf.
Manche Einheiten wurden im Wagen 1 (damals Raucherwagen zweite Klasse) um einen Bereich für die Aufnahme von AIRail-Fluggepäck in Containern nachgerüstet. Zum Einsatz gelangte dieses Extra-Abteil in Zügen auf der Strecke Stuttgart – Frankfurt Flughafen. Es wurde im Zuge der Modernisierung wieder entfernt.
Im Zuge der ersten ICE-1-Serie (41 Triebzüge) wurden 246 Wagen dieser Gattung bestellt.

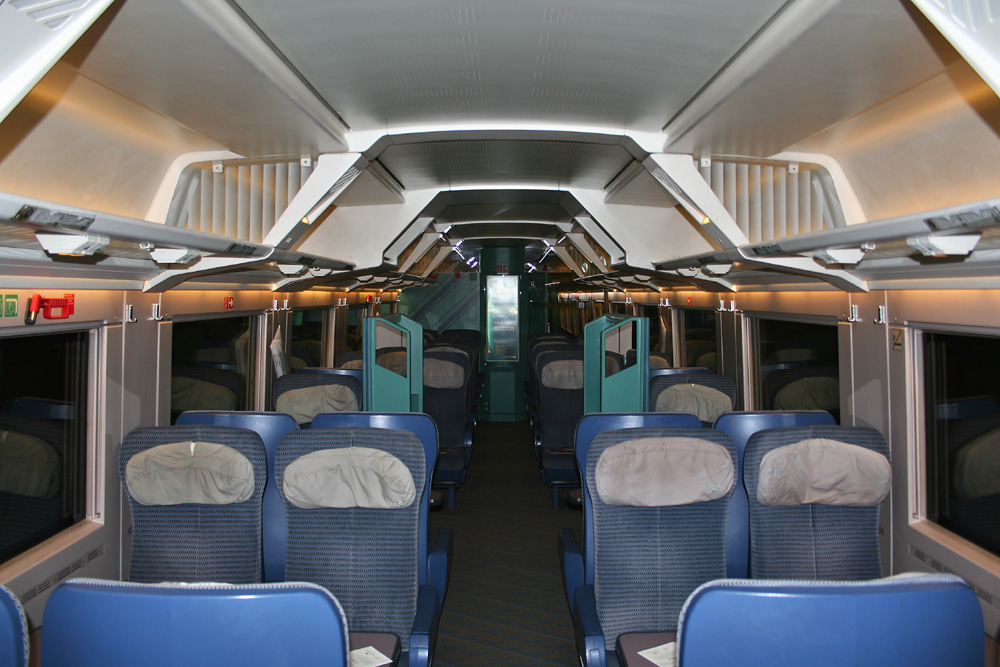
Großraumbereich vor dem Umbau. Hinten rechts liegt der Seitengang zu den vier Abteilen.
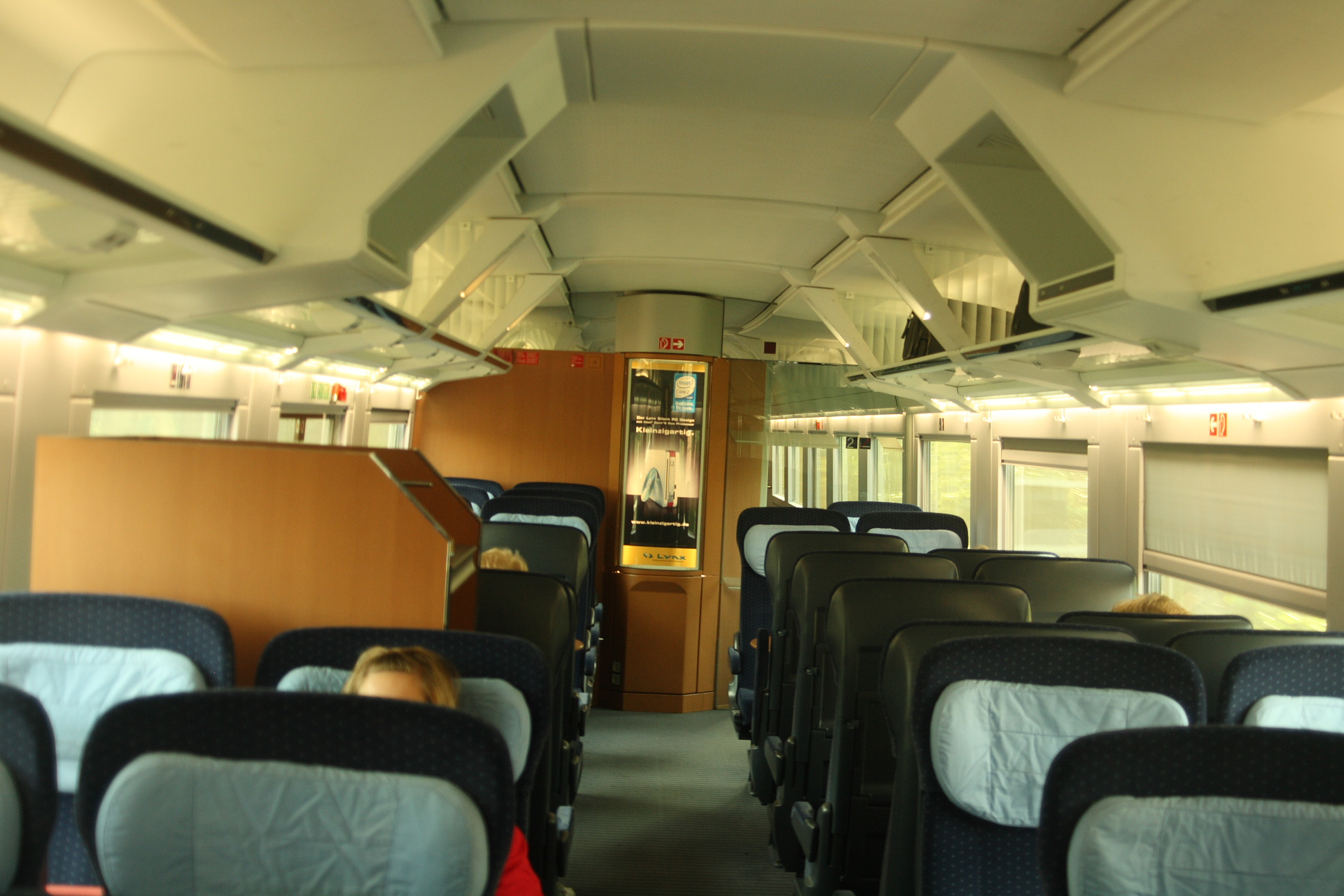
Modernisierter Großraumbereich
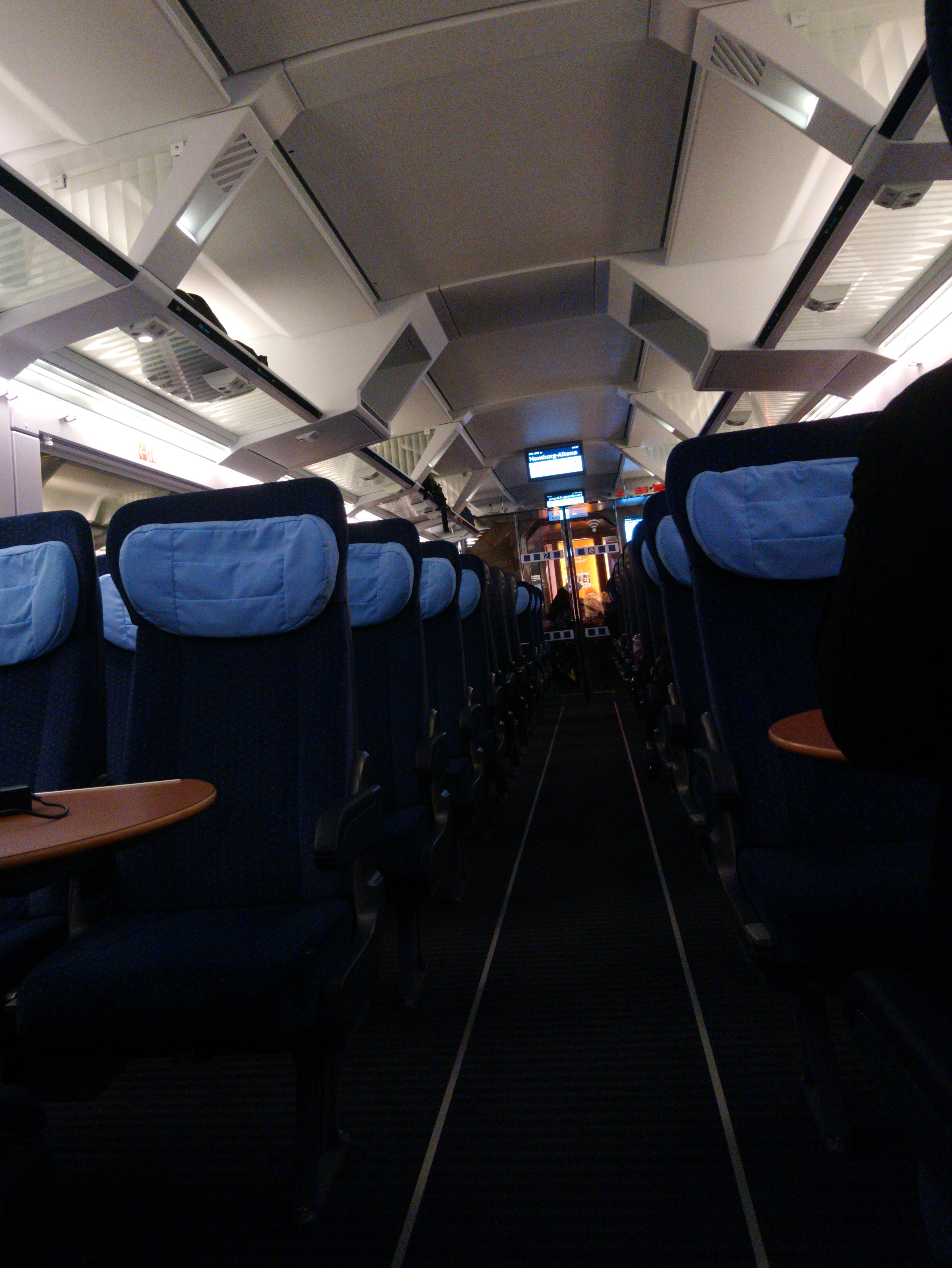
Großraumbereich nach dem zweiten Umbau
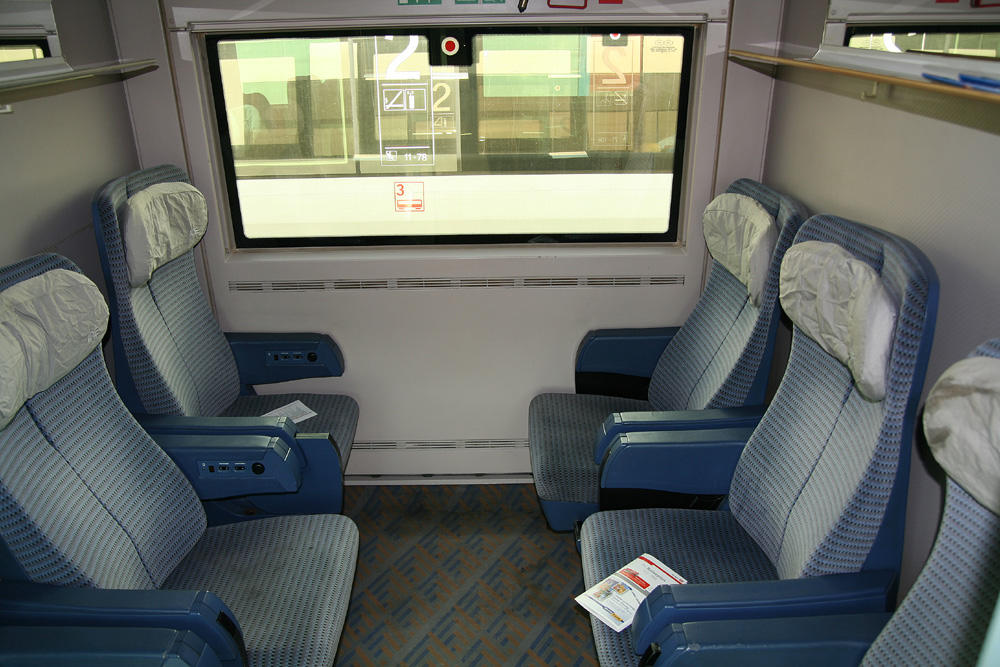
Abteil: vor …
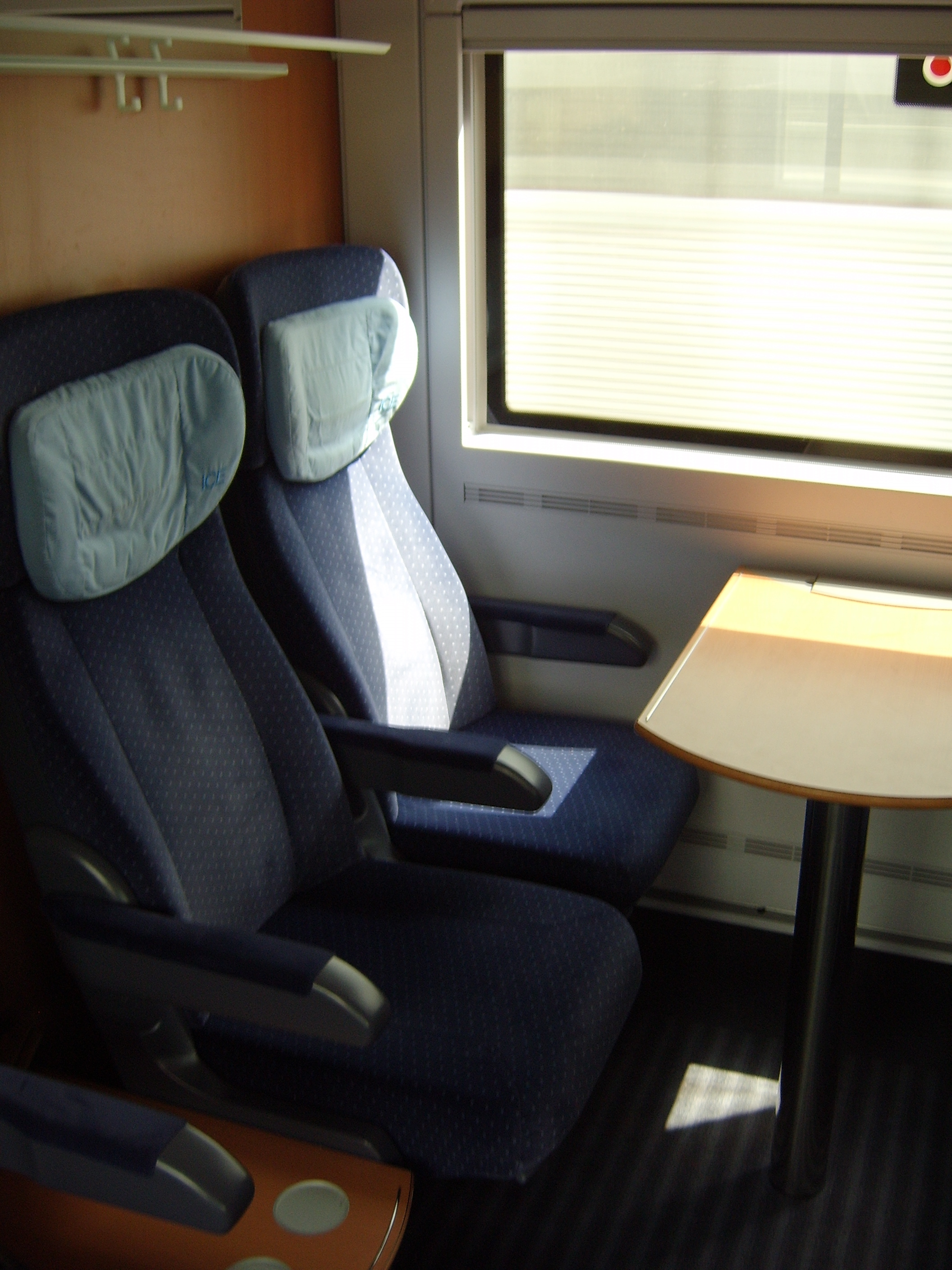
… und nach der Modernisierung
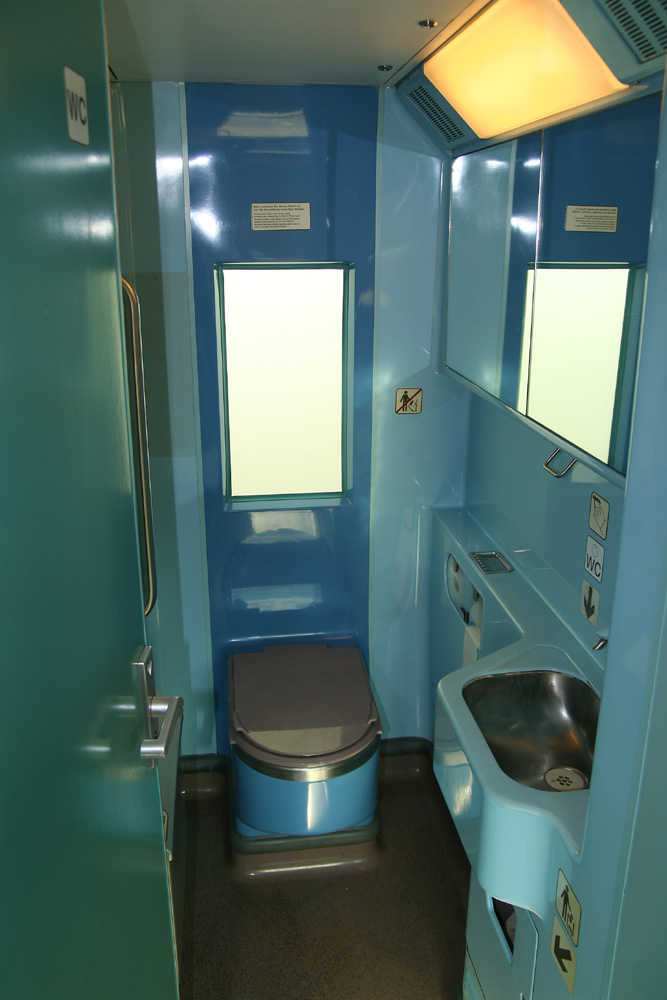
Toilette (vor dem Umbau)
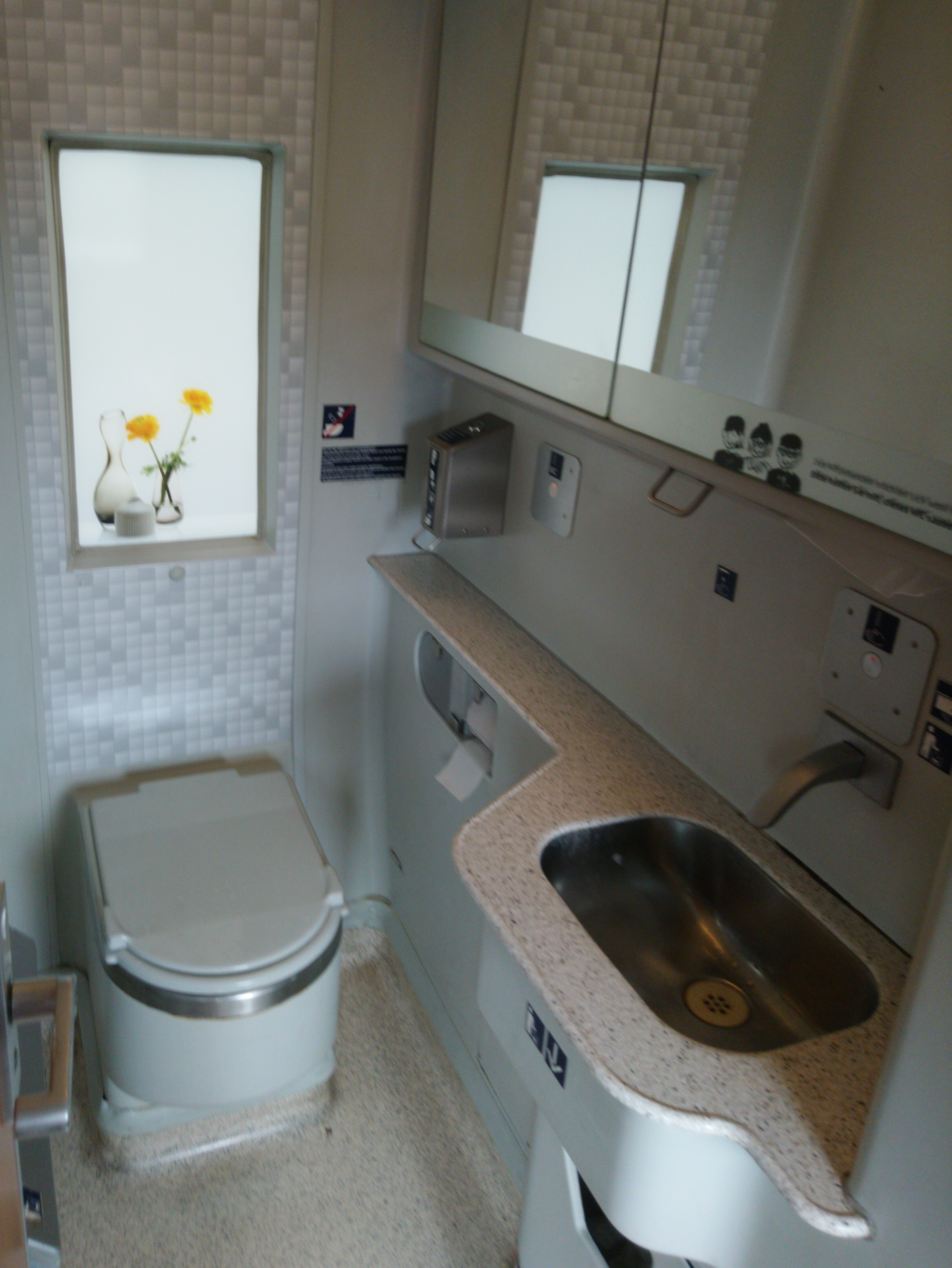
Toilette (nach dem ersten Umbau)
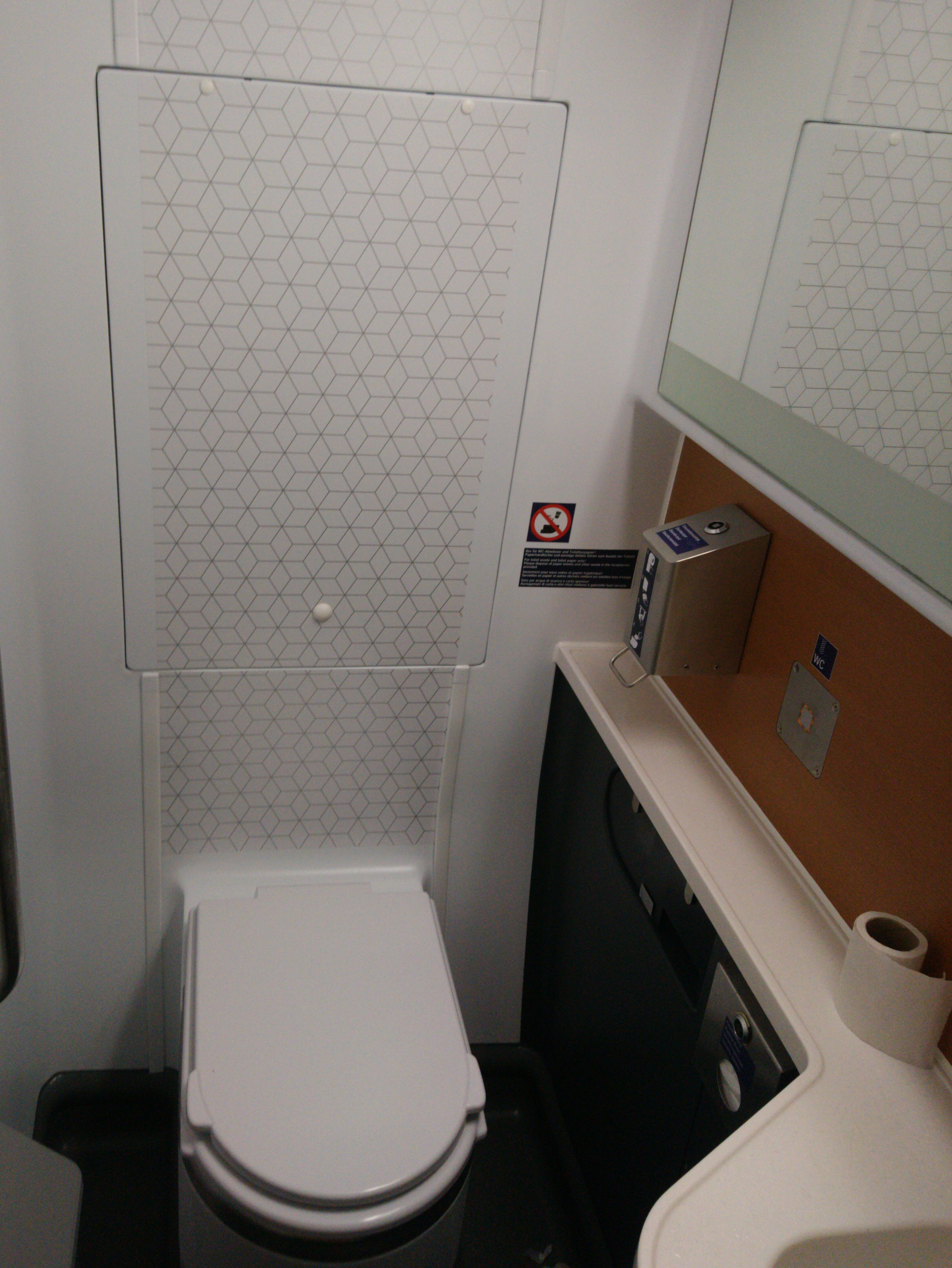
Toilette (nach dem zweiten Umbau)

### Zweite-Klasse-Wagen in Sonderausführung (Baureihe 802.9)
Im Rahmen der Bestellung der ICE-2-Triebzüge im Dezember 1993 bestellte die Deutsche Bahn zusätzliche Wagen zur Einreihung in die ICE-1-Züge. Sie werden als K-Wagen bezeichnet, wobei das K für Kompatibilität steht. Die 25 Wagen der zweiten Klasse (Baureihe 806.9) und ein Wagen der ersten Klasse (Baureihe 805.9) wurden zur Baureihe 802.9 zusammengefasst und als siebter Zweite-Klasse-Wagen (Wagen 7) in ICE-1-Triebzüge eingereiht. Zuvor hatte sich gezeigt, dass die Sitzplatzkapazität im Bereich der zweiten Klasse der ICE 1 zu gering bemessen war. Während die ursprünglich ausgelieferten ICE-1-Wagen an einem Ende über Abteile verfügen, wurden die 26 Wagen der Nachlieferung entsprechend dem ICE-2-Konzept als reine Großraumwagen ausgeführt.
Da der Wagen der Baureihe 805.9 als Zweite-Klasse-Wagen (Ordnungsnummer 7) eingereiht wurde, ergab sich das Kuriosum, dass ein Erste-Klasse-Wagen als Wagen der zweiten Klasse ausgezeichnet war und von Fahrgästen mit Fahrkarten zweiter Klasse genutzt werden konnte. Im Zuge des „Redesigns“ zwischen 2005 und 2008 wurden die Zweite-Klasse-Wagen der Baureihe 802.9 als Wagen 6 eingereiht. Im Zug der „Lebensdauerverlängerung“ zwischen 2021 und 2025 werden alle Wagen der Bauarten 802.7 und 802.9 ausgereiht und verschrottet.

### Servicewagen (Baureihe 803)
Die Servicewagen der Baureihe 803 nehmen 39 Sitzplätze der zweiten Klasse, zwei Rollstuhl-Stellplätze und ein Konferenzabteil mit vier Sitzplätzen auf. Der Wagen beherbergt darüber hinaus das Dienstabteil des Zugchefs, ein Abteil für Restaurant-Mitarbeiter sowie ein barrierefreies WC mit Wickeltisch. Im Wagen ist auch ein für Reisende nicht zugängliches WC für das Personal des benachbarten Speisewagens untergebracht, um die Einhaltung von Hygienevorschriften zu gewährleisten.
Der Einstieg wurde gegenüber den anderen Wagen um zehn Zentimeter verbreitert, um Rollstuhlfahrern den Zugang zu erleichtern. Das nebenstehende Bild vor dem Umbau zeigt den Blick von der Wagenmitte in Richtung der nachstehend beschriebenen Abteile. Vor der Wand links ist die Freifläche der beiden Rollstuhl-Stellplätze zu erkennen.
Das Konferenzabteil im Wagen war mit einem großen Tisch, vier freistehenden Stühlen und (zur Inbetriebnahme) mit einer elektronischen Schreibmaschine, einem Faxgerät, einem Telefon sowie Steckdosen ausgestattet. Es konnte bei einer Reservierung über mindestens drei Plätze genutzt werden, anfangs in Verbindung mit Fahrkarten der ersten, später auch der zweiten Klasse. War es nicht reserviert, lag die Belegung im Ermessen des Zugchefs. Die Nachfrage nach dem Konferenzabteil war 1992 mit 8197 Buchungen hoch, ging aber bereits im Folgejahr auf 4400 Buchungen zurück. Bis zur Umrüstung der Triebzüge waren die einzigen für Reisende nutzbaren Steckdosen im Konferenzabteil zu finden.
Im Dienstabteil ist unter anderem die Zentrale für das Fahrgastinformationssystem untergebracht. Auch Durchsagen erfolgen im Regelfall aus diesem Abteil heraus. Anfangs erfolgten Standardansagen, beispielsweise vor Erreichen des nächsten Haltebahnhofs, rechnergesteuert in drei Sprachen.
Bis zur Modernisierung entsprach die Anordnung der Tische (4×4 Plätze und 2×3 Plätze) exakt der Anordnung in den übrigen Wagen der zweiten Klasse. Ebenfalls getrennt durch Garderoben folgten dabei zur Wagenmitte hin allerdings nur fünf Sitzreihen mit insgesamt 17 Reihensitzen. In seiner ursprünglichen Ausführung nahm der Wagen auch die zweite Telefonzelle des Zuges auf.
Im Zuge der ersten ICE-1-Serie bestellte die Deutsche Bundesbahn 41 Wagen dieser Gattung.

### Speisewagen (Baureihe 804)
Der Speisewagen (Baureihe 804, auch als Bordrestaurant bezeichnet, vormals auch BordRestaurant), nimmt insgesamt 40 Sitzplätze auf. Auf der zur ersten Klasse hingewandten Seite werden Gäste in einem Sitzplatzbereich von 24 Sitzplätzen in 2+1-Bestuhlung an acht Tischen bedient. Zur Wagenmitte schließt sich daran eine Küche (Galley) mit einem 70 Zentimeter breiten Gang für das Küchenpersonal an, die in eine Ausgabetheke für das BordBistro (ehemals auch Bord-Treff) übergeht. In diesem Selbstbedienungsbereich können bis zu 16 Reisende einen Sitz- sowie 10 Reisende einen Stehplatz finden.
Markantes Erkennungsmerkmal des Speisewagens im Zugverband ist das gegenüber den übrigen Reisezugwagen um rund 45 Zentimeter erhöhte Dach. Anfangs zur Betonung des Wagens im Zugverband gedacht, wurden diese Oberlichter später zur Unterbringung zusätzlicher technischer Geräte in der Küche genutzt. Im Gegensatz zu allen anderen Wagen verfügt der Speisewagen nicht über Ein- und Ausstiegstüren für Reisende, jedoch über eine Ladetür im Bereich der Küche, die nur von innen bedient werden kann.

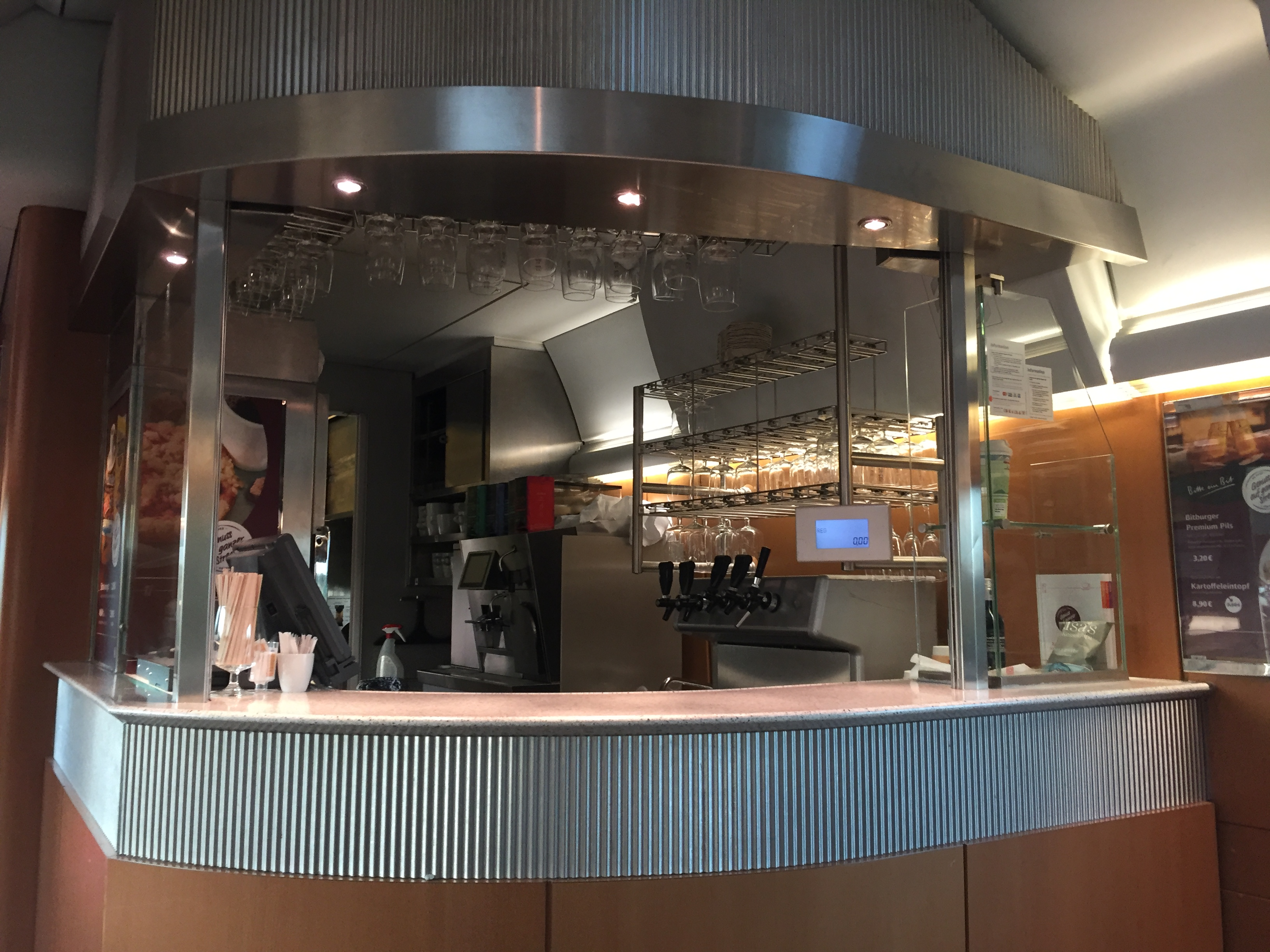
Bistro

Im Zuge des seit 2005 laufenden Modernisierungsprogramms wurde die Galley des Speisewagens umgestaltet und mit Mikrowelle, Container-Stellplätzen sowie einer neuen Kaffeemaschine für verschiedene Heißgetränke ausgerüstet.
Im Zuge der ersten ICE-1-Serie bestellte die Deutsche Bundesbahn 41 Wagen dieser Gattung. Vor Betriebsaufnahme der ICE-1-Züge war erwogen worden, bei Überlastung des Restaurantbereiches die Bedienung auf die Tische des benachbarten Erste-Klasse-Wagens auszudehnen.

## Technik

### Technische Merkmale und Ausstattung des ICE 1-Zuges
Der Antrieb eines ICE 1 erfolgt über die acht angetriebenen Achsen der beiden Triebköpfe. Die Konzentration des Antriebs auf relativ wenige Achsen bedingt dabei eine Begrenzung der maximalen Steigung, in der die Züge sicher verkehren können. Die Grenze liegt bei einem ICE 1 bei etwa 35 ‰. Stärkere Steigungen können nicht sicher bewältigt werden, da bei ungünstigen Adhäsionsverhältnissen die Treibradsätze durchrutschen können, womit der Zug nicht mehr sicher anfahren könnte. Aus diesem Grund (neben weiteren) dürfen die Züge die Schnellfahrstrecke Köln–Rhein/Main, die Steigungen von bis zu 40 ‰ aufweist, nicht befahren.
Bei Ausfall der Antriebsleistung von mehr als einem Triebdrehgestell darf auch der Bahnhof Berlin Hbf tief nicht mehr angefahren werden, da ein Verlassen des Tunnelabschnittes nicht mehr gewährleistet ist.
In diesen Fällen wird der betroffene Zug über Berlin Gesundbrunnen und/oder die Berliner Stadtbahn umgeleitet.
Die Mittelwagen laufen auf stahlgefederten Drehgestellen vom Typ MD 530 mit einem Achsstand von 2500 mm. Der Laufkreisdurchmesser der Räder beträgt im Neuzustand 920 mm, auf das Betriebsgrenzmaß abgenutzt 860 mm. Die Verbindung der Mittelwagen erfolgt auf einer Höhe von 900 mm über Mittelpufferkupplungen, die für die ICE 1 neu entwickelt wurden. Verbunden werden zwei Luftleitungen, zwei Zugsammelschienen, Steuerleitungen sowie zwei Lichtwellenleiter, über welche die elektronischen Systeme der Triebköpfe und Mittelwagen den Großteil der Kommunikation untereinander abwickeln.
Die zentralen elektronischen Steuerungssysteme der Triebköpfe werden, wie oben erwähnt, als DAVID (Diagnose-, Aufrüst- und Vorbereitungsdienst mit integrierter Displaysteuerung) bezeichnet, während die der Mittelwagen sich ZEUS (Zentrale Einrichtung zur Überwachung und Steuerung) nennen.
Zum (Ent-)Kuppeln ist größeres Werkzeug erforderlich. Eine Änderung der Zugkonfiguration kann daher nur in Werkstätten erfolgen. Die Wagenübergänge haben eine lichte Breite von 1100 und eine lichte Höhe von 2050 mm. Sie sind im Gegensatz zum InterCityExperimental nicht formschlüssig ausgeführt worden.

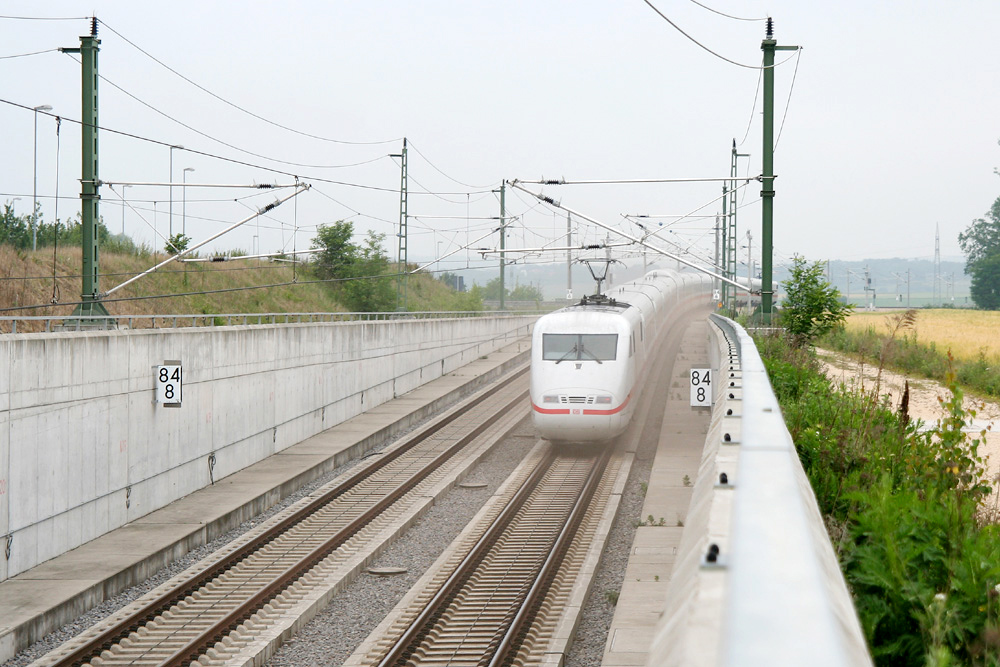
Schnellbremsung eines ICE 1 nördlich des Auditunnels. Rechts des Zuges ist eine Wolke aus Bremsstaub zu erkennen

Der Beschleunigungsweg eines 14-Wagen-Zuges auf 100 km/h wird aus dem Stillstand in der Ebene mit 900 Metern (66 Sekunden) angegeben, der auf 200 km/h mit 6850 Metern (200 Sekunden) und auf 250 km/h mit 18 350 Metern (380 Sekunden).
Als Bremsen stehen in allen Fahrzeugen Scheibenbremsen zur Verfügung, darüber hinaus in den Triebköpfen elektromotorische Bremsen und in den Mittelwagen Magnetschienenbremsen. Als Feststellbremsen dienen Federspeicherbremsen in den Triebköpfen sowie Spindelbremsen in den Mittelwagen. Der Austausch der Magnetschienenbremsen gegen Wirbelstrombremsen ist vorbereitet.
Der Bremsweg bei LZB-geführten Betriebsbremsungen (0,5 m/s²) aus 250 km/h wird mit 4820 Metern angegeben, der einer Schnellbremsung (1,05 m/s²) mit 2300 Metern. In einem Bremsversuch wurden Momentanverzögerungen von rund 1,6 m/s² (bis 80 km/h) gemessen, die bis 250 km/h auf rund 1,1 m/s² abfielen. Aus 245 km/h wurde dabei ein Bremsweg von 2047 m erreicht.
Der für die ICE-1-Züge von Dornier entwickelte Stromabnehmer vom Typ DSA 350 SEK galt zur Einführung der ICE-Züge als (mit rund 100 kg) besonders leicht und resonanzarm. Im Gegensatz zum InterCityExperimental wurde bei den ICE-1-Serienzügen auf eine durchgehende Hochspannungsdachleitung verzichtet. Im Fahrbetrieb sind daher in der Regel die Stromabnehmer beider Triebköpfen angelegt.
Die beiden Telefonzellen des Zuges stellten in den 1990er Jahren über 13 so genannte Funkfeststationen entlang der beiden Neubaustrecken eine Verbindung zum C-Netz der Telekom her. In den 81 Tunneln der ersten beiden Neubaustrecken waren dazu im Abstand von 1500 Metern Verstärker eingebaut worden, die über Leckkabel mit den fahrenden Zügen kommunizierten. Zwischen den Tunneln kamen Richtantennen zum Einsatz. Die Verbindung wurde zugseitig über Antennen auf dem Servicewagen hergestellt. Für Telefonate wurden 70 Pfennig je Gebühreneinheit berechnet. Im Juni 1991 wurde ein Umsatz von 2047 DM je Telefonzelle erzielt und mehr als 9000 ICE-Telefonkarten verkauft.
Mit den beiden Telefonzellen sowie dem Telefon im Konferenzabteil war jeder ICE-1-Zug über drei Hauptanschlüsse an das Telefonnetz der damaligen Bundespost angebunden. Reisende waren darüber hinaus per Eurosignal erreichbar. Jeder Zug verfügte darüber hinaus über einen Anrufbeantworter, der über eine bestimmte Rufnummer erreichbar war. Das Zugpersonal hörte dort aufgesprochene Nachrichten ab und suchte anschließend nach dem betreffenden Reisenden.

### ETCS-Ausrüstung

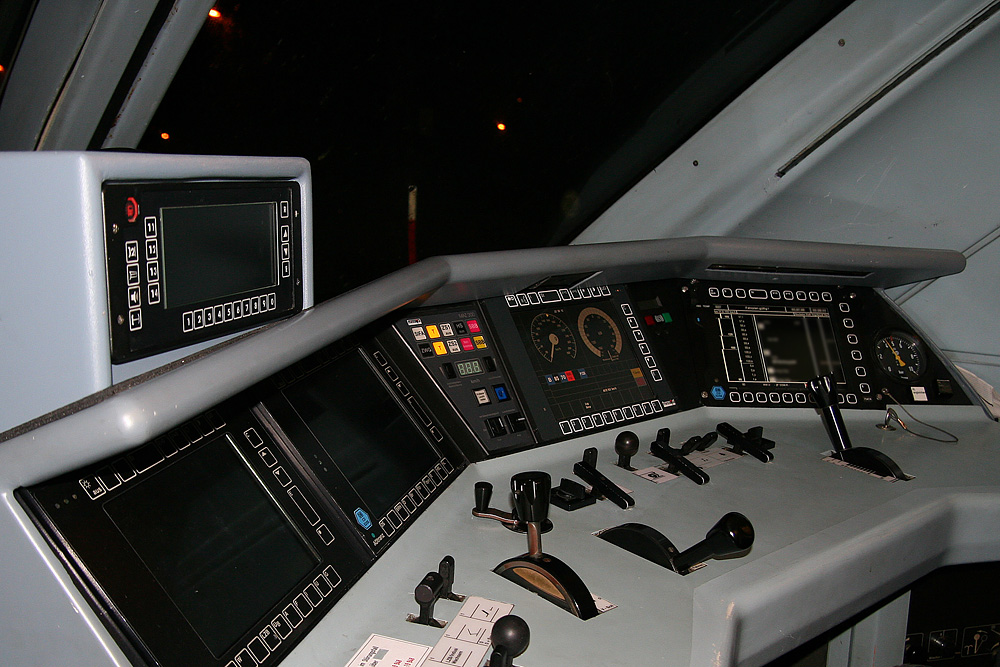
Modifizierter Führerstand eines ICE 1 mit ETCS-Führerstandssignalisierung

Für den Einsatz in die Schweiz wurden im Rahmen eines von 2004 bis 2009 laufenden Projektes erstmals 19 ICE-1-Triebzüge (Triebköpfe 072/572 bis 090/590, Triebzüge 172 bis 190) mit ETCS ausgerüstet. Am 26. Februar 2006 begann die Inbetriebsetzung des ersten Zuges (Triebköpfe 072 und 572 mit drei Mittelwagen). Die Serienumrüstung lief im Frühjahr 2006 an. Die Fahrzeuge erhielten eine ETCS-Ausrüstung von Siemens mit Version SRS 2.2.2+.
Die Kosten von 22 Millionen Euro wurden aus einem Staatskredit für die erste Etappe von Bahn 2000 bezahlt. Die Ausgaben für die Umrüstung ausländischer Triebzüge waren umstritten, da dazu Schweizer Steuergelder verwendet wurden. Die Kosten wurden aber nach der Ankündigung der Deutschen Bahn übernommen, nach der diese ihre ICE-Strecken in den nächsten zehn Jahren nicht für den ETCS-Betrieb anpassen werde und somit kein eigenes Interesse bestünde. Für den Fall einer Nutzung von ETCS auf den eigenen Strecken hätte die Deutsche Bahn die Kosten für die Umrüstung anteilsmäßig zurückzahlen müssen.
Die Führung der Züge mit ETCS-Führerstandssignalisierung wurde erstmals auf der Neubaustrecke Mattstetten–Rothrist angewendet, auf der die ICE 1 seit dem Fahrplanwechsel am 10. Dezember 2006 fahrplanmäßig verkehren. Im Zuge der ETCS-Umrüstung erhielten die Triebzüge unter anderem ein Radar zur exakten Geschwindigkeits- und Positionsmessung, neue LZB-Rechner, Führerstandsdisplays und neue Datenspeichergeräte. Die übrigen 41 ICE-1-Triebzüge sollten, nach den Planungen von 2009, keine ETCS-Ausrüstung mehr erhalten.
Im Rahmen der Inbetriebnahmeplanung der VDE8 mit der Neubaustrecke Ebensfeld–Erfurt entschied sich die Deutsche Bahn Anfang Dezember 2013 dafür, auch die anderen ICE-1-Züge mit ETCS auszurüsten. Man schrieb die Ausrüstung von 80 ICE-1-Triebköpfen aus. Die Züge sollten spätestens im Dezember 2017 umgerüstet sein. Eine Option sah auch die Umrüstung der 19 bereits mit ETCS ausgerüsteten Schweiz-Züge vor, deren ETCS-Ausrüstung bereits veraltet war. Der Auftrag wurde 2014 für 23 Millionen Euro an Alstom vergeben. Enthalten waren unter anderem der grenzüberschreitende Betrieb im Modus Limited Supervision für Fahrten nach Basel und sechs Jahre Wartung.

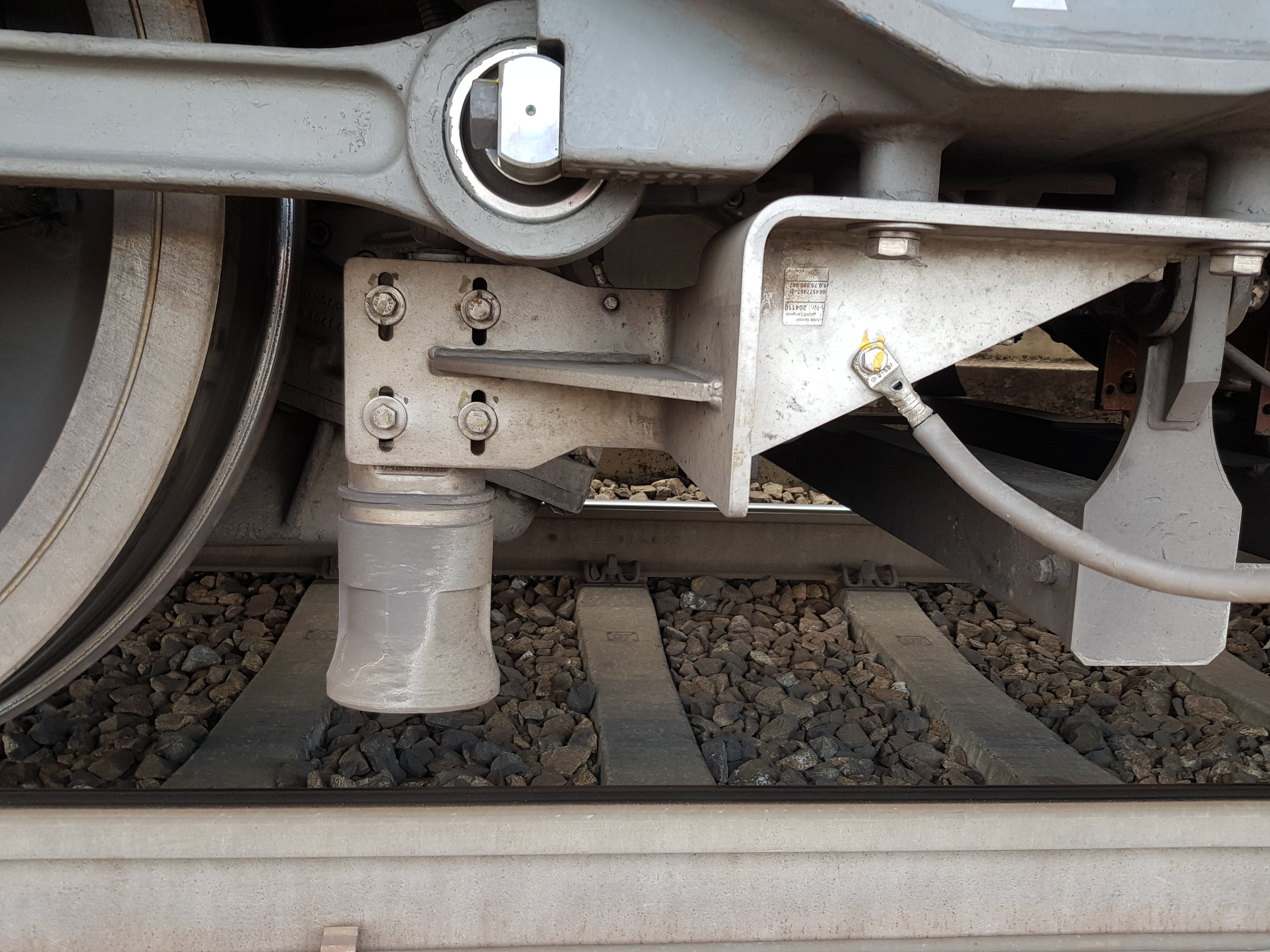
Auf den Schienenkopf gerichteter optischer Sensor für die ETCS-Odometrie am Triebkopf eines ICE 1

Im Frühjahr 2016 war die ETCS-Umrüstung von zwei Triebköpfen (401 051 und 007) in Arbeit. Die Serienumrüstung begann im Februar 2017. Als Ersatz für das Doppler-Radar soll ein neu entwickeltes Sensorsystem zum Einsatz kommen. Kurz vor Eröffnung der neuen Schnellfahrstrecke wurde bekanntgegeben, dass alle 40 Züge fristgerecht mit der neuen ETCS-Ausrüstung ausgestattet worden seien. Der Großteil der Flotte wurde im Referenztestverfahren geprüft. Dabei wurde bei einzelnen Triebzügen ETCS erprobt und daraus auf die Funktionsfähigkeit der übrigen Flotte geschlossen. Nach Eröffnung der Neubaustrecke zwischen Ebensfeld und Erfurt kam es zu zahlreichen ETCS-Störungen bei den Zügen. Ein Fehler in der Software, der zu Zwangsbremsungen (Trips) beim ETCS-Ausstieg führte, wurde bis Anfang 2024 auf einem Großteil der Flotte durch ein Update behoben.
Nach anderen Angaben waren im Dezember 2017 33 der 40 umzurüstenden Triebzüge ausgerüstet (nach SRS 3.4.0). Die 19 schweiztauglichen Triebzüge behielten zunächst ihre ETCS-Ausrüstung nach SRS 2.2.2+, waren jedoch nicht für den Betrieb auf dem Streckenabschnitt zwischen Unterleiterbach und Erfurt zugelassen. Die Triebfahrzeuge zählen damit zu den weltweit ersten nach ETCS Baseline 3 ausgerüsteten Fahrzeugen.
Im Februar gab Alstom bekannt, die übrigen 19 ICE 1 für insgesamt über 10 Millionen Euro ebenfalls mit ETCS nach Baseline 3 auszurüsten. Sie wurde Mitte September 2021 abgeschlossen.

## Unfälle

### Eschede

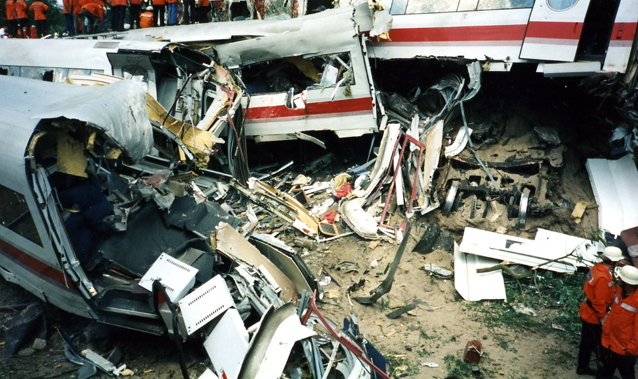
Unglücksstelle in Eschede

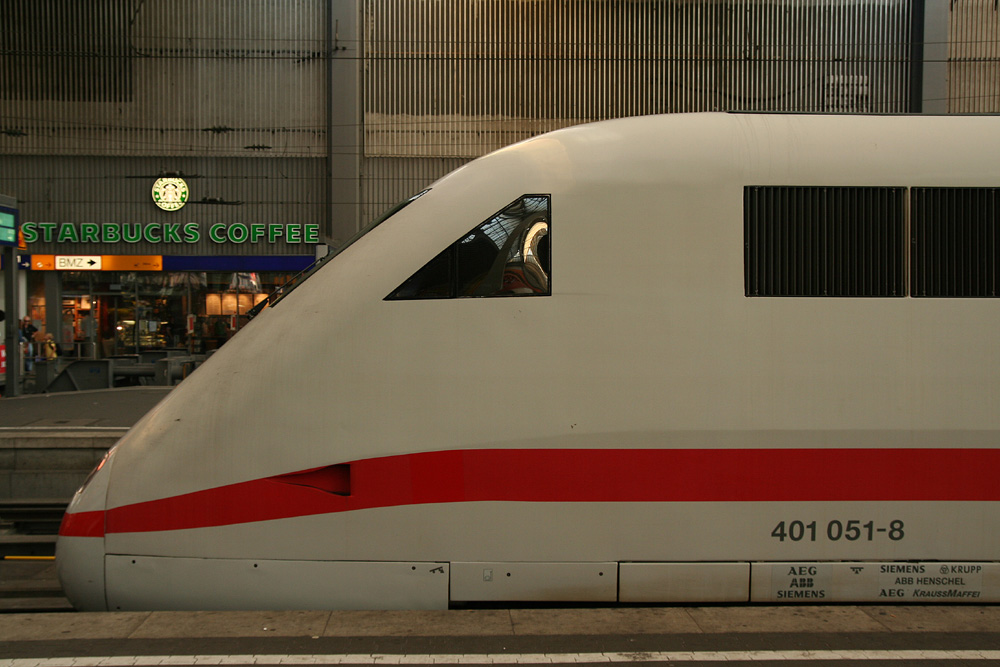
Der vordere Triebkopf des Unglückszuges von Eschede (401 051) wurde kaum beschädigt und wird weiterhin eingesetzt. Hier: Im Hauptbahnhof München (August 2007)

Am Vormittag des 3. Juni 1998 entgleiste der ICE-1-Triebzug 151 auf der Bahnstrecke Hannover–Hamburg bei Eschede, etwa 60 Kilometer nördlich von Hannover. Der Triebzug war als ICE 884 „Wilhelm Conrad Röntgen“ auf dem Weg von München nach Hamburg, als der erste Wagen infolge eines gebrochenen Radreifens eine Weiche aufdrückte. Die nachfolgenden Wagen entgleisten in der Weiche, kollidierten dabei mit den Pfeilern einer Straßenbrücke und brachten diese zum Einsturz, die wiederum mehrere Wagen unter sich begrub. Der weitere Zug wurde im Zick-Zack zusammengedrückt.
101 Menschen verloren ihr Leben, 88 weitere wurden schwer verletzt. Es war das bislang schwerste Unglück eines Hochgeschwindigkeitszuges weltweit und eines der schwersten Eisenbahnunglücke in der deutschen Geschichte.
Der Triebzug 151 wurde bei dem Unglück weitgehend zerstört. Lediglich der damals nahezu unbeschädigte Triebkopf 401 051 sowie einzelne, unbeschädigte Wagen sind in andere Triebzüge eingereiht. Der hintere Triebkopf wurde für den Wiederaufbau des Triebkopfes 401 573 verwendet.

### Kollision in Thun

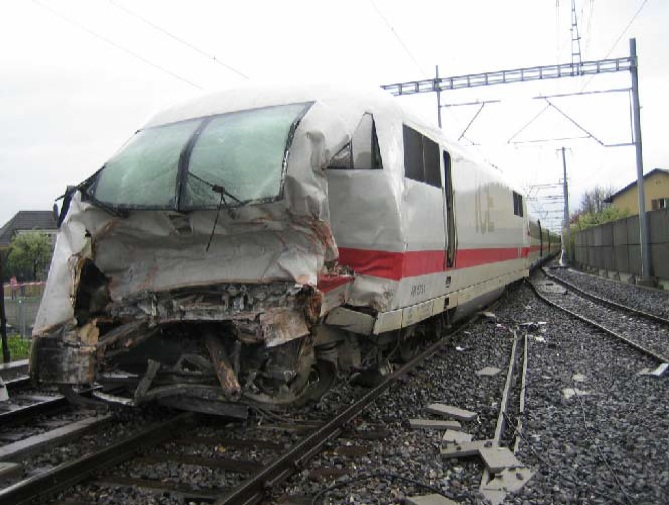
Der vordere Triebkopf von Triebzug 173

Am 28. April 2006 kollidierte der ICE-1-Triebzug 173 um 6.31 Uhr auf der Strecke Thun–Spiez vor dem Bahnhof Thun mit zwei Lokomotiven der BLS AG. Die beiden Fahrzeuge der Baureihe Re 465 waren als Rangierfahrt unterwegs und sollten einen Güterzug bespannen. Die Untersuchung des Unfalls ergab, dass der Triebfahrzeugführer der Rangierabteilung ein Rangiersignal (Zwergsignal) zu spät (circa 30 Meter vor dem Halt zeigenden Signal) erkannt hatte. Trotz unmittelbar eingeleiteter Schnellbremsung (aus 29 km/h) rutschten die Loks in den Lichtraum der ICE-Fahrstraße durch, stießen mit dem durchfahrenden ICE zusammen und wurden etwa 63 Meter zurückkatapultiert. Der Unfall ist außerdem darauf zurückzuführen, dass der zuständige Fahrdienstleiter eine Dienstvorschrift missachtet hatte und so nur das letzte von drei Zwergsignalen „Halt“ zeigte, während das erste „Fahrt“ und das mittlere „Fahrt mit Vorsicht“ signalisierten. Normalerweise müssen jedoch die letzten beiden Zwergsignale auf „Halt“ stehen.
Vor der Kollision konnte der Triebfahrzeugführer des ICE ebenfalls noch eine Schnellbremsung aus 74 km/h einleiten. Die Geschwindigkeit des ICE bei Kollision mit den 9 km/h langsamen und 168 t schweren Lokomotiven lag bei 56 km/h.
30 Reisende des ICE wurden leicht verletzt. Dessen Lokführer konnte sich noch in den Türbereich zwischen Führerstand und Maschinenraum retten und wurde nur leicht verletzt. Auch der Lokführer der beiden BLS-Lokomotiven konnte sich durch einen Sprung vom Führerstand in Sicherheit bringen. Es entstand erheblicher Sachschaden an Rollmaterial und Gleisanlagen. Drei Achsen des ICE-Triebkopfs 401573 sowie das jeweils hintere Drehgestell der Wagen drei bis acht entgleisten, ebenso ein Radsatz der Richtung Spiez stehenden Lok. Die Wagen des ICE wurden ineinandergeschoben. An diesem entstand ein Sachschaden von etwa zehn Millionen Euro, an den Lokomotiven von circa 2 600 000 Franken (Fahrzeug Re 465 017) bzw. 840 000 Franken (465 014). Der Schaden an den Gleisanlagen der BLS Lötschbergbahn lag bei 720 000 Franken, der an denen der SBB bei 61 000 Franken.
Die Strecke wurde bis zum 2. Mai geräumt, bis Mitte Juni waren mit Ausnahme des schwer beschädigten vorderen Triebkopfs alle Fahrzeuge des ICE wieder in Deutschland. Für die beiden schwer beschädigten Erste-Klasse-Wagen war dabei ein Straßentransport notwendig. Die Deutsche Bahn entschied nach der Begutachtung der Fahrzeuge, diese vollständig wiederaufzubauen. Während die Einstiegsbereiche der schwer beschädigten (gestauchten) Erste-Klasse-Wagen wiederhergestellt wurden, verkehrte der Triebzug mit den Erste-Klasse-Wagen des Triebzuges 111 sowie einem fremden Triebkopf. Der beim Unfall führende Triebkopf 401 573 wurde 2011 im Werk Nürnberg unter Rückgriff auf Komponenten der Triebköpfe 401 020 (brandbedingt ausgemustert) und 551 (Eschede) wieder aufgebaut und mit der Nummer 401 573II erneut in Dienst gestellt. Damit befindet sich der verunglückte Triebzug 173 wieder vollständig im Einsatz, ebenso die beiden Schweizer Lokomotiven.

### Unfall im Landrückentunnel

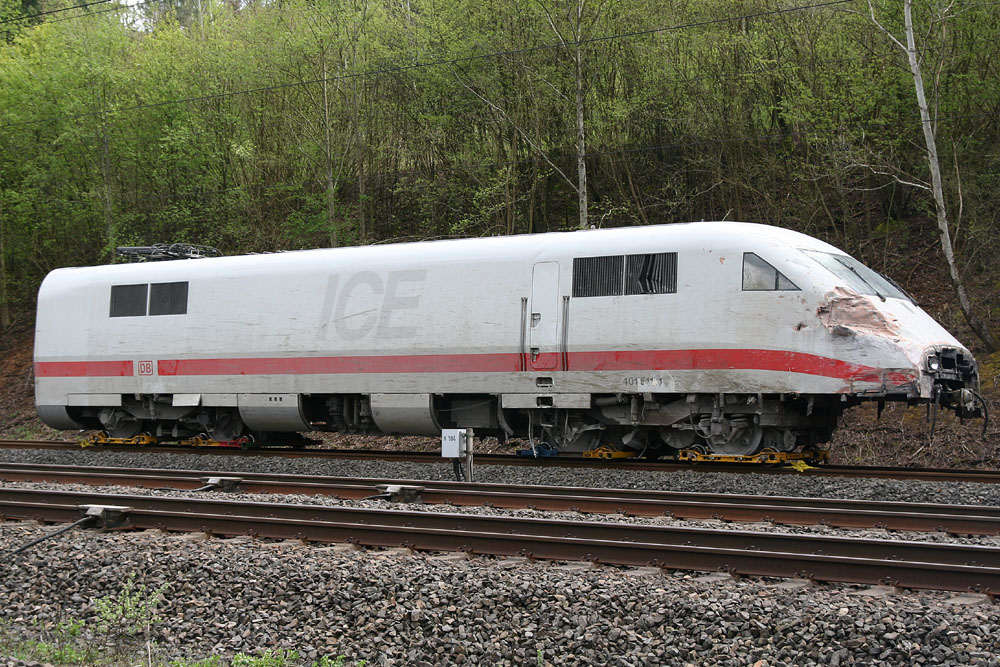
Der bei dem Unfall im Landrückentunnel führende Triebkopf 401 511 nach seiner Bergung im Betriebsbahnhof Mottgers

Am 26. April 2008 entgleiste der ICE-1-Triebzug 111 mit den Triebköpfen 401 511 (führend) und 401 011 (nachlaufend), als ICE 885 im Landrückentunnel (Schnellfahrstrecke Hannover–Würzburg), nachdem er in eine Herde von über 20 Schafen gefahren war. Zehn Wagen und beide Triebköpfe des 14-teiligen Zuges entgleisten. Von 148 Insassen wurden 39 Menschen verletzt. Am Zug entstand ein Sachschaden von 5,2 Millionen Euro. Der Zug wurde vorübergehend aufgelöst und die Erste-Klasse-Wagen im ebenfalls beschädigten Triebzug 173 eingesetzt. 2013 kehrte Triebzug 111 wieder in den regulären Betrieb zurück.

## Einzelübersicht der Triebzüge
Zwischen 2002 und 2011 wurden ICE-Züge der Baureihe 401 mit Namen von Städten versehen, welche eine Patenschaft übernahmen. Im Folgenden eine Auflistung der Zuordnung von Triebzugnummer ((1)xx – außen, oberhalb der Drehgestelle angeschrieben) und Städtenamen.
| Triebzugnummer Name                                                                        | zugeordnete Triebköpfe | Aktuelle Konfiguration | Abnahme erstes Redesign zweites Redesign Ausmusterung | Auslandszulassungen ETCS                                                                    | Umbauten oder Umrüstungen                                                                                                 | Bemerkung0 Unfälle |
| ------------------------------------------------------------------------------------------ | ---------------------- | --- | ----------------------------------------------------- | ------------------------------------------------------------------------------------------- | --- | --- |
| Tz 101 Gießen (seit 13.07.2004)                                                            | 401 001 401 501        | Kurzzug (9 Mittelwagen, seit Juni 2023) Langzug (12 Mittelwagen, von 2006 bis 2023)                                                  | 31.05.1991 26.05.2006                                 | ETCS Baseline 3.4.0 (seit 2017)                                                             | Ausstattung mit WLAN-HotSpots (railnet) IGBT-Stromrichter (seit 2015)                                                     | Der Triebzug war von Dezember 2017 bis April 2018 aufgelöst, die Mittelwagen waren nach dem Entgleisungsschaden des Triebzuges 187 in Basel als Ersatz in diesen eingereiht. |
| Tz 102 Flensburg (von 25.08.2003 bis 08.02.2008) Jever (seit 29.04.2017)                   | 401 002 401 502        | LDV-Kurzzug (9 Mittelwagen) Langzug (12 Mittelwagen, von 2008 bis 2021)                                                              | 03.01.1991 08.02.2008 05.03.2021                      | ETCS Baseline 3.4.0 (seit 2017)                                                             | Ausstattung mit WLAN-HotSpots (railnet) IGBT-Stromrichter (seit 2015)                                                     | |
| Tz 103 Neu-Isenburg (seit 26.05.2011)                                                      | 401 003 401 503        | Kurzzug (9 Mittelwagen, seit Februar 2024) Langzug (12 Mittelwagen, von 2006 bis 2024)                                               | 11.03.1991 05.05.2006                                 | ETCS Baseline 3.4.0 (seit 2017)                                                             | Ausstattung mit WLAN-HotSpots (railnet) IGBT-Stromrichter (seit 2015)                                                     | |
| Tz 104 Mühldorf a. Inn (von 20.02.2004 bis 20.03.2015) Fulda (seit 21.03.2015)             | 401 004 401 504        | LDV-Kurzzug (9 Mittelwagen) Langzug (12 Mittelwagen, von 2006 bis 2023)                                                              | 14.03.1991 18.08.2006 01.04.2022                      | ETCS Baseline 3.4.0 (seit 2017)                                                             | Ausstattung mit WLAN-HotSpots (railnet) IGBT-Stromrichter (seit 2015)                                                     | Am 12.03.2004 kollidierte dieser Triebzug auf der Fahrt als ICE 692 München–Frankfurt–Berlin bei Vallstedt (Salzgitter-Engelnstedt) mit einer Geschwindigkeit von 130 km/h mit einem Auto. Der Autofahrer wurde dabei getötet, am Triebkopf 401 004 entstand erheblicher Sachschaden, sodass der gesamte Triebzug ins Werk Hamburg geschleppt werden musste. Triebkopf 401 004 und der angrenzende Mittelwagen trugen im Mai und Juni 2004 eine Sonderbeklebung Pokalexpress für DFB-Pokal. |
| Tz 105 Offenbach am Main (seit 26.08.2003)                                                 | 401 005 401 505        | LDV-Kurzzug (9 Mittelwagen) Kurzzug (9 Mittelwagen, von Dezember 2022 bis November 2023) Langzug (12 Mittelwagen, von 2007 bis 2022) | 01.06.1991 13.07.2007 22.12.2023                      | ETCS Baseline 3.4.0 (seit 2017)                                                             | Ausstattung mit WLAN-HotSpots (railnet) IGBT-Stromrichter (seit 2015)                                                     | |
| Tz 106 Itzehoe (seit 05.01.2006)                                                           | 401 006 401 506        | Langzug (12 Mittelwagen) | 21.03.1991 05.01.2006                                 | ETCS Baseline 3.4.0 (seit 2017)                                                             | Ausstattung mit WLAN-HotSpots (railnet) IGBT-Stromrichter (seit 2015, nur 401 506)                                        | Nach einem Stromrichterbrand im Frühjahr 1997 wurde 401 006 auf GTO umgebaut. Als Ersatz wurde Triebkopf 401 513 bis ins Jahr 1998 eingesetzt. |
| Tz 107 Plattling (seit 10.02.2006)                                                         | 401 007 401 507        | Langzug (12 Mittelwagen) | 02.06.1991 10.02.2006                                 | ETCS Baseline 3.4.0 (seit 2017)                                                             | Ausstattung mit WLAN-HotSpots (railnet) IGBT-Stromrichter (seit 2015)                                                     | |
| Tz 108 Lichtenfels (seit 27.07.2004)                                                       | 401 008 401 508        | LDV-Kurzzug (9 Mittelwagen) Langzug (12 Mittelwagen, von 2007 bis 2023)                                                              | 13.01.1991 16.03.2007 24.03.2023                      | ETCS Baseline 3.4.0 (seit 2017)                                                             | Ausstattung mit WLAN-HotSpots (railnet) IGBT-Stromrichter (seit 2015)                                                     | |
| Tz 109 Aschaffenburg (von 21.04.2004 bis 23.02.2015) Lüneburg (seit 17.12.2024)            | 401 009 401 509        | LDV-Kurzzug (9 Mittelwagen) Langzug (12 Mittelwagen, von 2005 bis 2024)                                                              | 25.04.1991 16.12.2005 17.12.2024                      | ETCS Baseline 3.4.0 (seit 2024)                                                             | Ausstattung mit WLAN-HotSpots (railnet) IGBT-Stromrichter (seit 2024)                                                     | Teile des Triebzuges 109 wurden 2013 zum Messzug 1002 umgebaut. Dieser dient zur Messung von Radscheibenverdrehungen. Von 2013 bis 2024 war der Triebzug 109 aufgelöst, die Mittelwagen wurden anderen Triebzügen zugeteilt und die Triebköpfe dienten als Reserve. Der Triebzug wurde im Zuge des LDV-Programm im Dezember 2024 neu gebildet. |
| Tz 110 Gelsenkirchen (seit 07.09.2004)                                                     | 401 010 401 510        | Kurzzug (9 Mittelwagen, seit Mai 2024) Langzug (12 Mittelwagen, von 2006 bis 2024)                                                   | 22.02.1991 17.03.2006                                 | ETCS Baseline 3.4.0 (seit 2017)                                                             | Ausstattung mit WLAN-HotSpots (railnet) IGBT-Stromrichter (seit 2015)                                                     | |
| Tz 111 Nürnberg (von 20.02.2004 bis 02.07.2016, ab 02.08.2024)                             | 401 011 401 511        | LDV-Kurzzug (9 Mittelwagen) Langzug (12 Mittelwagen, von 2005 bis 2024)                                                              | 14.03.1991 25.07.2005 02.08.2024                      | ETCS Baseline 3.4.0 (seit 2017)                                                             | Ausstattung mit WLAN-HotSpots (railnet) IGBT-Stromrichter (seit 2010)                                                     | erster Redesign-Zug Am 26. April 2008 entgleiste der ICE-1-Triebzug 111 mit den Triebköpfen 401 511 (führend) und 401 011 (nachlaufend) als ICE 885 im Landrückentunnel (Schnellfahrstrecke Hannover–Würzburg), nachdem er in eine Herde von über 20 Schafen gefahren war. Zehn Wagen und beide Triebköpfe des 14-teiligen Zuges entgleisten. Der Triebzug ist im Laufe des Jahres 2013 in den regulären Betrieb zurückgekehrt, nachdem die Mittelwagen fünf Jahre lang als Reservewagen für Schadwagen anderer Triebzüge genutzt worden sind. Die Triebköpfe 401 011/401 511 sind mit neuen IGBT-Stromrichtern als Erprobungsträger ausgestattet. |
| Tz 112 Memmingen (seit 20.02.2004)                                                         | 401 012 401 512        | LDV-Kurzzug (9 Mittelwagen) Langzug (12 Mittelwagen, von 2006 bis 2024)                                                              | 07.02.1991 24.02.2006 30.04.2024                      | ETCS Baseline 3.4.0 (seit 2017)                                                             | Ausstattung mit WLAN-HotSpots (railnet) IGBT-Stromrichter (seit 2015)                                                     | Beide Triebköpfe trugen im Jahre 2018 eine Werbebeklebung für DB&Duplo „Die wahrscheinlich schnellste Praline auf deutscher Schiene!“. |
| Tz 113 Frankenthal/Pfalz (seit 19.05.2005)                                                 | 401 051 401 513        | Kurzzug (9 Mittelwagen) Langzug (12 Mittelwagen, von 2005 bis 2024)                                                                  | 02.04.1991 18.11.2005                                 | ETCS Baseline 3.4.0 (seit 2017)                                                             | Ausstattung mit WLAN-HotSpots (railnet) IGBT-Stromrichter (seit 2015)                                                     | Zur Erprobung des Konzepts des verteilten Antriebs verkehrte Ende der 1990er Jahre der ICE-1-Triebzug 113 mit Triebköpfen der Bauart ICE 2 und einem neuen, angetriebenen Mittelwagen als ICE D. Am 17. November 2023 wurden der führende Triebkopf und 4 nachfolgende Mittelwagen im Bahnhof Reichertshausen bei einer Flankenfahrt mit einer Regionalbahn beschädigt. Der ICE war auf dem Weg als ICE 703 von Berlin nach München. Kehrte im Oktober 2024 als Kurzzug in den Einsatz zurück. Jedoch mit Mittelwagen aus Tz 153 und dem Reserve-Triebkopf 401 051. |
| Tz 114 Friedrichshafen (seit 14.06.2005)                                                   | 401 014 401 514        | LDV-Kurzzug (9 Mittelwagen) Langzug (12 Mittelwagen, von 2005 bis 2025)                                                              | 31.05.1991 28.09.2005 04.02.2025                      | ETCS Baseline 3.4.0 (seit 2017)                                                             | Ausstattung mit WLAN-HotSpots (railnet) IGBT-Stromrichter (seit 2015)                                                     | Am 14. September 2011 verunglückte dieser ICE-Triebzug als ICE 597 auf dem Weg von Ulm nach München auf dem Bahnübergang Waldstraße in Nersingen bei einer Kollision mit einem Pkw. Als Unfallursache wurde festgestellt, dass eine 77-jährige Autofahrerin das Rotlicht am Bahnübergang aufgrund einer Blendung durch die tiefstehende Sonne missachtet hatte und zwischen den sich schließenden Vollschranken eingesperrt wurde. Der Fahrdienstleiter des Bf. Nersingen seinerseits bemerkte dies trotz Kameraüberwachung nicht und gab den Fahrweg für den Zug frei. Bei der folgenden Kollision in einem leichten Rechtsbogen wurde der Pkw bei einer Geschwindigkeit von 160 km/h erfasst und zerrissen. Da die Autofahrerin sich in Sicherheit bringen konnte, gab es – auch im Zug – keinerlei Personenschäden. Am Triebkopf 401 514 entstand ein Schaden von etwa 1,5 Millionen EUR, er wurde repariert. Die gegen den Fahrdienstleiter wie auch die Autofahrerin eingeleiteten Ermittlungen wurden gegen Zahlung von Geldbußen in Höhe von 4000,- EUR bzw. 2000,- EUR eingestellt.                             |
| Tz 115 Regensburg (seit 20.02.2004)                                                        | 401 015 401 515        | LDV-Kurzzug (9 Mittelwagen) Langzug (12 Mittelwagen, von 2006 bis 2023)                                                              | 01.05.1991 01.12.2006 01.09.2023                      | ETCS Baseline 3.4.0 (seit 2017)                                                             | Ausstattung mit WLAN-HotSpots (railnet) IGBT-Stromrichter (seit 2015)                                                     | |
| Tz 116 Pforzheim (seit 01.07.2004)                                                         | 401 016 401 516        | Kurzzug (9 Mittelwagen, seit Juni 2023) Langzug (12 Mittelwagen, von 2005 bis 2023)                                                  | 01.05.1991 02.12.2005                                 | ETCS Baseline 3.4.0 (seit 2017)                                                             | Ausstattung mit WLAN-HotSpots (railnet) IGBT-Stromrichter (seit 2015)                                                     | |
| Tz 117 Hof (seit 06.10.2005)                                                               | 401 017 401 517        | Kurzzug (9 Mittelwagen, seit Juli 2022) Langzug (12 Mittelwagen, von 2006 bis 2022)                                                  | 01.05.1991 18.08.2006                                 | ETCS Baseline 3.4.0 (seit 2017)                                                             | Ausstattung mit WLAN-HotSpots (railnet) IGBT-Stromrichter (seit 2015)                                                     | |
| Tz 118                                                                                     | 401 018 401 518        | LDV-Kurzzug (9 Mittelwagen) Langzug (12 Mittelwagen, von 2007 bis 2023)                                                              | 07.02.1991 25.05.2007 13.07.2023                      | ETCS Baseline 3.4.0 (seit 2017)                                                             | Ausstattung mit WLAN-HotSpots (railnet) IGBT-Stromrichter (seit 2015)                                                     | |
| Tz 119 Osnabrück (seit 19.06.2003)                                                         | 401 019 401 519        | LDV-Kurzzug (9 Mittelwagen) Langzug (12 Mittelwagen, von 2007 bis 2024)                                                              | 22.02.1991 30.11.2007 24.05.2024                      | ETCS Baseline 3.4.0 (seit 2017)                                                             | Ausstattung mit WLAN-HotSpots (railnet) IGBT-Stromrichter (seit 2015)                                                     | |
| Tz 120 Lüneburg (seit 13.08.2003)                                                          | 401 051 401 520        | ausgemustert | 17.01.1991 08.09.2005                                 | ETCS Baseline 3.4.0 (seit 2017)                                                             | Ausstattung mit WLAN-HotSpots (railnet) IGBT-Stromrichter (seit 2015)                                                     | In der Nacht vom 22. zum 23. November 2001 brannte im Hauptbahnhof Offenbach der Triebkopf 401 020 aus und musste ausgemustert werden. Der angrenzende Mittelwagen 802 806 wurde beschädigt. Der Triebkopf diente fortan als Ersatzteilspender, Überreste standen im Frühjahr 2016 noch immer im AW Nürnberg auf einem Werksnebengleis abgestellt. Der restliche Teil vom Triebzug 120 wurde mit einem Reserve-Triebkopf bis ins Jahr 2024 eingesetzt. Nach dem Durchlaufen des LDV-Programms, wurde anstelle des Tz 120 der Tz 109 neu gebildet, da von diesem noch beide Triebköpfe erhalten sind. |
| Tz 151                                                                                     | 401 051 401 551        | ausgemustert | 01.05.1991 zum 30. Juni 1998 ausgemustert             | –ohne–                                                                                      | | Am Vormittag des 3. Juni 1998 entgleiste der ICE-1-Triebzug 151 auf der Bahnstrecke Hannover–Hamburg bei Eschede, etwa 60 Kilometer nördlich von Hannover. Der Triebzug war als ICE 884 „Wilhelm Conrad Röntgen“ auf dem Weg von München nach Hamburg, als der erste Wagen infolge eines gebrochenen Radreifens eine Weiche aufdrückte. Der Triebzug 151 wurde bei dem Unglück weitgehend zerstört. Lediglich der damals nahezu unbeschädigte Triebkopf 401 051 ist weiterhin im Einsatz. Der hintere Triebkopf wurde für den Wiederaufbau des Triebkopfes 401 573 verwendet. |
| Tz 152 Hanau (seit 05.07.2004)                                                             | 401 052 401 552        | LDV-Kurzzug (9 Wagen) Kurzzug (9 Mittelwagen, von Dezember 2021 bis Juli 2022) Langzug (12 Mittelwagen, von 2006 bis 2022)           | 01.06.1991 21.09.2006 21.09.2022                      | ETCS Baseline 3.4.0 (seit 2017)                                                             | Ausstattung mit WLAN-HotSpots (railnet) IGBT-Stromrichter (seit 2023)                                                     | |
| Tz 153 Neumünster (seit 20.08.2003)                                                        | 401 053 401 553        | LDV-Kurzzug (9 Mittelwagen) Kurzzug (9 Mittelwagen, von Mai 2022 bis März 2025) Langzug (12 Mittelwagen, von 2006 bis 2022)          | 10.07.1991 13.10.2006 12.03.2025                      | ETCS Baseline 3.4.0 (seit 2017)                                                             | Ausstattung mit WLAN-HotSpots (railnet) IGBT-Stromrichter (seit 2023)                                                     | Im April 2006 prallte der Triebkopf 401 553 auf der Riedbahn bei Riedstadt bei einer Geschwindigkeit von etwa 160 km/h mit einem Pkw zusammen. Der Triebkopf entgleiste und kam nach etwa 800 m zum Stehen. Ein Betrunkener war mit dem Auto auf dem stillgelegten und geschlossenen Bahnübergang liegengeblieben. Im Zug wurde niemand verletzt. Der Fahrer des PKW hatte das Fahrzeug kurz vor dem Zusammenstoß verlassen, war anschließend geflüchtet, konnte jedoch später gefasst werden. |
| Tz 154 Flensburg (seit 26.09.2008)                                                         | 401 054 401 554        | LDV-Kurzzug (9 Mittelwagen) Langzug (12 Mittelwagen, von 2008 bis 2021)                                                              | 18.04.1991 26.09.2008 17.12.2021                      | ETCS Baseline 3.4.0 (seit 2017)                                                             | Ausstattung mit WLAN-HotSpots (railnet) IGBT-Stromrichter (seit 2023)                                                     | Am 04.11.2013 rutschte der ICE im Stuttgarter Hbf auf den Prellbock auf. |
| Tz 155 Rosenheim (seit 28.04.2003)                                                         | 401 055g 401 555g      | LDV-Kurzzug (9 Mittelwagen) Langzug (12 Mittelwagen, von 2007 bis 2020)                                                              | 02.06.1991 19.02.2007 30.04.2020                      | ETCS Baseline 3.4.0 (seit 2017)                                                             | Ausstattung mit WLAN-HotSpots (railnet) IGBT-Stromrichter (seit 2015, nur 401 555) IGBT-Stromrichter (seit 2023, 401 055) | |
| Tz 156 Heppenheim/Bergstraße (seit 22.08.2008)                                             | 401 056 401 556        | LDV-Kurzzug (9 Mittelwagen) Langzug (12 Mittelwagen, von 2008 bis 2021)                                                              | 07.05.1991 22.08.2008 27.08.2021                      | ETCS Baseline 3.4.0 (seit 2017)                                                             | Ausstattung mit WLAN-HotSpots (railnet) IGBT-Stromrichter (seit 2023)                                                     | |
| Tz 157 Landshut (seit 07.07.2007)                                                          | 401 057 401 557        | LDV-Kurzzug (9 Mittelwagen) Kurzzug (9 Mittelwagen, von Juni 2021 bis April 2022) Langzug (12 Mittelwagen, von 2008 bis 2021)        | 02.06.1991 05.12.2008 13.05.2022                      | ETCS Baseline 3.4.0 (seit 2017)                                                             | Ausstattung mit WLAN-HotSpots (railnet) IGBT-Stromrichter (seit 2023)                                                     | |
| Tz 158 Gütersloh (seit 14.07.2004)                                                         | 401 058 401 558        | Kurzzug (9 Mittelwagen, seit Juni 2022) Langzug (12 Mittelwagen, von 2006 bis 2022)                                                  | 02.06.1991 20.01.2006                                 | ETCS Baseline 3.4.0 (seit 2017)                                                             | Ausstattung mit WLAN-HotSpots (railnet) IGBT-Stromrichter (seit 2023)                                                     | |
| Tz 159 Bad Oldesloe (seit 03.03.2004)                                                      | 401 059 401 559        | LDV-Kurzzug (9 Mittelwagen) Kurzzug (9 Mittelwagen, von September 2021 bis Februar 2023) Langzug (12 Mittelwagen, von 2006 bis 2023) | 02.06.1991 27.10.2006 03.02.2023                      | ETCS Baseline 3.4.0 (seit 2017)                                                             | Ausstattung mit WLAN-HotSpots (railnet) IGBT-Stromrichter (seit 2023)                                                     | Am 5. Juni 2004 entgleiste der Triebkopf 401 059 im Hauptbahnhof München bei einer Rangierfahrt auf einer Weiche. |
| Tz 160 Mülheim an der Ruhr (seit 28.10.2008)                                               | 401 060 401 560        | LDV-Kurzzug (9 Mittelwagen) Langzug (12 Mittelwagen, von 2007 bis 2024)                                                              | 01.05.1991 21.09.2007 23.08.2024                      | ETCS Baseline 3.4.0 (seit 2017)                                                             | Ausstattung mit WLAN-HotSpots (railnet) IGBT-Stromrichter (seit 2018)                                                     | Die Triebköpfe 401 060 und 560 sind seit Ende 2018 mit neuen IGBT-Stromrichtern als Erprobungsträger ausgestattet und waren an DB Systemtechnik für Erprobungsfahrten vermietet. Der Triebzug verkehrte deshalb zwischen 2018 und 2020 mit anderen Triebköpfen aus dem Reservebestand. |
| Tz 161 Bebra (seit 19.07.2003)                                                             | 401 061 401 561        | LDV-Kurzzug (9 Mittelwagen) Langzug (12 Mittelwagen, von 2008 bis 2024)                                                              | 01.06.1991 23.01.2008 21.06.2024                      | ETCS Baseline 3.4.0 (seit 2017)                                                             | Ausstattung mit WLAN-HotSpots (railnet) IGBT-Stromrichter (seit 2015, nur 401 061) IGBT-Stromrichter (seit 2023, 401 561) | Am 6. September 2015 verkehrte ein Sonderzug ICE 2938 mit Flüchtlingen von München nach Eisenhüttenstadt. Dieser war aus dem Triebzug 161 „Bebra“ gebildet. Es war zudem die erste Fahrt eines ICE1 nach Eisenhüttenstadt überhaupt. |
| Tz 162 Geisenheim/Rheingau (seit 10.11.2005)                                               | 401 062 401 562        | LDV-Kurzzug (9 Mittelwagen) Langzug (12 Mittelwagen, von 2006 bis 2023)                                                              | 10.07.1991 08.09.2006 11.10.2023                      | Österreich (1998 bis 2008) ETCS Baseline 3.4.0 (seit 2017)                                  | Ausstattung mit WLAN-HotSpots (railnet) IGBT-Stromrichter (seit 2023)                                                     | |
| Tz 163                                                                                     | 401 063 401 563        | LDV-Kurzzug (9 Mittelwagen) Langzug (12 Mittelwagen, von 2007 bis 2025)                                                              | 01.06.1991 26.10.2007 12.06.2025                      | Österreich (1998 bis 2008) ETCS Baseline 3.4.0 (seit 2017)                                  | Ausstattung mit WLAN-HotSpots (railnet) IGBT-Stromrichter (seit 2023)                                                     | |
| Tz 164                                                                                     | 401 064 401 564        | Kurzzug (9 Mittelwagen, seit August 2022) Langzug (12 Mittelwagen, von 2006 bis 2022)                                                | 10.10.1991 30.06.2006                                 | Österreich (1998 bis 2008) ETCS Baseline 3.4.0 (seit 2017)                                  | Ausstattung mit WLAN-HotSpots (railnet) IGBT-Stromrichter (seit 2023)                                                     | Am 4. Februar 2018 gab es im Triebkopf 401 064 eine Rauchentwicklung und 600 Personen mussten im Bahnhof Adelschlag aus dem ICE 582 evakuiert werden. Als Ersatz für die Stammtriebköpfe 064 und 564 waren von Februar 2018 bis Mai 2018 die beiden ICE 2-Reservetriebköpfe in den Triebzug eingereiht. |
| Tz 165                                                                                     | 401 065 401 565        | Kurzzug (9 Mittelwagen, seit Mai 2024) Langzug (12 Mittelwagen, von 2006 bis 2024)                                                   | 20.09.1991 31.03.2006                                 | Österreich (1998 bis 2008) ETCS Baseline 3.4.0 (seit 2017)                                  | Ausstattung mit WLAN-HotSpots (railnet) IGBT-Stromrichter (seit 2023)                                                     | |
| Tz 166 Gelnhausen (seit 24.04.2009)                                                        | 401 066 401 566        | LDV-Kurzzug (9 Mittelwagen) Langzug (12 Mittelwagen, von 2007 bis 2023)                                                              | 08.11.1991 20.04.2007 25.05.2023                      | Österreich (1998 bis 2008) ETCS Baseline 3.4.0 (seit 2017)                                  | Ausstattung mit WLAN-HotSpots (railnet) IGBT-Stromrichter (seit 2023)                                                     | |
| Tz 167 Garmisch-Partenkirchen (seit 18.02.2006)                                            | 401 067 401 567        | LDV-Kurzzug (9 Mittelwagen) Langzug (12 Mittelwagen, von 2006 bis 2023)                                                              | 20.12.1991 17.11.2006 24.02.2023                      | Österreich (1998 bis 2008) ETCS Baseline 3.4.0 (seit 2017)                                  | Ausstattung mit WLAN-HotSpots (railnet) IGBT-Stromrichter (seit 2021)                                                     | Beide Triebköpfe trugen von Juni bis Dezember 2011 eine Sonderbeklebung für Frauenfußball-Weltmeisterschaft 2011. |
| Tz 168 Crailsheim (seit 19.10.2004)                                                        | 401 068 401 568        | LDV-Kurzzug (9 Mittelwagen) Langzug (12 Mittelwagen, von 2008 bis 2025)                                                              | 22.11.1991 28.07.2008 14.07.2025                      | Österreich (1998 bis 2008) ETCS Baseline 3.4.0 (seit 2017)                                  | Ausstattung mit WLAN-HotSpots (railnet) IGBT-Stromrichter (seit 2023)                                                     | |
| Tz 169 Worms (seit 12.09.2006)                                                             | 401 069 401 569        | LDV-Kurzzug (9 Mittelwagen) Langzug (12 Mittelwagen, von 2007 bis 2023)                                                              | 29.11.1991 17.08.2007 27.11.2023                      | Österreich (1998 bis 2008) ETCS Baseline 3.4.0 (seit 2017)                                  | Ausstattung mit WLAN-HotSpots (railnet) IGBT-Stromrichter (seit 2023)                                                     | |
| Tz 170                                                                                     | 401 070 401 570        | LDV-Kurzzug (9 Mittelwagen) Langzug (12 Mittelwagen, von 2007 bis 2024)                                                              | 31.01.1992 08.06.2007 19.01.2024                      | Österreich (1998 bis 2008) ETCS Baseline 3.4.0 (seit 2017)                                  | Ausstattung mit WLAN-HotSpots (railnet) IGBT-Stromrichter (seit 2023)                                                     | Beide Triebköpfe trugen im Mai und Juni 2010 eine Sonderbeklebung Pokalexpress für DFB-Pokal. |
| Tz 171 Heusenstamm (von 20.03.2009 bis 01.03.2019 seit 06.12.2022)                         | 401 071 401 571        | LDV-Kurzzug (9 Mittelwagen) Langzug (12 Mittelwagen, von 2005 bis 2022)                                                              | 13.12.1991 04.11.2005 06.12.2022                      | Österreich (1998 bis 2008) ETCS Baseline 3.4.0 (seit 2017)                                  | Ausstattung mit WLAN-HotSpots (railnet) IGBT-Stromrichter (seit 2023)                                                     | Der Triebzug 171 wurde im Winter 2016 mit den Triebköpfen 401 007 und 401 051 versehen, welche das neue ETCS-Bordgerät enthalten, und um drei Wagen gekürzt. Ab Mai 2017 wurden mit dieser Garnitur ETCS-Testfahrten auf der VDE8 vorgenommen. Im März 2019 wurde dieser Triebzug komplett aufgelöst. Die Triebköpfe fuhren als Reservefahrzeuge in anderen Triebzügen. Seit Dezember 2022 ist er als LDV-Zug wieder im Einsatz. |
| Tz 172 Mülheim an der Ruhr (von 21.09.2007 bis 28.10.2008) Aschaffenburg (seit 23.02.2015) | 401 072 401 572        | LDV-Kurzzug (9 Mittelwagen) Langzug (12 Mittelwagen, von 2008 bis 2022)                                                              | 24.04.1992 28.10.2008 03.08.2022                      | Schweiz (1992 bis 2021) ETCS Baseline 2.2.2 (2006 bis 2021) ETCS Baseline 3.4.0 (seit 2021) | Ausstattung mit WLAN-HotSpots (railnet) IGBT-Stromrichter (seit 2023)                                                     | |
| Tz 173 Timmendorfer Strand (von 04.02.2004 bis 16.11.2007) Basel (seit 21.06.2016)         | 401 073 401 573        | LDV-Kurzzug (9 Mittelwagen) Langzug (12 Mittelwagen, von 2007 bis 2025)                                                              | 06.03.1992 16.11.2007 15.08.2025                      | Schweiz (1992 bis 2021) ETCS Baseline 2.2.2 (2006 bis 2021) ETCS Baseline 3.4.0 (seit 2021) | Ausstattung mit WLAN-HotSpots (railnet) IGBT-Stromrichter (seit 2023)                                                     | Am 28. April 2006 kollidierte um 6.31 Uhr der ICE-1-Triebzug 173 auf der Strecke Thun–Spiez vor dem Bahnhof Thun mit zwei Lokomotiven der BLS AG. Die Deutsche Bahn entschied sich noch 2006, den verunglückten Triebzug instand zu setzen. Die Einstiegsbereiche der schwer beschädigten (gestauchten) Erste-Klasse-Wagen mussten neu aufgebaut werden. Der Triebzug 173 verkehrt in der Zwischenzeit mit den Erste-Klasse-Wagen des Triebzuges 111. Die beiden Triebköpfe 401 073 und 573 waren am 23.10.1992 mit zwei Erste-Klasse-Wagen (Raucher und Nichtraucher), einem Speisewagen, dem Servicewagen für das Zugbegleitpersonal sowie zwei Wagen der zweiten Klasse (Raucher und Nichtraucher) aus dem Tz 173 und außerdem mit daran angeschlossenen zweiten Speisewagen und zwei Wagen der ersten Klasse aus einem anderen Triebzug wegen des Besuchs von Königin Elisabeth II. in dieser veränderten Konfiguration im Einsatz. Der zweite Speisewagen war zum Thronsaal umgerüstet worden, die beiden zusätzlichen Wagen der ersten Klasse waren für die britischen Ehrengäste und deren Begleiter vorgesehen. |
| Tz 174 Zürich (seit 20.01.2006)                                                            | 401 074 401 574        | LDV-Kurzzug (9 Mittelwagen) Langzug (12 Mittelwagen, von 2007 bis 2025)                                                              | 08.04.1992 29.06.2007 16.05.2025                      | Schweiz (1992 bis 2021) ETCS Baseline 2.2.2 (2006 bis 2021) ETCS Baseline 3.4.0 (seit 2021) | Ausstattung mit WLAN-HotSpots (railnet) IGBT-Stromrichter (seit 2023)                                                     | |
| Tz 175 Nürnberg (seit 20.08.2016)                                                          | 401 075 401 575        | LDV-Kurzzug (9 Mittelwagen) Langzug (12 Mittelwagen, von 2007 bis 2024)                                                              | 24.06.1992 30.03.2007 08.11.2024                      | Schweiz (1992 bis 2021) ETCS Baseline 2.2.2 (2006 bis 2021) ETCS Baseline 3.4.0 (seit 2021) | Ausstattung mit WLAN-HotSpots (railnet) IGBT-Stromrichter (seit 2023)                                                     | Am 17. Februar 2019 entgleiste der Triebzug 175 auf der Fahrt als ICE 373 von Berlin nach Interlaken in Basel mit dem ersten Triebkopf und dem dahinter laufenden Mittelwagen der zweiten Klasse. Bei dem Unfall wurde niemand schwer verletzt. Alle etwa 250 Reisenden konnten evakuiert werden und setzen ihre Fahrt in anderen Zügen fort. Es entstand erheblicher Sachschaden am Triebzug und den Bahnanlagen. Der Triebzug ist seit 1. März 2019 wieder im Einsatz. |
| Tz 176 Bremen (seit 12.12.2002)                                                            | 401 076 401 576        | LDV-Kurzzug (9 Mittelwagen) Langzug (12 Mittelwagen, von 2007 bis 2024)                                                              | 18.05.1992 19.01.2007 13.03.2024                      | Schweiz (1992 bis 2020) ETCS Baseline 2.2.2 (2006 bis 2020) ETCS Baseline 3.4.0 (seit 2020) | Ausstattung mit WLAN-HotSpots (railnet) IGBT-Stromrichter (seit 2023)                                                     | Um 1995 wurde in den Wagen 802 406 und 452 (damals Triebzug 76) neuartige Klimaanlagen, die Luft als Prozessgas verwendeten und damit ohne Kältemittel auskamen, erprobt. Diese Anlagen wurden schließlich in den ICE 3 serienmäßig eingebaut. Am 12. April 2004 stieß der 401 076 bei einer Rangierfahrt (ohne Fahrgäste) im Hauptbahnhof Kiel mit einem Zug der Nord-Ostsee-Bahn zusammen. |
| Tz 177 Basel (von 18.06.2004 bis 20.06.2016) Rendsburg (seit 21.06.2016)                   | 401 077 401 577        | LDV-Kurzzug (9 Mittelwagen) Langzug (12 Mittelwagen, von 2006 bis 2025)                                                              | 20.05.1992 22.12.2006 04.04.2025                      | Schweiz (1992 bis 2020) ETCS Baseline 2.2.2 (2006 bis 2020) ETCS Baseline 3.4.0 (seit 2020) | Ausstattung mit WLAN-HotSpots (railnet) IGBT-Stromrichter (seit 2023)                                                     | Beide Triebköpfe tragen die Schriftzüge „25 Jahre ICE, in Kooperation mit SBB CFF FFS“. |
| Tz 178 Bremerhaven (seit 13.11.2003)                                                       | 401 078 401 578        | LDV-Kurzzug (9 Mittelwagen) Langzug (12 Mittelwagen, von 2008 bis 2021)                                                              | 17.08.1992 04.04.2008 15.10.2021                      | Schweiz (1992 bis 2021) ETCS Baseline 2.2.2 (2006 bis 2021) ETCS Baseline 3.4.0 (seit 2021) | Ausstattung mit WLAN-HotSpots (railnet) IGBT-Stromrichter (seit 2023)                                                     | |
| Tz 179 Chur (von 12.12.2015 bis 13.12.2015)                                                | 401 079 401 579        | LDV-Kurzzug (9 Mittelwagen) Langzug (12 Mittelwagen, von 2007 bis 2020)                                                              | 20.05.1992 03.08.2007 13.11.2020                      | Schweiz (1992 bis 2021) ETCS Baseline 2.2.2 (2006 bis 2021) ETCS Baseline 3.4.0 (seit 2021) | Ausstattung mit WLAN-HotSpots (railnet) IGBT-Stromrichter (seit 2023)                                                     | Der Triebzug 179 wurde am 12. Dezember 2015 mit „Chur“ beschriftet in die Schweiz gefahren, getauft wurde dann jedoch Triebzug 186. |
| Tz 180 Castrop-Rauxel (von 04.11.2004 bis 07.09.2007) (seit 13.06.2008)                    | 401 080 401 580        | LDV-Kurzzug (9 Mittelwagen) Langzug (12 Mittelwagen, von 2007 bis 2020)                                                              | 24.06.1992 07.09.2007 18.12.2020                      | Schweiz (1992 bis 2021) ETCS Baseline 2.2.2 (2006 bis 2021) ETCS Baseline 3.4.0 (seit 2021) | Ausstattung mit WLAN-HotSpots (railnet) IGBT-Stromrichter (seit 2022)                                                     | |
| Tz 181 Interlaken (seit 07.12.2007)                                                        | 401 081 401 581        | LDV-Kurzzug (9 Mittelwagen) Langzug (12 Mittelwagen, von 2007 bis 2024)                                                              | 15.09.1992 04.05.2007 06.02.2024                      | Schweiz (1992 bis 2020) ETCS Baseline 2.2.2 (2006 bis 2020) ETCS Baseline 3.4.0 (seit 2020) | Ausstattung mit WLAN-HotSpots (railnet) IGBT-Stromrichter (seit 2023)                                                     | Beide Triebköpfe trugen die Schriftzüge „25 Jahre ICE, in Kooperation mit SBB CFF FFS“. |
| Tz 182 Rüdesheim am Rhein (seit 08.05.2008)                                                | 401 082 401 582        | LDV-Kurzzug (9 Mittelwagen) Langzug (12 Mittelwagen, von 2008 bis 2022)                                                              | 28.08.1992 08.05.2008 14.01.2022                      | Schweiz (1992 bis 2020) ETCS Baseline 2.2.2 (2006 bis 2020) ETCS Baseline 3.4.0 (seit 2020) | Ausstattung mit WLAN-HotSpots (railnet) IGBT-Stromrichter (seit 2023)                                                     | |
| Tz 183 Timmendorfer Strand (seit 16.11.2007)                                               | 401 083 401 583        | LDV-Kurzzug (9 Mittelwagen) Kurzzug (9 Mittelwagen, von Dezember 2021 bis November 2022) Langzug (12 Mittelwagen, von 2006 bis 2021) | 15.09.1992 05.05.2006 16.11.2022                      | Schweiz (1992 bis 2021) ETCS Baseline 2.2.2 (2006 bis 2021) ETCS Baseline 3.4.0 (seit 2021) | Ausstattung mit WLAN-HotSpots (railnet) IGBT-Stromrichter (seit 2023)                                                     | |
| Tz 184 Bruchsal (seit 23.07.2003)                                                          | 401 084 401 584        | LDV-Kurzzug (9 Mittelwagen) Langzug (12 Mittelwagen, von 2006 bis 2023)                                                              | 16.11.1992 09.06.2006 10.08.2023                      | Schweiz (1992 bis 2021) ETCS Baseline 2.2.2 (2006 bis 2021) ETCS Baseline 3.4.0 (seit 2021) | Ausstattung mit WLAN-HotSpots (railnet) IGBT-Stromrichter (seit 2023)                                                     | Im Juni 1993 wurde ein achtteiliger ICE-1-Triebzug von Bremerhaven aus in die Vereinigten Staaten verschifft. Die achtteilige Garnitur umfasste unter anderem die Triebköpfe 401 084 und 584, drei Mittel- und einen Servicewagen der zweiten Klasse, einen Speisewagen sowie einen Wagen der ersten Klasse. Technische Anpassungen waren seit April 1993 durch die Industrie vorgenommen worden, insbesondere für das Bahnstromsystem des Northeast Corridor (11 kV mit 25 Hz) und an den Radprofilen. Die Garnitur unternahm Präsentationsfahrten zu 25 Großstädten in den Vereinigten Staaten und Kanada und wurde ab dem 4. Oktober für zwei Monate auf der Linie New York City – Washington, D.C. im Plandienst als Metroliner eingesetzt, auf anderen Strecken wurde er von Dieselloks gezogen. |
| Tz 185 Freilassing (seit 18.07.2008)                                                       | 401 085g 401 585g      | LDV-Kurzzug (9 Mittelwagen) Langzug (12 Mittelwagen, von 2008 bis 2022)                                                              | 16.11.1992 18.07.2008 13.07.2022                      | Schweiz (1992 bis 2021) ETCS Baseline 2.2.2 (2006 bis 2021) ETCS Baseline 3.4.0 (seit 2021) | Ausstattung mit WLAN-HotSpots (railnet) IGBT-Stromrichter (seit 2022)                                                     | |
| Tz 186 Chur (seit 13.12.2015)                                                              | 401 086 401 586        | LDV-Kurzzug (9 Mittelwagen) Langzug (12 Mittelwagen, von 2007 bis 2021)                                                              | 16.10.1992 12.10.2007 23.04.2021                      | Schweiz (1992 bis 2020) ETCS Baseline 2.2.2 (2006 bis 2020) ETCS Baseline 3.4.0 (seit 2020) | Ausstattung mit WLAN-HotSpots (railnet) IGBT-Stromrichter (seit 2022)                                                     | Zum 30-jährigen Jubiläum wurde der Triebkopf 401 586 in ursprünglicher Farbgebung und mit einem alten DB-Bundesbahn-Logo versehen sowie der Aufschrift „30 Jahre ICE“. Dieser Triebzug ist am 17. August 2022 in Berlin-Grunewald entgleist und wurde dabei beschädigt. Reisende wurden nicht verletzt. Seit dem 25. März 2023 ist der Triebzug nach Reparatur wieder im planmäßigen Einsatz. |
| Tz 187 Fulda (von 27.11.2002 bis 20.03.2015) Mühldorf a. Inn (seit 21.03.2015)             | 401 087 401 587        | LDV-Kurzzug (9 Mittelwagen) Langzug (12 Mittelwagen, von 2006 bis 2023)                                                              | 12.02.1993 14.07.2006 08.05.2023                      | Schweiz (1993 bis 2021) ETCS Baseline 2.2.2 (2006 bis 2021) ETCS Baseline 3.4.0 (seit 2021) | Ausstattung mit WLAN-HotSpots (railnet) IGBT-Stromrichter (seit 2023)                                                     | Der Triebzug entgleiste am 29. November 2017 als ICE 75 zwischen Basel Badischer Bahnhof und Basel SBB mit Speisewagen und Servicewagen. Nach dem Unfall wurde dieser Triebzug aufgelöst und einige Wagen dieses Triebzuges mit den beiden umgebauten Triebköpfen (401 060, 560) für Stromrichtertestfahrten an DB Systemtechnik vermietet. Seit Oktober 2021 befindet sich der Zug mit den Wagen 1–6, 9, 11 und 12 wieder im Planbetrieb. Es fehlt somit das Bordrestaurant. Außerdem ist der Wagen 6 nun ein deklassierter erste-Klasse-Wagen. Am 8. Oktober 2022 standen die beiden Triebköpfe ohne Mittelwagen im Rangierbereich von Aachen Hbf. |
| Tz 188 Hildesheim (seit 13.06.2008)                                                        | 401 088 401 588        | LDV-Kurzzug (9 Mittelwagen) Langzug (12 Mittelwagen, von 2008 bis 2022)                                                              | 12.02.1993 13.06.2008 22.02.2022                      | Schweiz (1993 bis 2021) ETCS Baseline 2.2.2 (2006 bis 2021) ETCS Baseline 3.4.0 (seit 2021) | Ausstattung mit WLAN-HotSpots (railnet) IGBT-Stromrichter (seit 2023)                                                     | |
| Tz 189 Castrop-Rauxel (von 20.12.2007 bis 12.11.2013)                                      | 401 089 401 589        | LDV-Kurzzug (9 Mittelwagen) Langzug (12 Mittelwagen, von 2007 bis 2021)                                                              | 18.12.1992 20.12.2007 24.06.2021                      | Schweiz (1992 bis 2020) ETCS Baseline 2.2.2 (2006 bis 2020) ETCS Baseline 3.4.0 (seit 2020) | Ausstattung mit WLAN-HotSpots (railnet) IGBT-Stromrichter (seit 2023)                                                     | Am 8. November 2007 stellte der auf rund 200 m Länge verkürzte Triebzug 189 während ETCS-Abnahmefahrten im Lötschberg-Basistunnel zwischen Ferden und Lötschen mit 288 km/h einen neuen Geschwindigkeitsrekord für Schienenfahrzeuge in der Schweiz auf. Die Einheit war mit einem modifizierten Stromabnehmer ausgerüstet, wobei in einem der beiden Triebköpfe nur zwei der vier (insgesamt sechs von acht) Fahrmotoren zur Verfügung standen. |
| Tz 190 Ludwigshafen am Rhein (seit 10.02.2004)                                             | 401 090 401 590        | LDV-Kurzzug (9 Mittelwagen) Langzug (12 Mittelwagen, von 2007 bis 2024)                                                              | 05.03.1993 23.02.2007 25.09.2024                      | Schweiz (1993 bis 2021) ETCS Baseline 2.2.2 (2006 bis 2021) ETCS Baseline 3.4.0 (seit 2021) | Ausstattung mit WLAN-HotSpots (railnet) IGBT-Stromrichter (seit 2023)                                                     | |

## Trivia
Spezialnutzung eines ICE-Mittelwagens als Pressezentrum zur Fußball-Europameisterschaft 2024
Im Rahmen der Fußball-Europameisterschaft 2024 in Deutschland wurde der ICE-Mittelwagen 801 047, ein 1.-Klasse-Wagen, zu einem temporären Pressezentrum umgebaut. Der Wagen wurde in Frankfurt am Main auf der Fanzone aufgestellt und diente den akkreditierten Journalisten als Arbeitsraum.
- Inneneinrichtung: Der Wagen wurde speziell für die Anforderungen eines Pressezentrums umgestaltet. Dies umfasste den Umbau der Sitzbereiche, sodass diese besser für Arbeitsplätze und Kommunikationsbedürfnisse der Journalisten geeignet waren
- Elektrische Ausstattung: Um den Wagen unabhängig vom regulären Bahnbetrieb nutzen zu können, wurde die elektrische Ausrüstung so modifiziert, dass Licht, Klimaanlage und das Fahrgastinformationssystem (FIS) über das öffentliche Stromnetz betrieben wurden. Dadurch war es möglich, den Wagen stationär ohne Anbindung an das Schienennetz zu nutzen.
- Fahrgastinformationssystem (FIS): Eine spezielle Software wurde im ICE-Werk Frankfurt-Griesheim entwickelt und in das FIS integriert. Diese Sonderprogrammierung ermöglichte es, Begrüßungstexte und Informationen an die Journalisten über die Monitore des Systems anzuzeigen. Dadurch wurde eine personalisierte Willkommensnachricht im Pressezentrum ermöglicht.

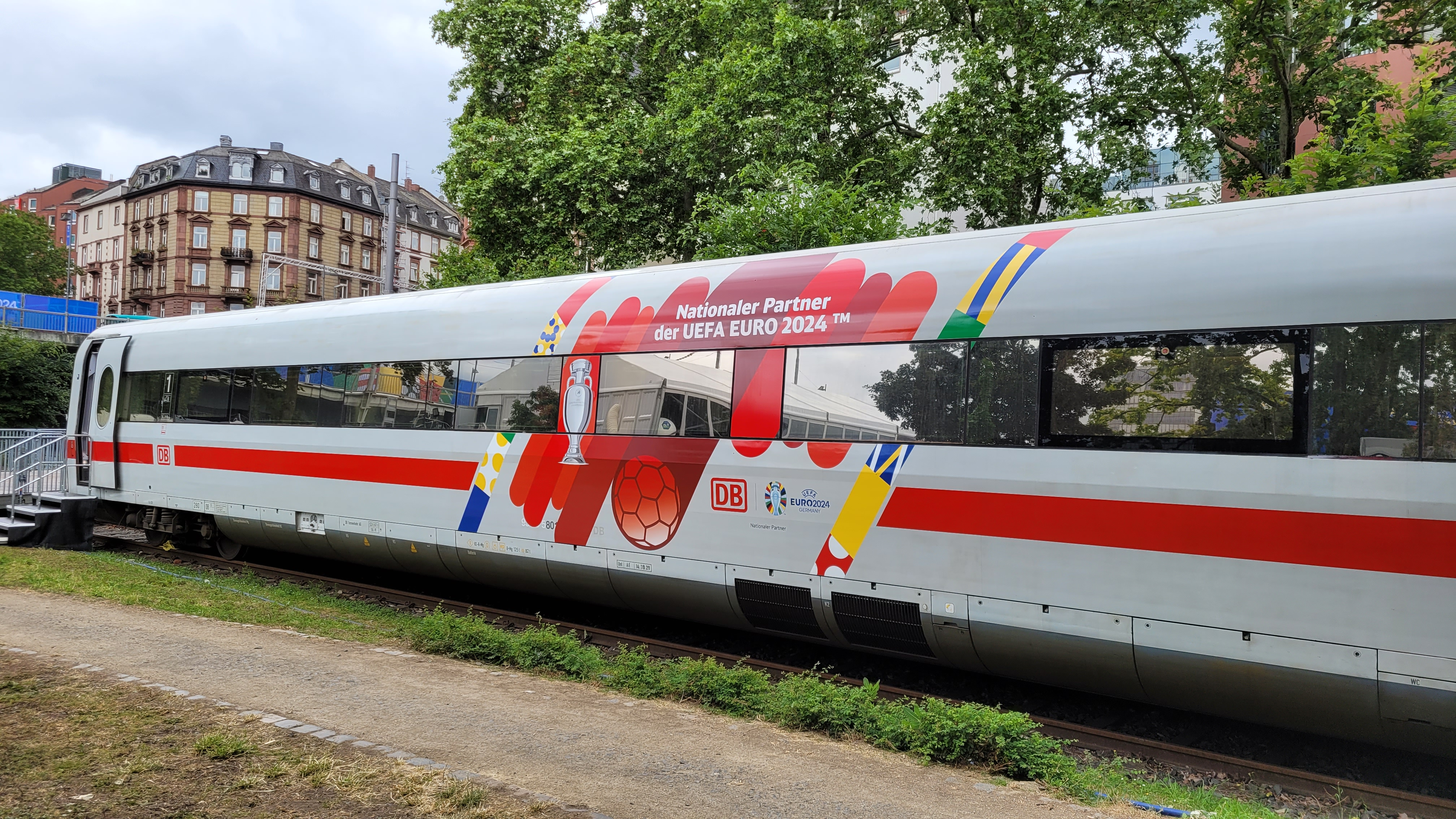
Außenansicht des Wagens
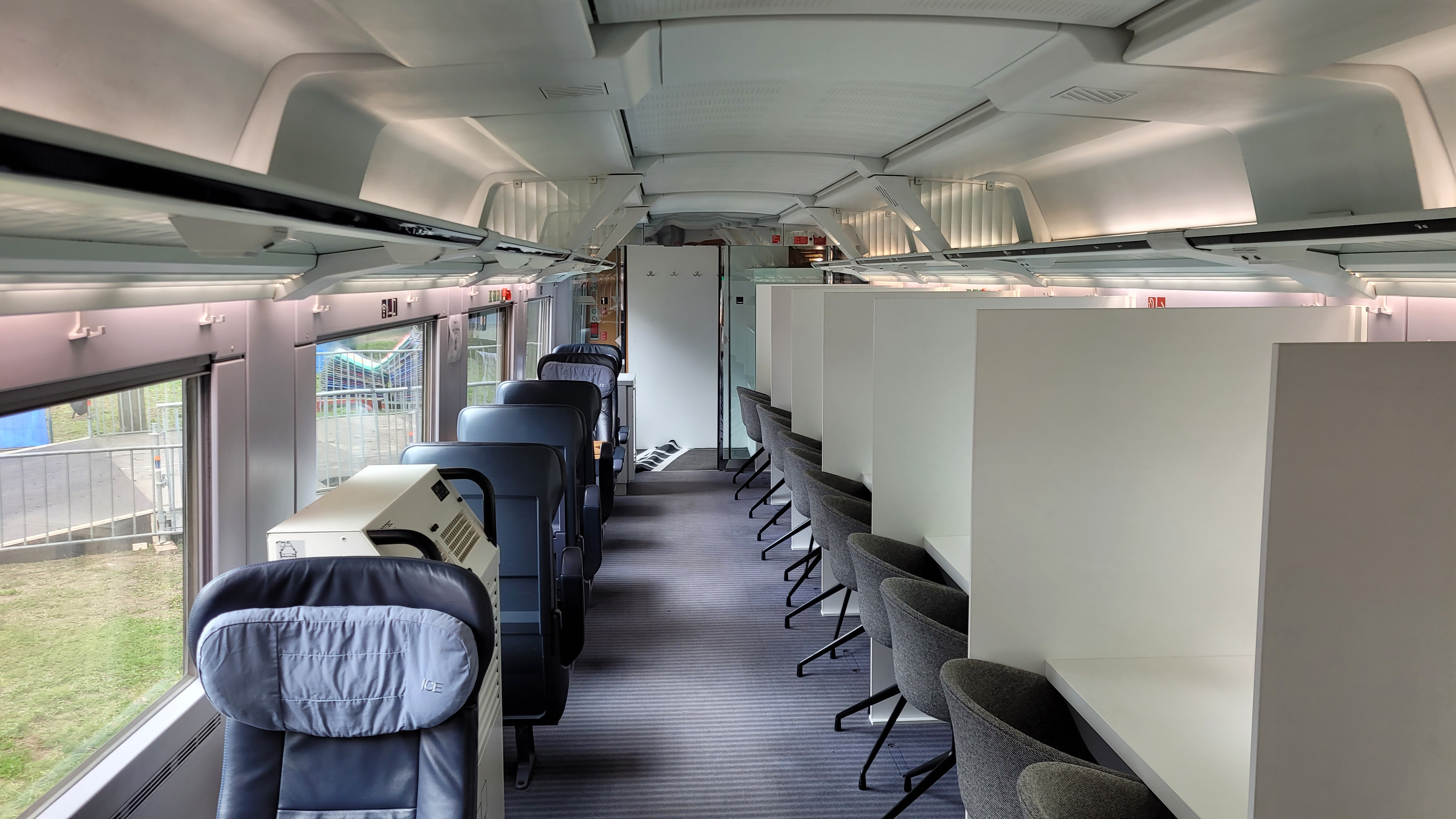
Arbeitsplätze
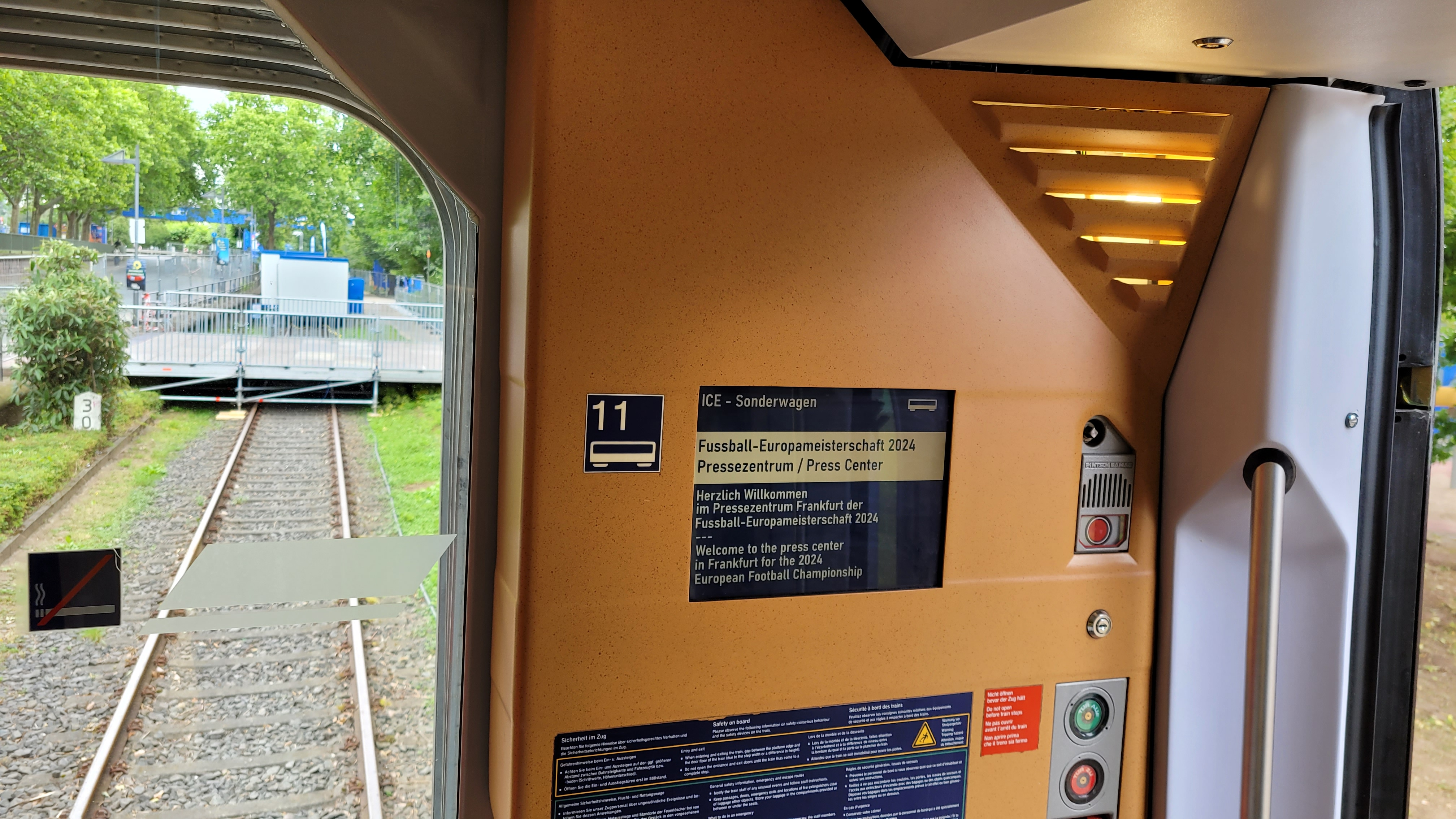
Sondertexte für das Pressezentrum
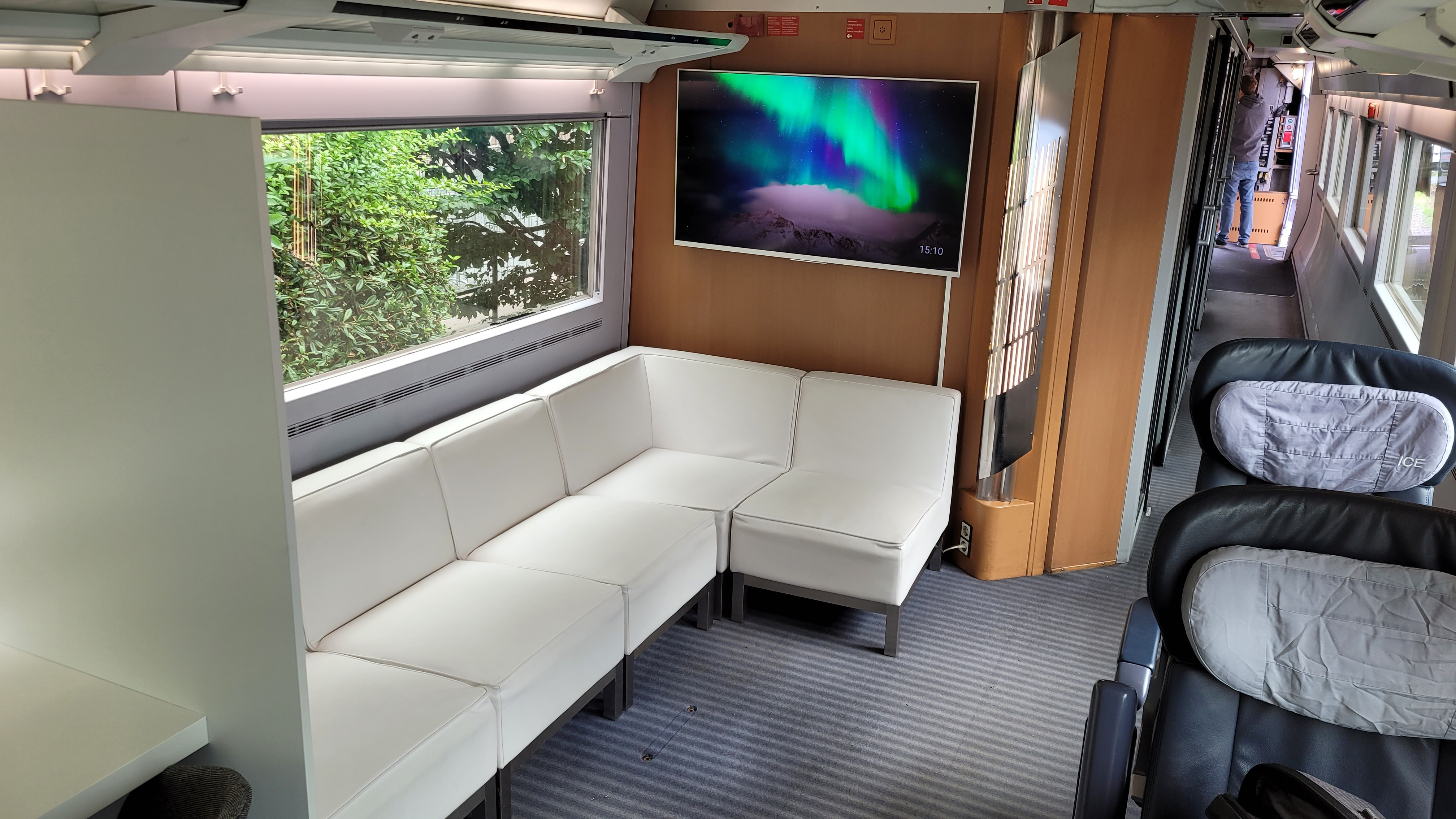
Loungebereich mit Couch
Albärt das Maskottchen der Fußball-EM 2024 auf den Displays des Fahrgastinformationssystems
Begrüßung der Presse im Pressezentrum, kurz vor dem Finale der EM2024